# Список птахів Коста-Рики
Це перелік видів птахів, зафіксованих на території Коста-Рики. Ця центральноамериканська країна розташована в межах Неотропічного екорегіону, а її біорізноманіття дуже високе. За даними Коста-Риканського комітету рідкісних птахів та Асоціації орнітологів Коста-Рики (AOCR), станом на липень 2021 року авіфауна країни налічувала 923 види, більше, ніж було зафісовано на територіях континентальних США, Канади і Аляски разом узятих. Також в Коста-Риці було зафіксовано найбільшу кількість видів птахів на км² серед усіх континентальних країн Америки.

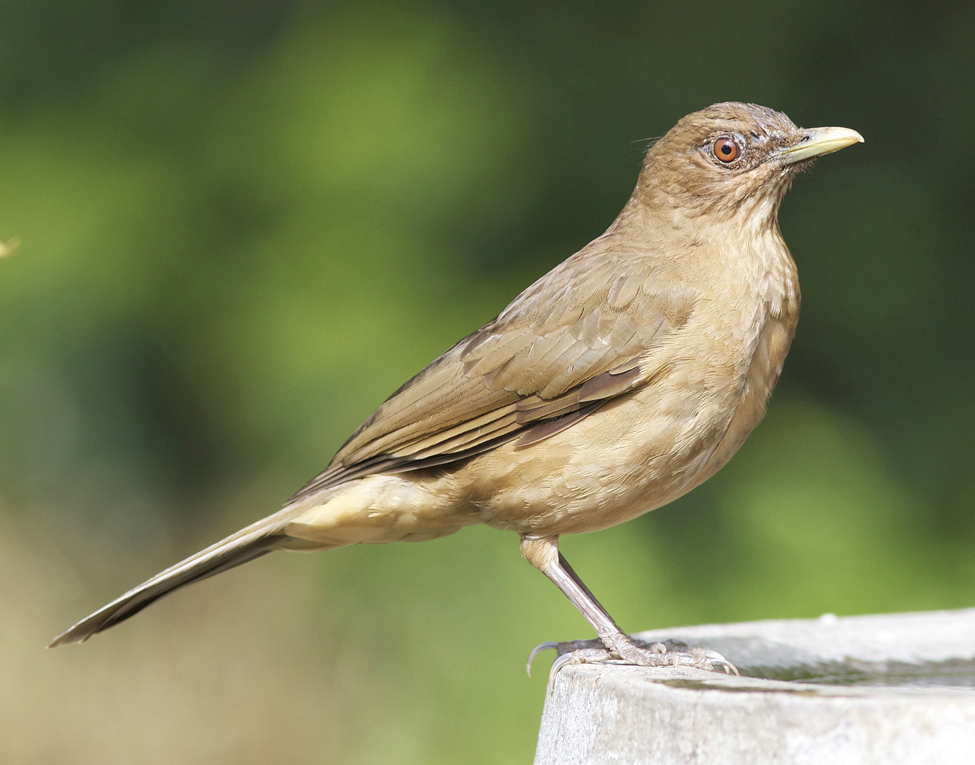
Бронзовий дрізд (Turdus grayi) є національним птахом Коста-Рики

Серед зафіксованих 932 видів 7 є ендемічними (3 з них зустрічаються лише на острові Кокос), 69 видів є рідкісними або випадковими, а 4 були інтродуковані людьми. Ще 73 види крім Коста-Рики мешкають лише на території Панами. 27 видів, зокрема 5 ендемічних видів, є вразливими або перебувають під загрозою зникнення. 600 видів гніздяться на території країни, решта є перелітними зимуючими птахами північноамериканського походження.
Геологічна будова Коста-Рики повпливала на формування такого високого біорізноманіття. Північна і Південна Америки раніше не сполучалися суходолом, однак коли утворився Панамський перешийок відбулась розтягнута в часі подія, відома як Великий міжамериканський обмін. Тоді орнітофауна Центральної Америки і, зокрема, Коста-Рики, поповнилась як північноамериканськими так і південноамериканськими видами птахів.
Частково високе біорізноманіття пояснюється широким спектром середовищ проживання, які включають в себе мангрові болота на узбережжі Тихого океану, вологі рівнини на північному сході, на узбережжі Карибського моря, посушливі рівнини на північному заході і численні гірські хребти, які досягають висоти 3500 м над рівнем моря. Ці гірські хребти, найбільшим з яких є Кордильєра-де-Таламанка, формують географічний бар'єр, який дозволяє близькоспорідненим видам самостійно розвиватися по обидва боки від гір. Яскравим прикладом цього видоутворення є бразильський манакін-короткокрил, який мешкає на карибському узбережжі і відрізняється від помаранчевого манакіна-короткокрила, який мешкає на тихоокеанському узбережжі. Близько 30 видів птахів є ендеміками гір Коста-Рики і Панами.

## Позначки
Наступні теги використані для виділення деяких категорій птахів.
- (А) Випадковий — вид, який рідко або випадково трапляється в Коста-Риці
- (R?) Гіпотетичний — вид, який імовірно, гніздиться в Коста-Риці
- (E) Ендемічий — вид, який є ендеміком Коста-Рики
- (E-R) Регіонально-ендемічний — вид, який мешкає лише на території Коста-Рики і Панами
- (I) Інтродукований — вид, завезений до Коста-Рики як наслідок, прямих чи непрямих людських дій

## Тинамуподібні(Tinamiformes)
Родина: Тинамові (Tinamidae)

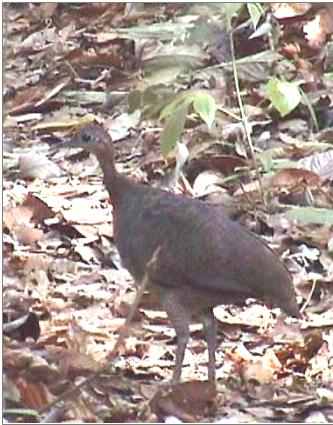
Тинаму великий

- Тинаму бурий, Nothocercus bonapartei
- Тинаму великий, Tinamus major
- Татаупа малий, Crypturellus soui
- Татаупа чагарниковий, Crypturellus cinnamomeus
- Татаупа сірогрудий, Crypturellus boucardi

## Гусеподібні(Anseriformes)
Родина: Качкові (Anatidae)

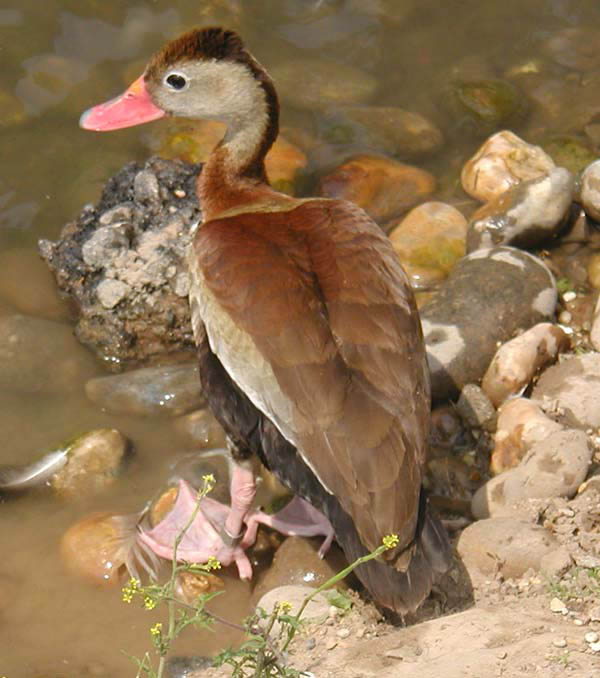
Свистач червонодзьобий

- Свистач білоголовий, Dendrocygna viduata (R?)
- Свистач червонодзьобий, Dendrocygna autumnalis
- Свистач рудий, Dendrocygna bicolor
- Качка американська, Sarkidiornis sylvicola (A)
- Качка мускусна, Cairina moschata
- Чирянка блакитнокрила, Spatula discors
- Чирянка руда, Spatula cyanoptera
- Широконіска північна, Spatula clypeata
- Свищ американський, Mareca americana
- Крижень звичайний, Anas platyrhynchos
- Шилохвіст білощокий, Anas bahamensis (A)
- Шилохвіст північний, Anas acuta
- Чирянка американська, Anas carolinensis
- Попелюх довгодзьобий, Aythya valisineria (A)
- Попелюх американський, Aythya americana' (A)
- Чернь канадська, Aythya collaris
- Чернь морська, Aythya marila (A)
- Чернь американська, Aythya affinis
- Крех жовтоокий, Lophodytes cucullatus (A)
- Крех середній, Mergus serrator (A)
- Савка маскова, Nomonyx dominicus
- Савка американська, Oxyura jamaicensis (A)

## Куроподібні(Galliformes)
Родина: Краксові (Cracidae)
- Чачалака східна, Ortalis vetula

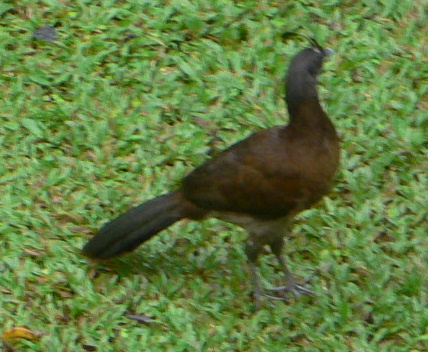
Чачалака сіроголова

- Чачалака сіроголова, Ortalis cinereiceps
- Пенелопа чубата, Penelope purpurascens
- Пенелопа чорна, Chamaepetes unicolor (E-R)
- Кракс великий, Crax rubra  VU

Родина: Токрові (Odontophoridae)

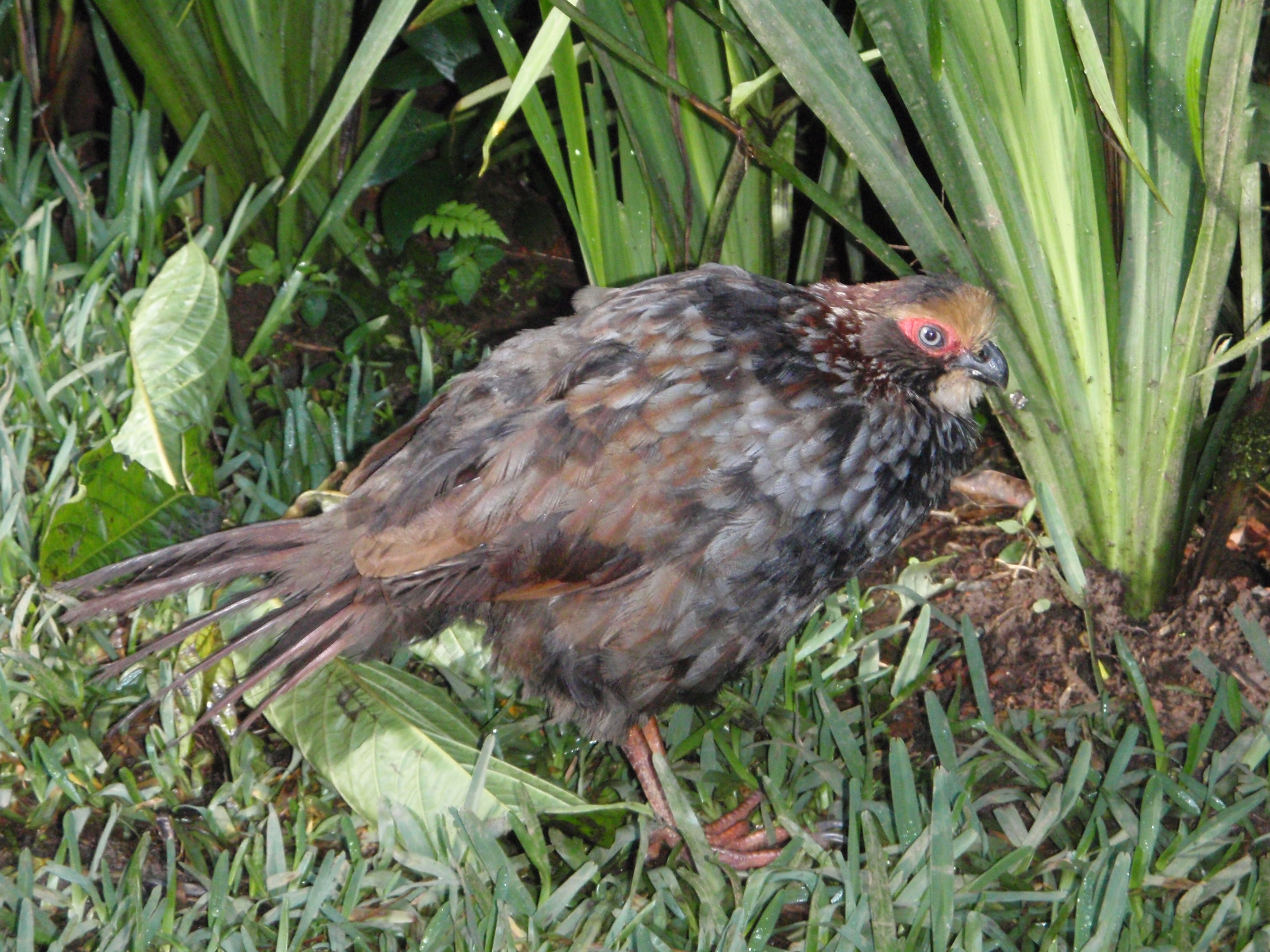
Перепелиця білолоба

- Перепелиця рудощока, Rhynchortyx cinctus
- Перепелиця білолоба, Dendrortyx leucophrys
- Перепелиця чубата, Colinus cristatus
- Токро гвіанський, Odontophorus gujanensis  NT
- Токро чорнощокий, Odontophorus melanotis
- Токро білогорлий, Odontophorus leucolaemus (E-R)
- Токро чубатий, Odontophorus guttatus

## Пірникозоподібні(Podicipediformes)
Родина: Пірникозові (Podicipedidae)
- Пірникоза домініканська, Tachybaptus dominicus
- Пірникоза рябодзьоба, Podilymbus podiceps
- Пірникоза чорношия, Podiceps nigricollis (A)

## Голубоподібні(Columbiformes)
Родина: Голубові (Columbidae)
- Голуб сизий, Columba livia (I)

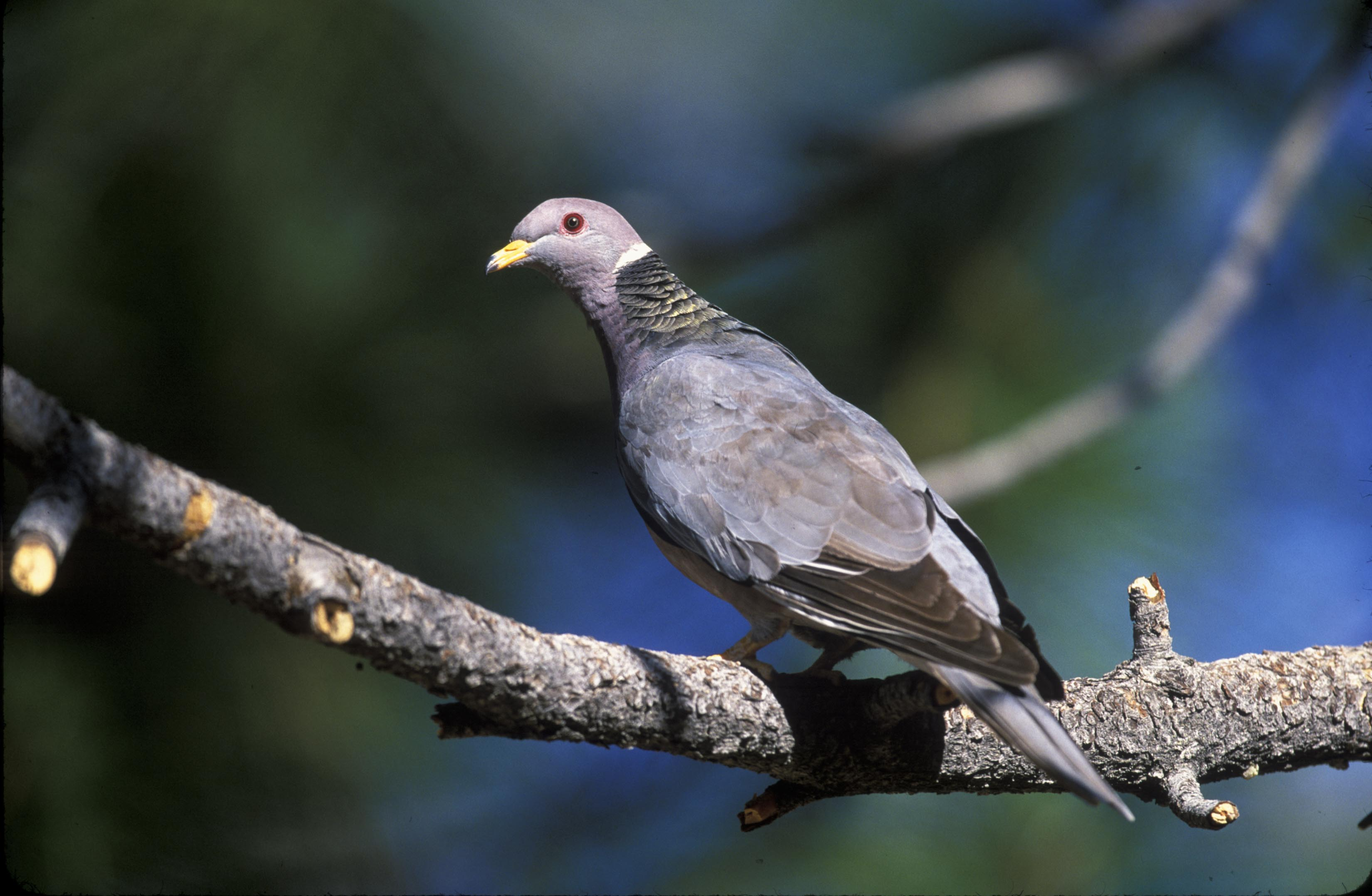
Голуб каліфорнійський

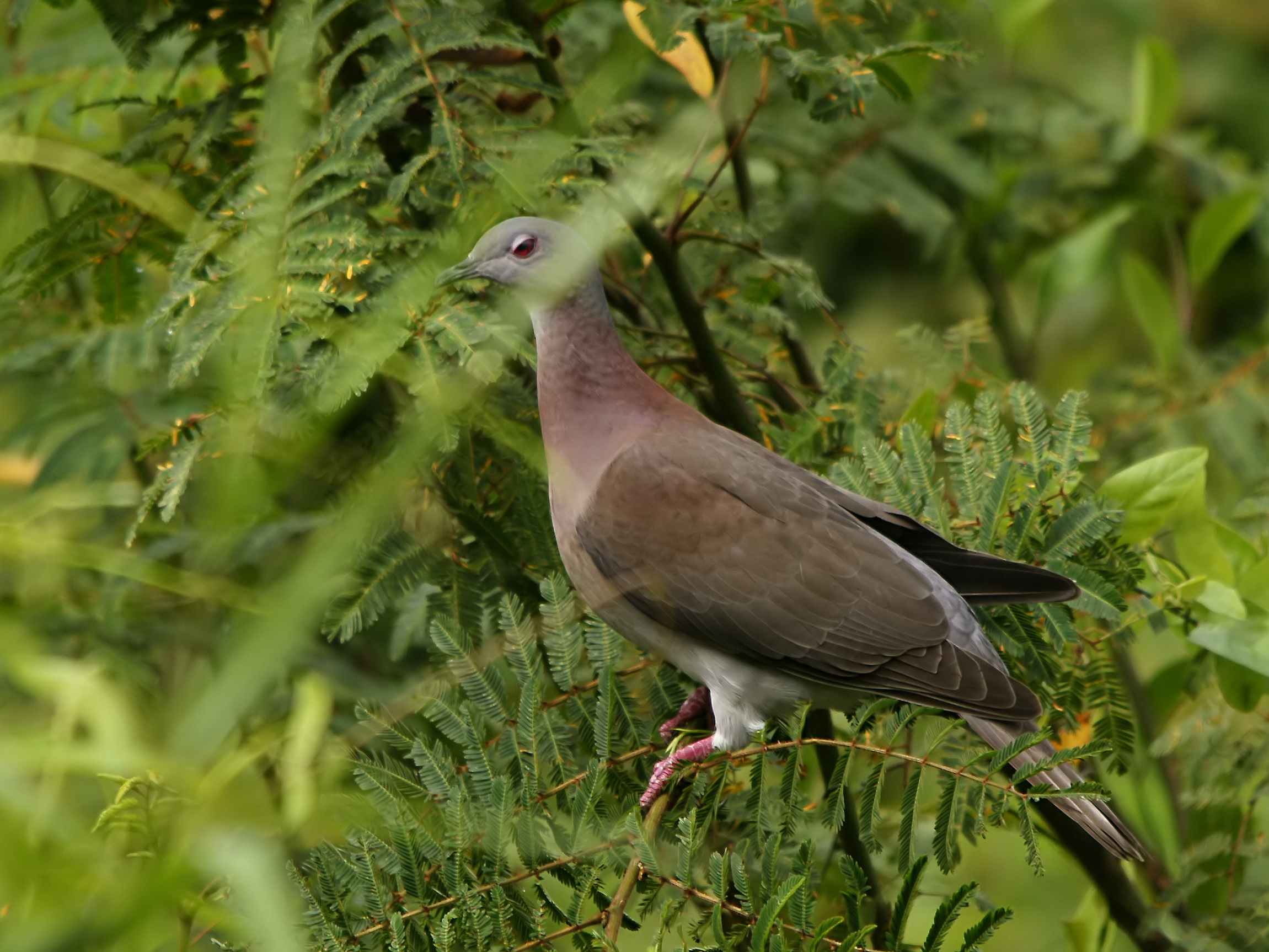
Голуб рожевошиїй

- Голуб рожевошиїй, Patagioenas cayennensis
- Голуб строкатий, Patagioenas speciosa
- Голуб карибський, Patagioenas leucocephala (A)  NT
- Голуб жовтодзьобий, Patagioenas flavirostris
- Голуб каліфорнійський, Patagioenas fasciata
- Голуб коста-риканський, Patagioenas subvinacea
- Голуб короткодзьобий, Patagioenas nigrirostris
- Горлиця садова, Streptopelia decaocto (I) (A) (R?)
- Горличка-інка мексиканська, Columbina inca
- Талпакоті строкатоголовий, Columbina passerina
- Талпакоті малий, Columbina minuta
- Талпакоті коричневий, Columbina talpacoti
- Талпакоті сірий, Claravis pretiosa
- Paraclaravis mondetoura
- Голубок бурий, Geotrygon montana
- Голубок фіолетовий, Geotrygon violacea
- Голубок верагуанський, Leptotrygon veraguensis
- Горличка білолоба, Leptotila verreauxi
- Горличка сірогруда, Leptotila cassinii
- Горличка мексиканська, Leptotila plumbeiceps
- Голубок коста-риканський, Zentrygon costaricensis (E-R)
- Голубок пурпуровий, Zentrygon lawrencii (E-R)
- Голубок рудоволий, Zentrygon chiriquensis (E-R)
- Zenaida asiatica
- Zenaida auriculata (A)
- Зенаїда північна, Zenaida macroura

## Зозулеподібні(Cuculiformes)
Родина: Зозулеві (Cuculidae)
- Ані великий, Crotophaga major (A)
- Ані товстодзьобий, Crotophaga ani

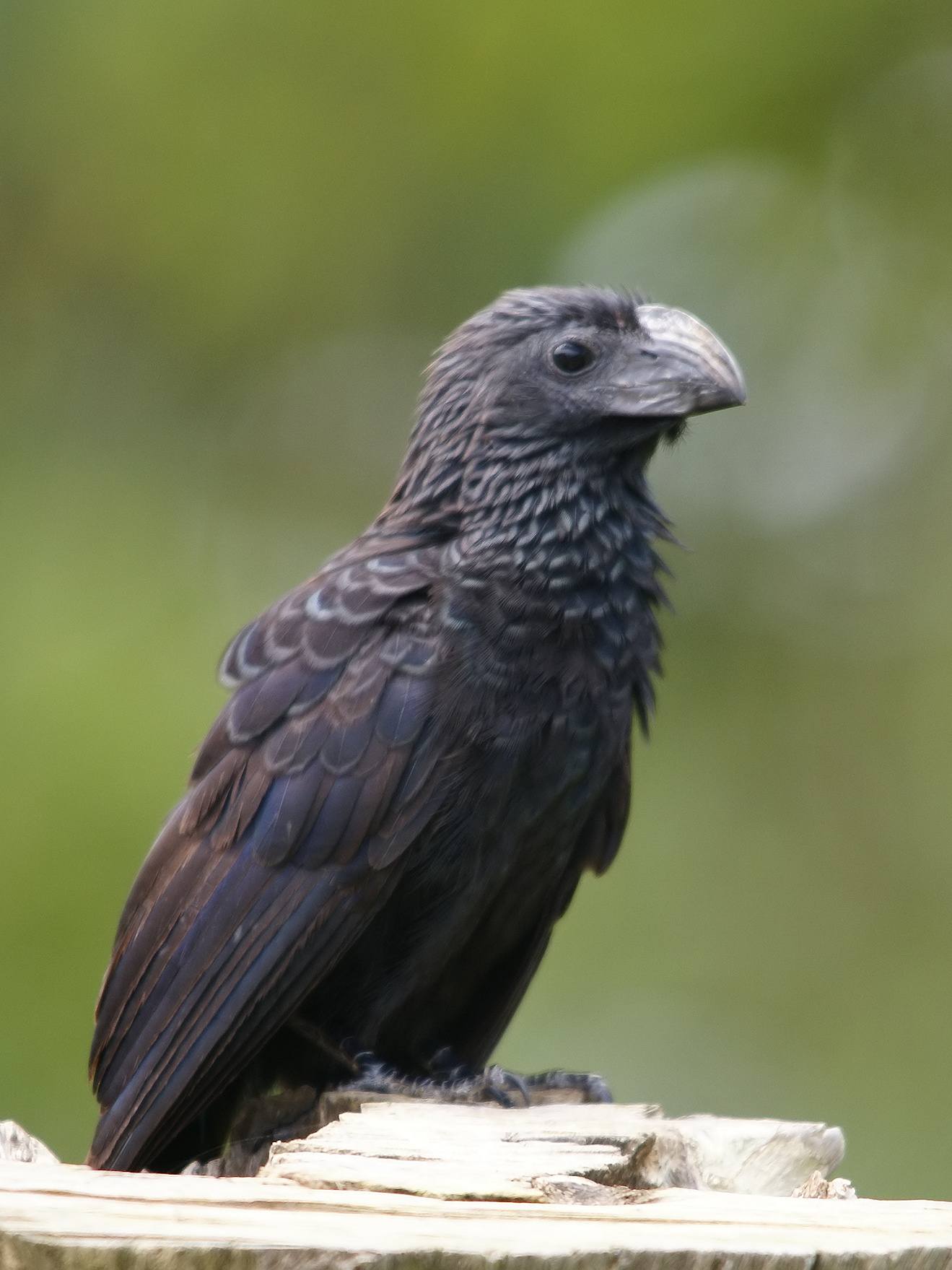
Ані малий

- Ані малий, Crotophaga sulcirostris
- Тахете, Tapera naevia
- Таязура-клинохвіст велика, Dromococcyx phasianellus
- Таязура руда, Morococcyx erythropygus
- Таязура рудогуза, Neomorphus geoffroyi
- Піая велика, Piaya cayana
- Кукліло північний, Coccyzus americanus
- Кукліло мангровий, Coccyzus minor (R?)
- Кукліло кокоський, Coccyzus ferrugineus (E)  VU
- Кукліло чорнодзьобий, Coccyzus erythropthalmus

## Дрімлюгоподібні(Caprimulgiformes)
Родина: Дрімлюгові (Caprimulgidae)
- Анаперо-довгокрил бурий, Lurocalis semitorquatus
- Анаперо малий, Chordeiles acutipennis
- Анаперо віргінський, Chordeiles minor
- Пораке рудощокий, Nyctidromus albicollis
- Леляк бразильський, Nyctiphrynus ocellatus
- Дрімлюга каролінський, Antrostomus carolinensis  NT
- Дрімлюга рудий, Antrostomus rufus
- Дрімлюга канадський, Antrostomus vociferus  NT
- Дрімлюга коста-риканський, Antrostomus saturatus (E-R)
- Дрімлюга білохвостий, Hydropsalis cayennensis

Родина: Гуахарові (Steatornithidae)
- Гуахаро, Steatornis caripensis

Родина: Потуєві (Nyctibiidae)
- Поту великий, Nyctibius grandis
- Поту малий, Nyctibius griseus

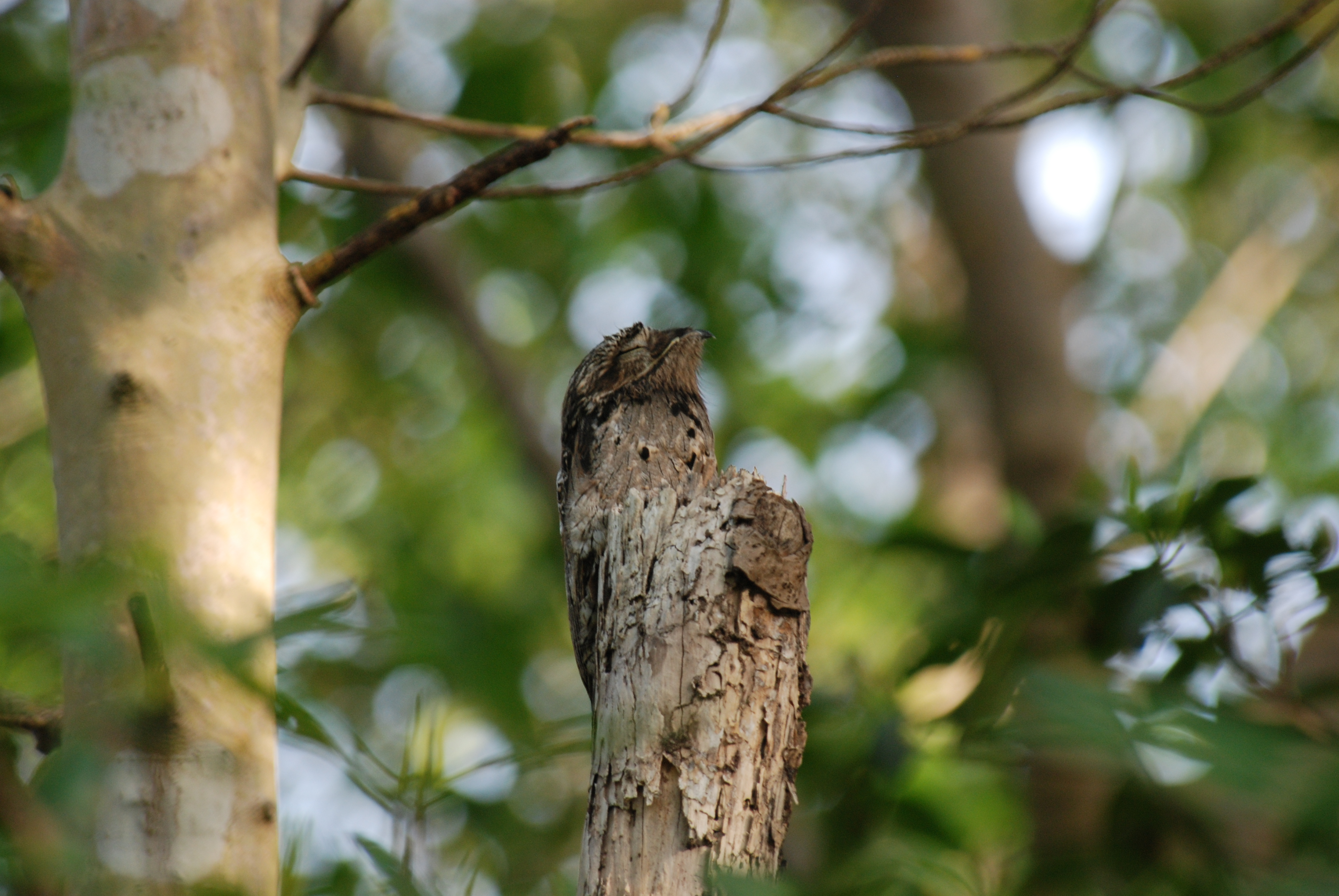
Поту малий

- Поту ямайський, Nyctibius jamaicensis

## Серпокрильцеподібні(Apodiformes)
Родина: Серпокрильцеві (Apodidae)
- Свіфт західний, Cypseloides niger  VU
- Свіфт нікарагуанський, Cypseloides cryptus
- Свіфт плямистолобий, Cypseloides cherriei  DD
- Свіфт рудошиїй, Streptoprocne rutila
- Свіфт болівійський, Streptoprocne zonaris
- Голкохвіст сірогузий, Chaetura cinereiventris
- Голкохвіст коста-риканський, Chaetura fumosa (E-R)
- Голкохвіст східний, Chaetura pelagica  VU
- Голкохвіст сірочеревий, Chaetura vauxi
- Серпокрилець-вилохвіст малий, Panyptila cayennensis
- Серпокрилець-вилохвіст великий, Panyptila sanctihieronymi (A)

Родина: Колібрієві (Trochilidae)
- Колібрі-якобін синьоголовий, Florisuga mellivora
- Ерміт-серподзьоб темнохвостий, Eutoxeres aquila
- Ерміт-самітник бронзовий, Glaucis aeneus
- Ерміт смугастохвостий, Threnetes ruckeri
- Ерміт зелений, Phaethornis guy
- Ерміт мексиканський, Phaethornis longirostris
- Ерміт чагарниковий, Phaethornis striigularis
- Колібрі-довгодзьоб зеленолобий, Doryfera ludovicae
- Колібрі бурий, Colibri delphinae
- Колібрі іскристий, Colibri cyanotus
- Колібрі-фея фіолетоволобий, Heliothryx barroti
- Колібрі-манго зеленогрудий, Anthracothorax prevostii
- Колібрі-манго панамський, Anthracothorax veraguensis (R?)
- Колібрі-голкохвіст зелений, Discosura conversii
- Колібрі-кокетка довгочубий, Lophornis delattrei (A)
- Колібрі-вусань чорночубий, Lophornis helenae
- Колібрі-вусань білочубий, Lophornis adorabilis (E-R)
- Колібрі-діамант колумбійський, Heliodoxa jacula
- Колібрі-герцог південний, Eugenes spectabilis (E-R)
- Колібрі кордильєрський, Panterpe insignis (E-R)
- Колібрі-ангел синьоголовий, Heliomaster longirostris
- Колібрі-ангел біловусий, Heliomaster constantii
- Колібрі-самоцвіт білогрудий, Lampornis hemileucus (E-R)
- Колібрі-самоцвіт пурпуровогорлий, Lampornis calolaemus
- Колібрі-самоцвіт сірохвостий, Lampornis cinereicauda (E)
- Колібрі-аметист гірський, Philodice bryantae (E-R)
- Колібрі рубіновогорлий, Archilochus colubris
- Колібрі-крихітка пурпуровогорлий, Selasphorus flammula (E-R)
- Колібрі-крихітка іскристий, Selasphorus scintilla (E-R)
- Колібрі-смарагд червонодзьобий, Cynanthus canivetii
- Колібрі-смарагд садовий, Chlorostilbon assimilis (E-R)
- Колібрі сапфіроволобий, Klais guimeti
- Колібрі-шаблекрил фіолетовий, Campylopterus hemileucurus
- Колібрі-білогуз бронзовохвостий, Chalybura urochrysia
- Колібрі-лісовичок фіолетоволобий, Thalurania colombica
- Колібрі білоголовий, Microchera albocoronata
- Колібрі-ельвіра золотистолобий, Microchera cupreiceps (E)
- Колібрі-ельвіра зелений, Microchera chionura (E-R)
- Колібрі-жарокрил мексиканський, Eupherusa eximia
- Колібрі-жарокрил чорночеревий, Eupherusa nigriventris (E-R)
- Колібрі-шаблекрил мангровий, Phaeochroa cuvierii
- Амазилія-берил нікарагуанська, Saucerottia hoffmanni
- Phaeochroa cuvierii
- Амазилія-берил білогруда, Saucerottia edward (E-R)
- Амазилія руда, Amazilia rutila
- Цакатл, Amazilia tzacatl
- Аріан мангровий, Amazilia boucardi (E)  EN
- Колібрі-лісовичок синьогорлий, Chrysuronia coeruleogularis
- Аріан блакитноволий, Polyerata amabilis
- Аріан панамський, Polyerata decora (E-R)
- Агиртрія гватемальська, Chlorestes candida (R?)
- Колібрі-сапфір рудохвостий, Chlorestes eliciae

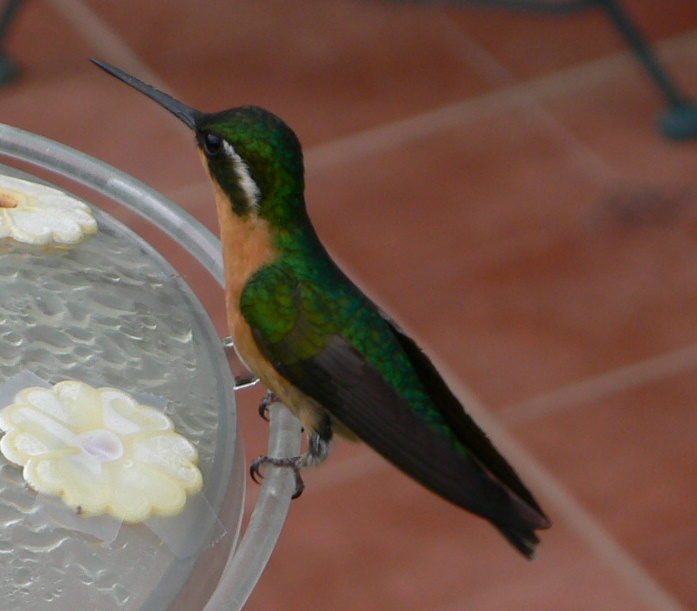
Колібрі-самоцвіт сірохвостий
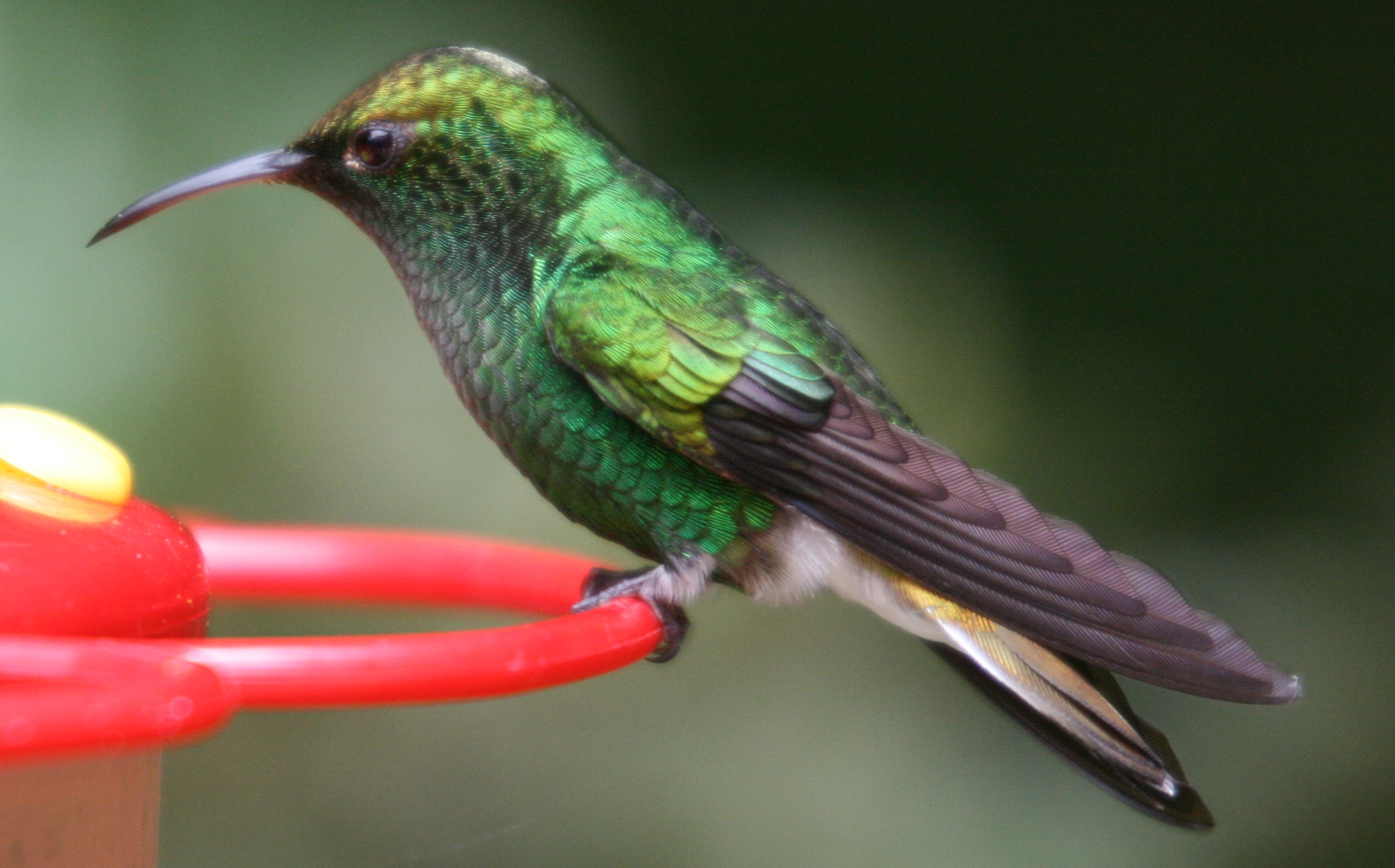
Колібрі-ельвіра золотистолобий, ендемік Коста-Рики
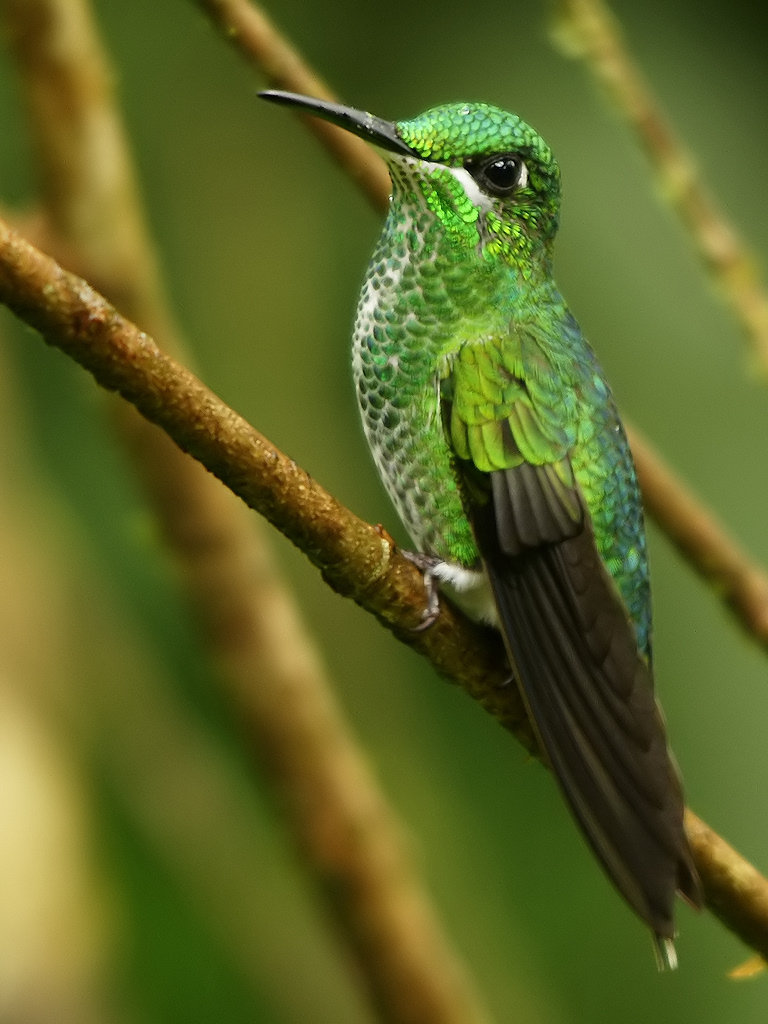
Колібрі-діамант колумбійський
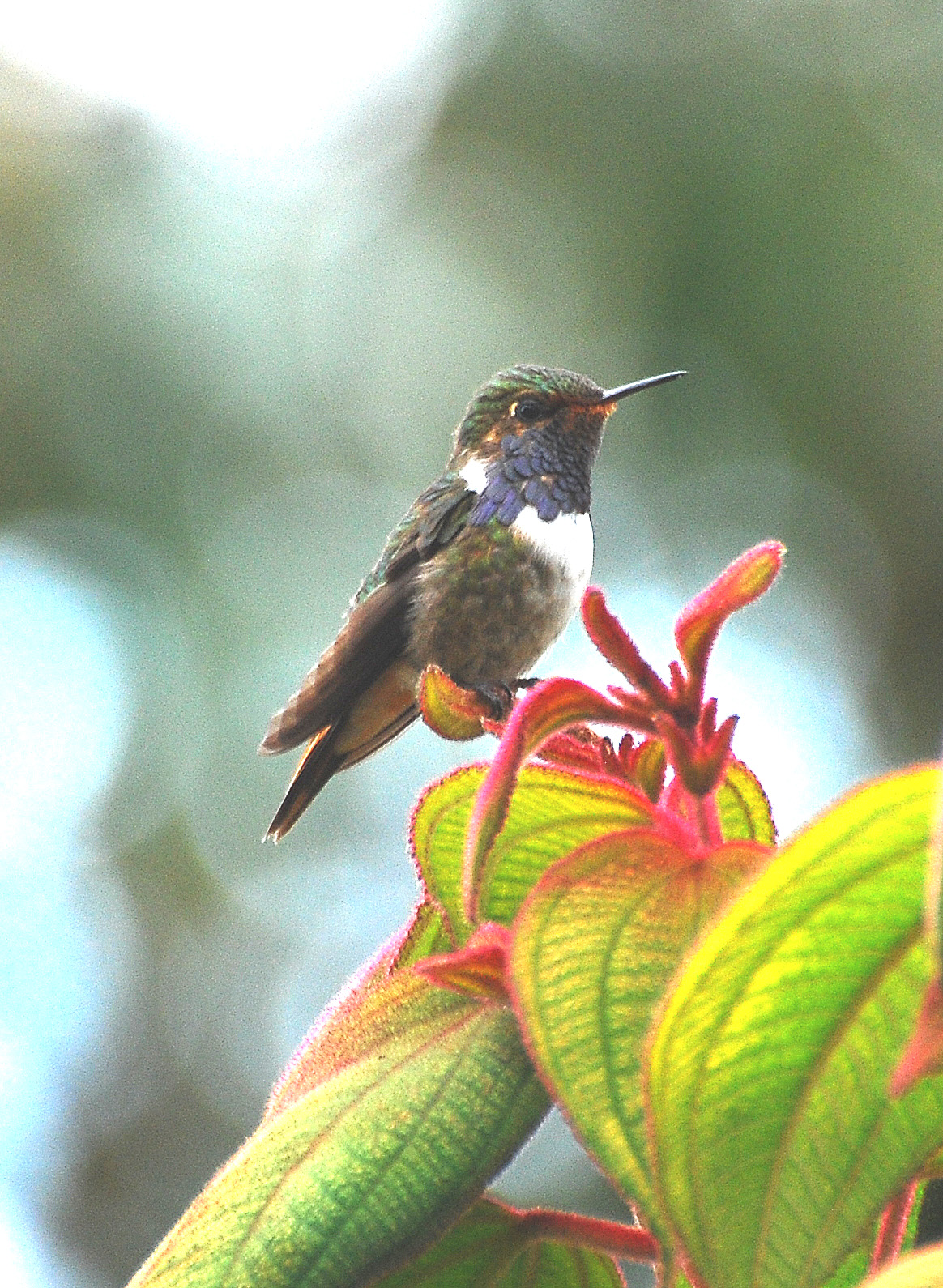
Колібрі-крихітка пурпуровогорлий

## Журавлеподібні(Gruiformes)
Родина: Пастушкові (Rallidae)
- Пастушок золотодзьобий, Mustelirallus erythrops
- Пастушок строкатий, Pardirallus maculatus
- Пастушок бурий, Amaurolimnas concolor
- Пастушок гвіанський, Aramides axillaris
- Пастушок болотяний, Aramides albiventris
- Пастушок сірошиїй, Aramides cajaneus
- Пастушок-тріскунець, Rallus longirostris
- Погонич каролінський, Porzana carolina
- Курочка латиноамериканська, Gallinula galeata
- Лиска американська, Fulica americana
- Porphyrio martinicus
- Пастушок венесуельський, Micropygia schomburgkii
- Погонич жовтоволий, Laterallus flaviventer
- Погонич рудий, Laterallus ruber (R?)
- Погонич білогорлий, Laterallus albigularis
- Погонич амазонійський, Laterallus exilis
- Погонич американський, Laterallus jamaicensis (R?)

Родина: Лапчастоногові (Heliornithidae)
- Лапчастоніг неотропічний, Heliornis fulica

Родина: Арамові (Aramidae)
- Арама, Aramus guarauna

## Сивкоподібні(Charadriiformes)
Родина: Лежневі (Burhinidae)
- Лежень американський, Burhinus bistriatus

Родина: Чоботарові (Recurvirostridae)
- Himantopus mexicanus
- Чоботар американський, Recurvirostra americana

Родина: Куликосорокові (Haematopodidae)
- Кулик-сорока американський, Haematopus palliatus

Родина: Сивкові (Charadriidae)
- Чайка чилійська, Vanellus chilensis
- Сивка морська, Pluvialis squatarola
- Сивка американська, Pluvialis dominica
- Сивка бурокрила, Pluvialis fulva (A)
- Пісочник крикливий, Charadrius vociferus
- Пісочник канадський, Charadrius semipalmatus
- Пісочник жовтоногий, Charadrius melodus (A)  NT
- Пісочник довгодзьобий, Charadrius wilsonia
- Пісочник пампасовий, Charadrius collaris
- Пісочник американський, Charadrius nivosus  NT

Родина: Яканові (Jacanidae)
- Якана жовтолоба, Jacana spinosa
- Якана червонолоба, Jacana jacana (A)

Родина: Баранцеві (Scolopacidae)
- Бартрамія, Bartramia longicauda
- Numenius phaeopus
- Кульон американський, Numenius americanus
- Грицик канадський, Limosa haemastica
- Грицик чорнохвостий, Limosa fedoa
- Крем'яшник звичайний, Arenaria interpres
- Побережник ісландський, Calidris canutus  NT
- Побережник американський, Calidris virgata
- Брижач, Calidris pugnax
- Побережник довгоногий, Calidris himantopus
- Побережник червоногрудий, Calidris ferruginea
- Побережник білий, Calidris alba
- Побережник чорногрудий, Calidris alpina
- Побережник канадський, Calidris bairdii
- Побережник-крихітка, Calidris minutilla
- Побережник білогрудий, Calidris fuscicollis
- Жовтоволик, Calidris subruficollis  NT
- Побережник арктичний, Calidris melanotos
- Побережник довгопалий, Calidris pusilla  NT
- Побережник аляскинський, Calidris mauri
- Неголь короткодзьобий, Limnodromus griseus
- Неголь довгодзьобий, Limnodromus scolopaceus
- Gallinago delicata
- Набережник плямистий, Actitis macularius
- Коловодник малий, Tringa solitaria
- Коловодник аляскинський, Tringa incana
- Коловодник жовтоногий, Tringa flavipes
- Коловодник американський, Tringa semipalmata
- Коловодник строкатий, Tringa melanoleuca
- Плавунець довгодзьобий, Phalaropus tricolor
- Плавунець круглодзьобий, Phalaropus lobatus
- Плавунець плоскодзьобий, Phalaropus fulicarius

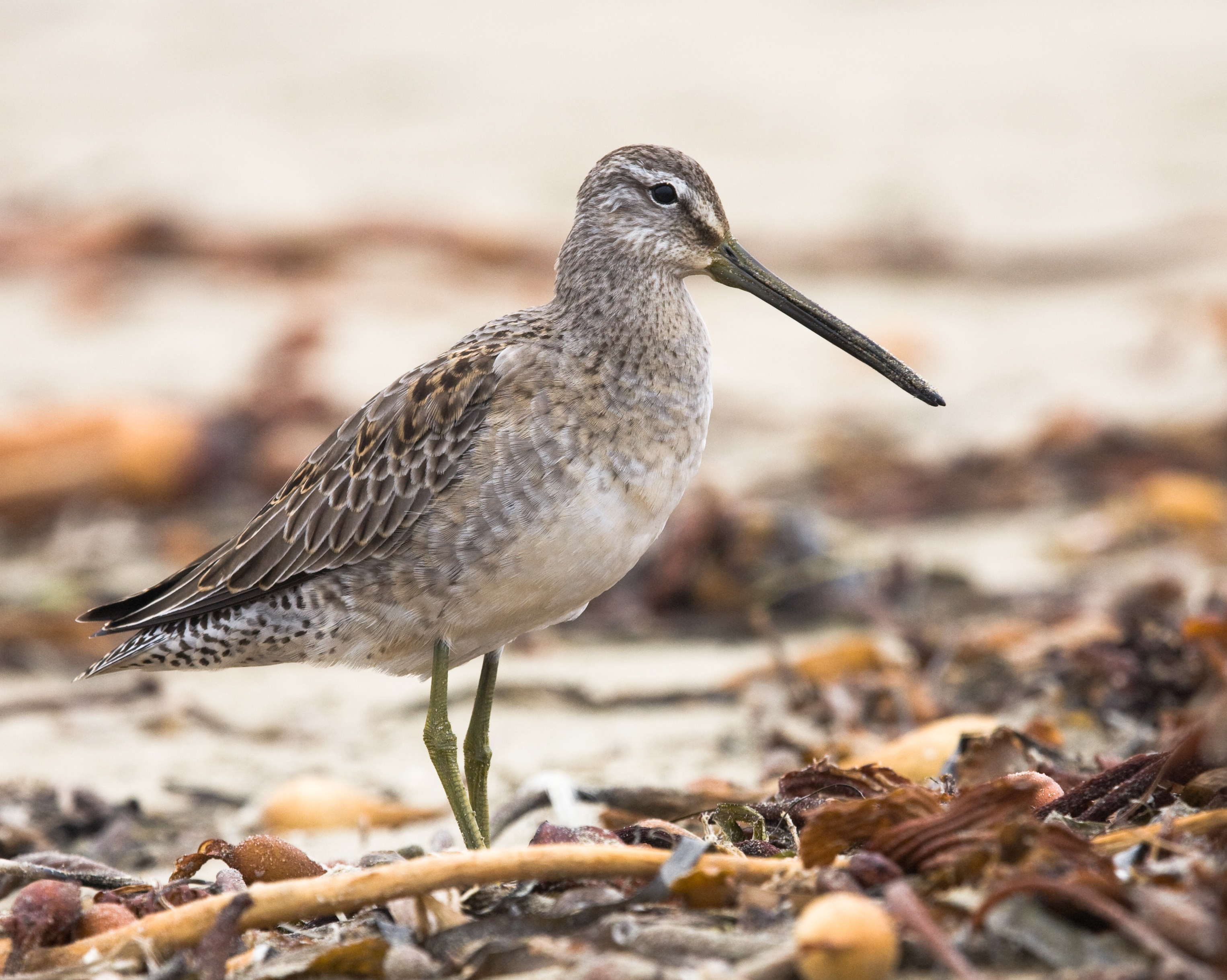
Неголь довгодзьобий
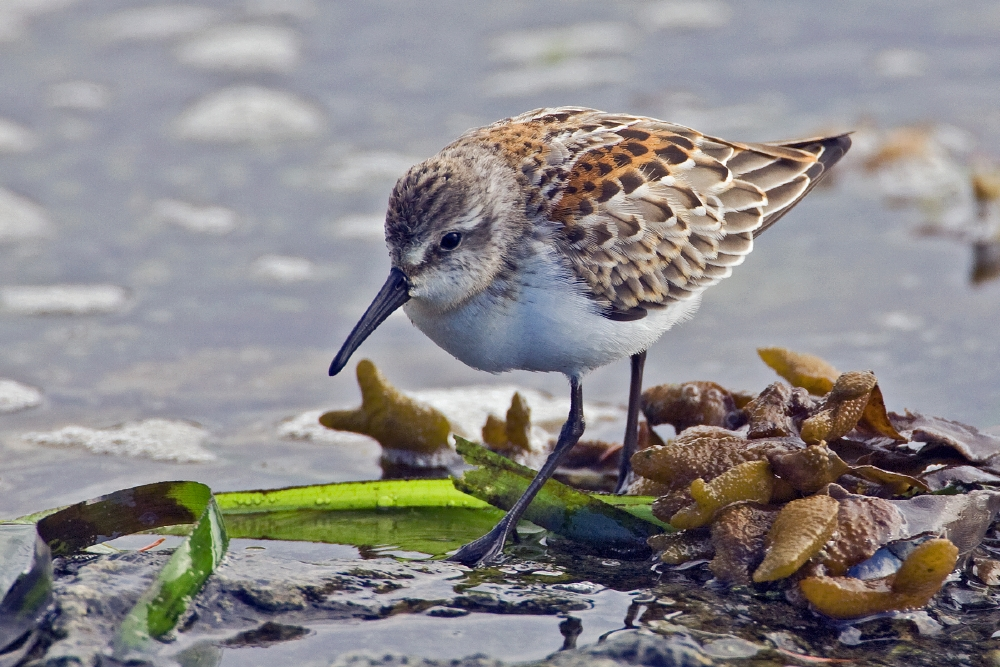
Побережник аляскинський
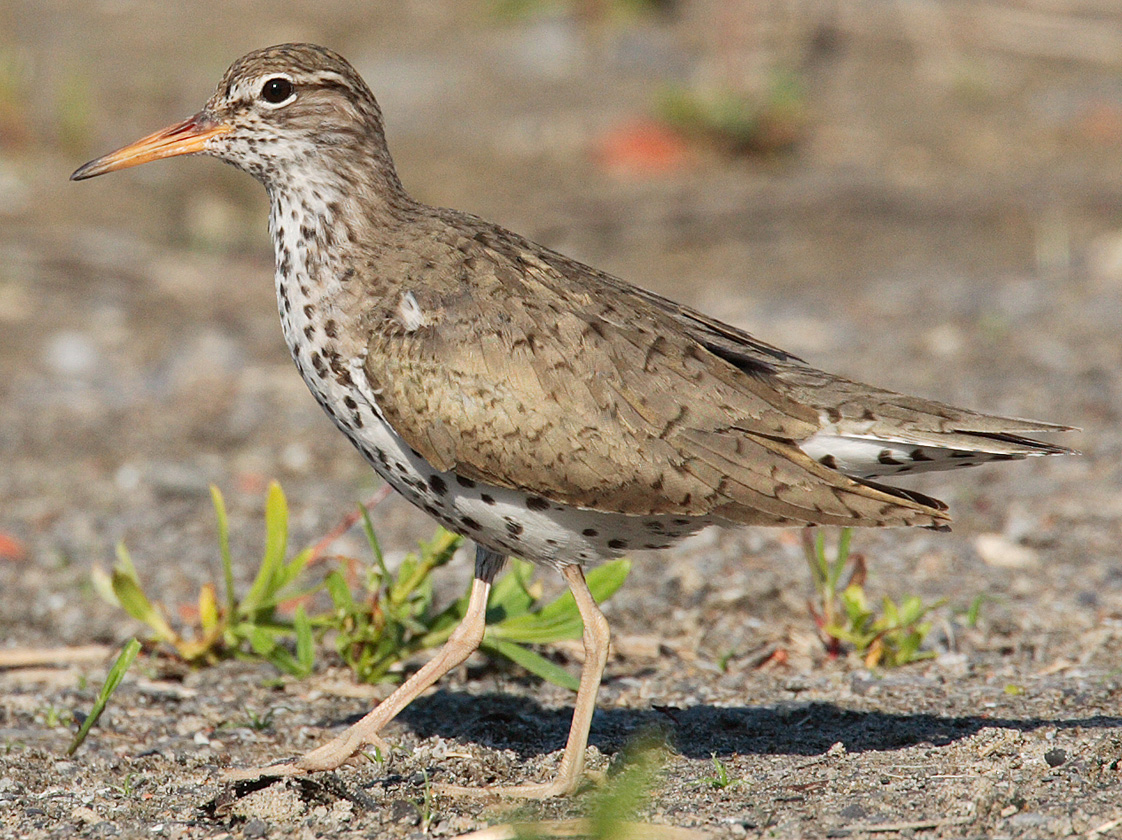
Набережник плямистий

Родина: Поморникові (Stercorariidae)
- Поморник антарктичний, Stercorarius maccormicki (A)
- Поморник середній, Stercorarius pomarinus
- Поморник короткохвостий, Stercorarius parasiticus
- Поморник довгохвостий, Stercorarius longicaudus (A)

Родина: Мартинові (Laridae)
- Мартин галапагоський, Creagrus furcatus
- Мартин трипалий, Rissa tridactyla (A)  VU
- Мартин вилохвостий, Xema sabini
- Мартин канадський, Chroicocephalus philadelphia (A)
- Мартин сіроголовий, Chroicocephalus cirrocephalus (A)
- Мартин сірий, Leucophaeus modestus (A)
- Leucophaeus atricilla
- Мартин ставковий, Leucophaeus pipixcan
- Мартин червонодзьобий, Larus heermanni (A)
- Мартин делаверський, Larus delawarensis
- Мартин західний, Larus occidentalis (A)
- Мартин каліфорнійський, Larus californicus (A)
- Larus argentatus
- Мартин морський, Larus marinus (A)
- Мартин домініканський, Larus dominicanus (A)
- Крячок бурий, Anous stolidus
- Крячок атоловий, Anous minutus
- Крячок білий, Gygis alba
- Крячок строкатий, Onychoprion fuscatus
- Крячок бурокрилий, Onychoprion anaethetus
- Крячок карибський, Sternula antillarum
- Крячок амазонський, Sternula superciliaris (A)
- Крячок великодзьобий, Phaetusa simplex (A)
- Крячок чорнодзьобий, Gelochelidon nilotica
- Крячок каспійський, Hydroprogne caspia
- Крячок-інка, Larosterna inca (A)  NT
- Крячок чорний, Chlidonias niger
- Крячок рожевий, Sterna dougallii (A)
- Крячок річковий, Sterna hirundo
- Крячок полярний, Sterna paradisaea
- Крячок неоарктичний, Sterna forsteri
- Крячок королівський, Thalasseus maximus
- Крячок рябодзьобий, Thalasseus sandvicensis
- Крячок каліфорнійський, Thalasseus elegans  NT
- Водоріз американський, Rynchops niger

## Тіганоподібні(Eurypygiformes)

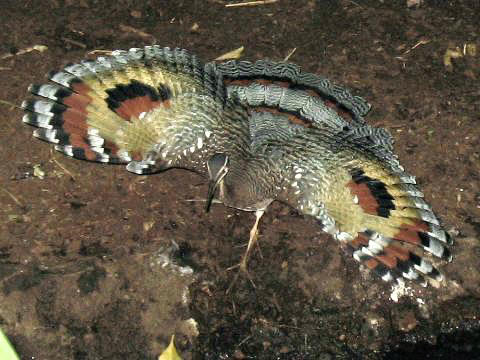
Тігана

Родина: Тіганові (Eurypygidae)
- Тігана, Eurypyga helias

## Фаетоноподібні(Phaethontiformes)
Родина: Фаетонові (Phaethontidae)
- Фаетон білохвостий, Phaethon lepturus (A)
- Фаетон червонодзьобий, Phaethon aethereus
- Фаетон червонохвостий, Phaethon rubricauda (A)

## Буревісникоподібні(Procellariiformes)
Родина: Альбатросові (Diomedeidae)
- Альбатрос галапагоський, Phoebastria irrorata (A)  CR

Родина: Океанникові (Oceanitidae)
- Океанник Вільсона, Oceanites oceanicus
- Океанник білобровий, Pelagodroma marina

Родина: Качуркові (Hydrobatidae)
- Качурка північна, Hydrobates leucorhous  VU
- Качурка мадерійська, Hydrobates castro (A)
- Качурка галапагоська, Hydrobates tethys
- Качурка чорна, Hydrobates melania
- Качурка Маркгама, Hydrobates markhami  NT
- Качурка каліфорнійська, Hydrobates microsoma

Родина: Буревісникові (Procellariidae)
- Тайфунник кубинський, Pterodroma hasitata (A)
- Тайфунник галапагоський, Pterodroma phaeopygia (A)  CR
- Тайфунник таїтійський, Pseudobulweria rostrata  NT
- Буревісник чорний, Procellaria parkinsoni  VU
- Calonectris diomedea (A)
- Буревісник клинохвостий, Ardenna pacifica
- Буревісник тонкодзьобий, Ardenna tenuirostris
- Буревісник сивий, Ardenna grisea
- Буревісник великий, Ardenna gravis (A)
- Буревісник рожевоногий, Ardenna creatopus  VU
- Puffinus navitatis (A)
- Буревісник галапагоський, Puffinus subalaris
- Буревісник малий, Puffinus puffinus (A)
- Буревісник каліфорнійський, Puffinus opisthomelas (A)  NT
- Буревісник екваторіальний, Puffinus lherminieri

## Лелекоподібні(Ciconiiformes)
Родина: Лелекові (Ciconiidae)
- Магуарі, Ciconia maguari (A)

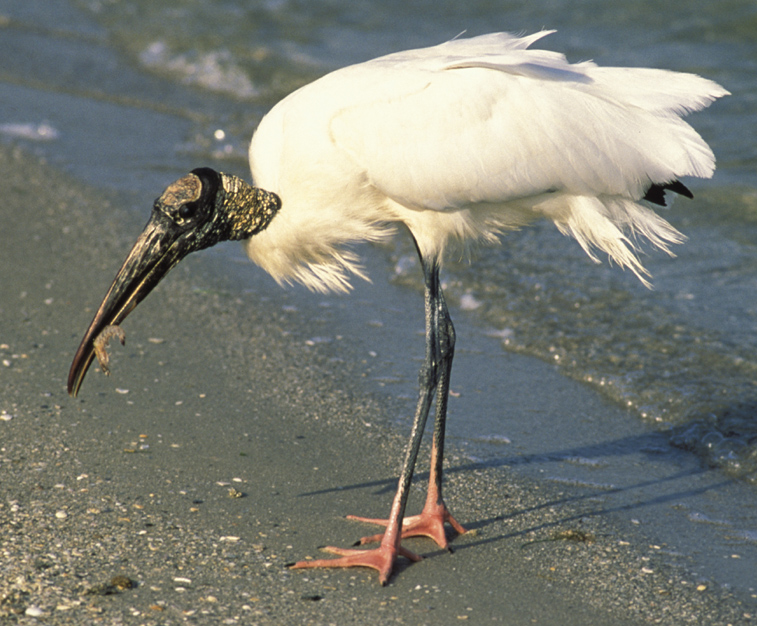
Міктерія

- Ябіру неотропічний, Jabiru mycteria
- Міктерія, Mycteria americana

## Сулоподібні(Suliformes)
Родина: Фрегатові (Fregatidae)

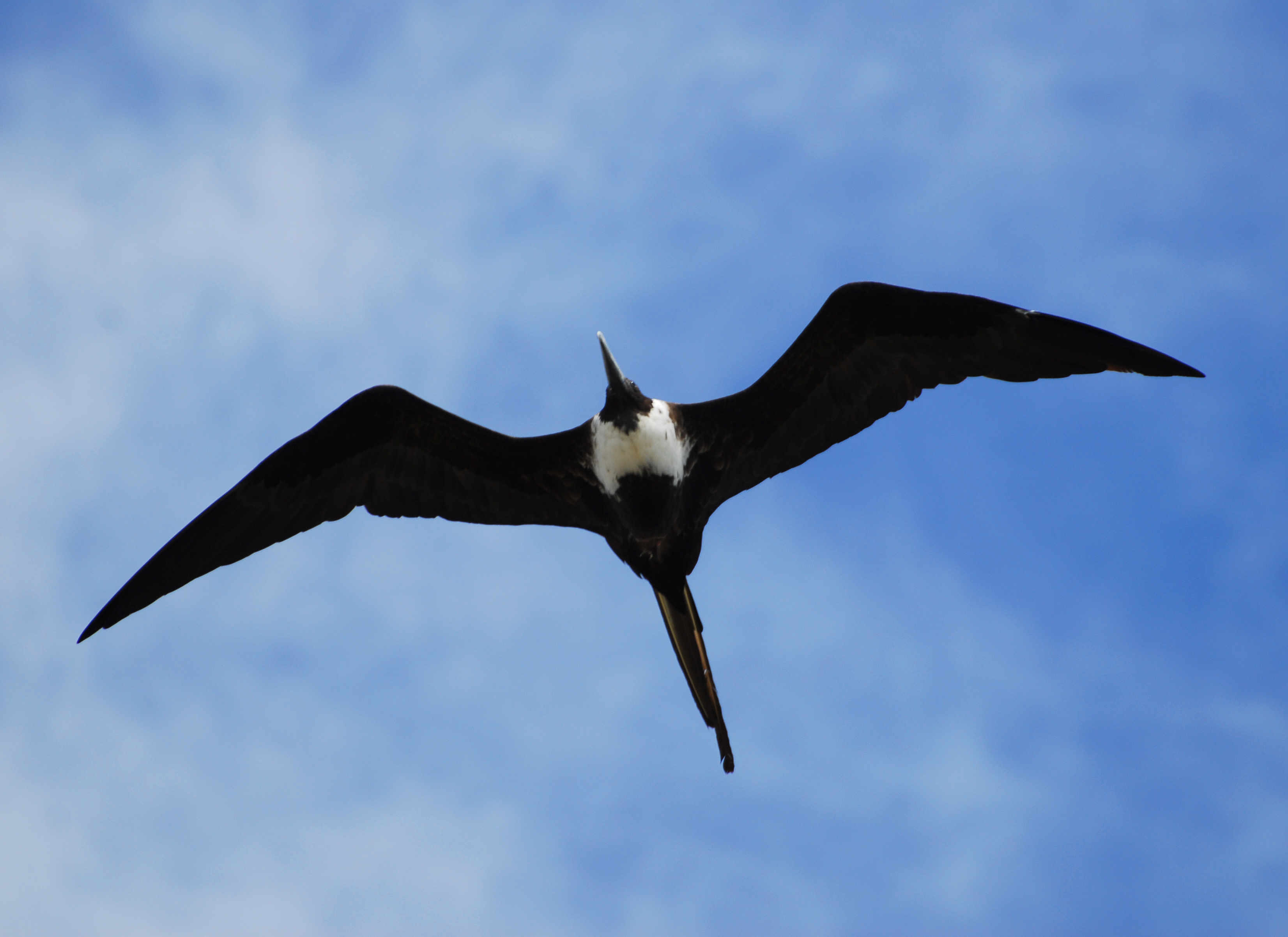
Фрегат карибський

- Фрегат карибський, Fregata magnificens
- Фрегат тихоокеанський, Fregata minor

Родина: Сулові (Sulidae)
- Сула жовтодзьоба, Sula dactylatra
- Сула насканська, Sula granti (R?)
- Сула блакитнонога, Sula nebouxii
- Сула перуанська, Sula variegata (A)
- Сула білочерева, Sula leucogaster
- Сула червононога, Sula sula

Родина: Змієшийкові (Anhingidae)
- Змієшийка американська, Anhinga anhinga'

Родина: Бакланові (Phalacrocoracidae)
- Баклан бразильський, Phalacrocorax brasilianus

## Пеліканоподібні(Pelecaniformes)
Родина: Пеліканові (Pelecanidae)
- Пелікан рогодзьобий, Pelecanus erythrorhynchos (A)
- Пелікан бурий, Pelecanus occidentalis

Родина: Чаплеві (Ardeidae)

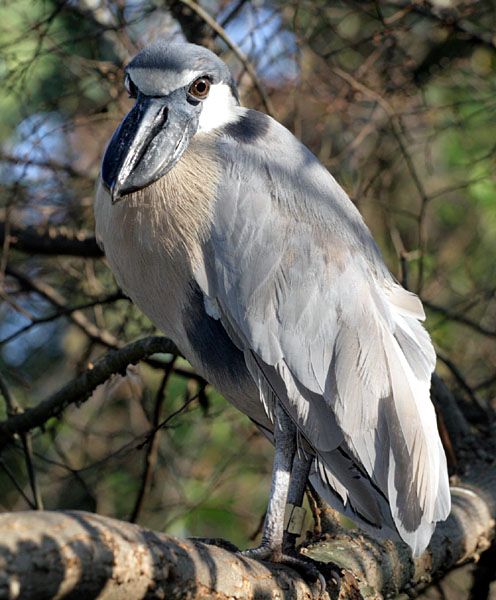
Квак широкодзьобий

- Бугай строкатий, Botaurus pinnatus
- Бугай американський, Botaurus lentiginosus
- Бугайчик американський, Ixobrychus exilis
- Бушля рудошия, Tigrisoma lineatum
- Бушля чорношия, Tigrisoma fasciatum
- Бушля мексиканська, Tigrisoma mexicanum
- Чапля північна, Ardea herodias
- Чепура велика, Ardea alba
- Чапля-свистун, Syrigma sibilatrix (A) (R?)
- Чепура американська, Egretta thula
- Чепура блакитна, Egretta caerulea
- Чепура трибарвна, Egretta tricolor
- Чепура рудошия, Egretta rufescens  NT
- Чапля єгипетська, Bubulcus ibis
- Чапля зелена, Butorides virescens
- Чапля мангрова, Butorides striata (A)
- Агамія, Agamia agami  VU
- Квак звичайний, Nycticorax nycticorax
- Квак чорногорлий, Nyctanassa violacea
- Квак широкодзьобий, Cochlearius cochlearius

Родина: Ібісові (Threskiornithidae)
- Ібіс білий, Eudocimus albus
- Коровайка бура, Plegadis falcinellus
- Коровайка американська, Plegadis chihi
- Ібіс каєнський, Mesembrinibis cayennensis
- Косар рожевий, Platalea ajaja

## Катартоподібні(Cathartiformes)
Родина: Катартові (Cathartidae)

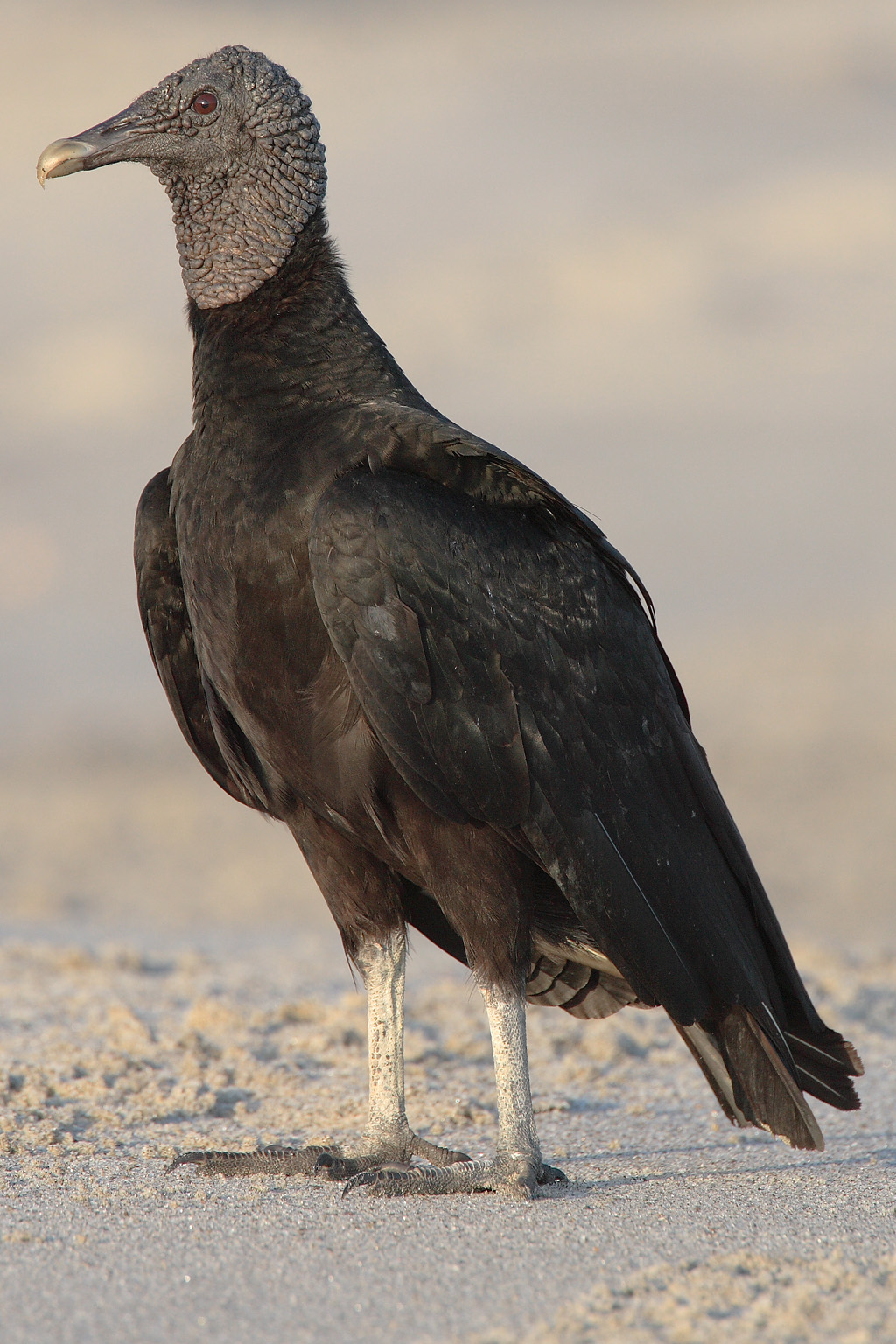
Урубу

- Кондор королівський, Sarcoramphus papa
- Урубу, Coragyps atratus
- Катарта червоноголова, Cathartes aura
- Катарта саванова, Cathartes burrovianus

## Яструбоподібні(Accipitriformes)
Родина: Скопові (Pandionidae)
- Скопа, Pandion haliaetus

Родина: Яструбові (Accipitridae)

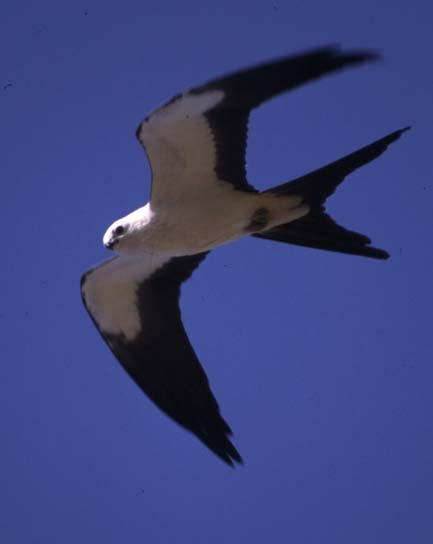
Шуляк ластівкохвостий

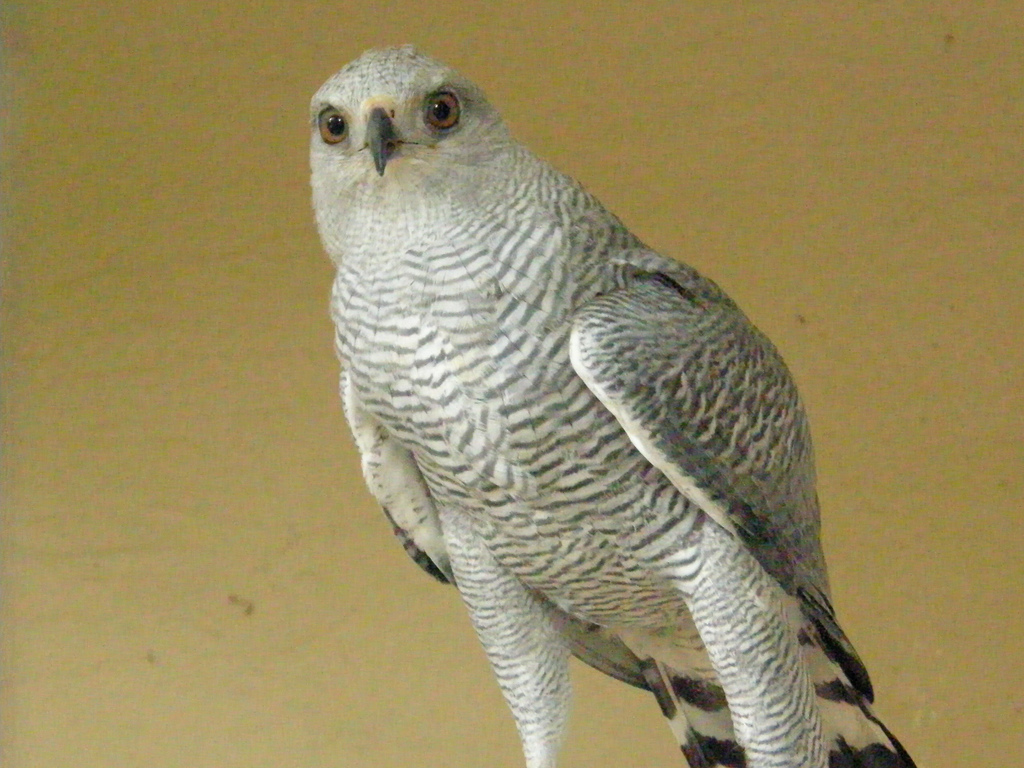
Канюк сірий

- Шуліка-крихітка, Gampsonyx swainsonii
- Шуліка білохвостий, Elanus leucurus
- Chondrohierax uncinatus
- Шуляк каєнський, Leptodon cayanensis
- Elanoides forficatus
- Гарпія гвіанська, Morphnus guianensis  NT
- Гарпія велика, Harpia harpyja  NT
- Spizaetus tyrannus
- Spizaetus melanoleucus
- Spizaetus ornatus  NT
- Harpagus bidentatus
- Лунь американський, Circus hudsonius
- Яструб сірочеревий, Accipiter poliogaster (R?)  NT
- Яструб-крихітка, Accipiter superciliosus
- Яструб неоарктичний, Accipiter striatus
- Яструб чорноголовий, Accipiter cooperii
- Яструб неотропічний, Accipiter bicolor
- Ictinia mississippiensis
- Канюк-рибалка, Busarellus nigricollis
- Geranospiza caerulescens
- Шуліка-слимакоїд червоноокий, Rostrhamus sociabilis
- Канюк сизий, Cryptoleucopteryx plumbea  NT
- Buteogallus anthracinus
- Buteogallus meridionalis
- Buteogallus urubitinga
- Buteogallus solitarius  NT
- Канюк смугастогрудий, Morphnarchus princeps
- Канюк великодзьобий, Rupornis magnirostris
- Канюк пустельний, Parabuteo unicinctus
- Канюк білохвостий, Geranoaetus albicaudatus
- Pseudastur albicollis
- Канюк чорноголовий, Leucopternis semiplumbeus
- Buteo plagiatus
- Buteo nitidus
- Канюк ширококрилий, Buteo platypterus
- Buteo brachyurus
- Канюк прерієвий, Buteo swainsoni
- Buteo albonotatus
- Канюк неоарктичний, Buteo jamaicensis

## Совоподібні(Strigiformes)
Родина: Сипухові (Tytonidae)
- Сипуха крапчаста, Tyto alba

Родина: Совові (Strigidae)

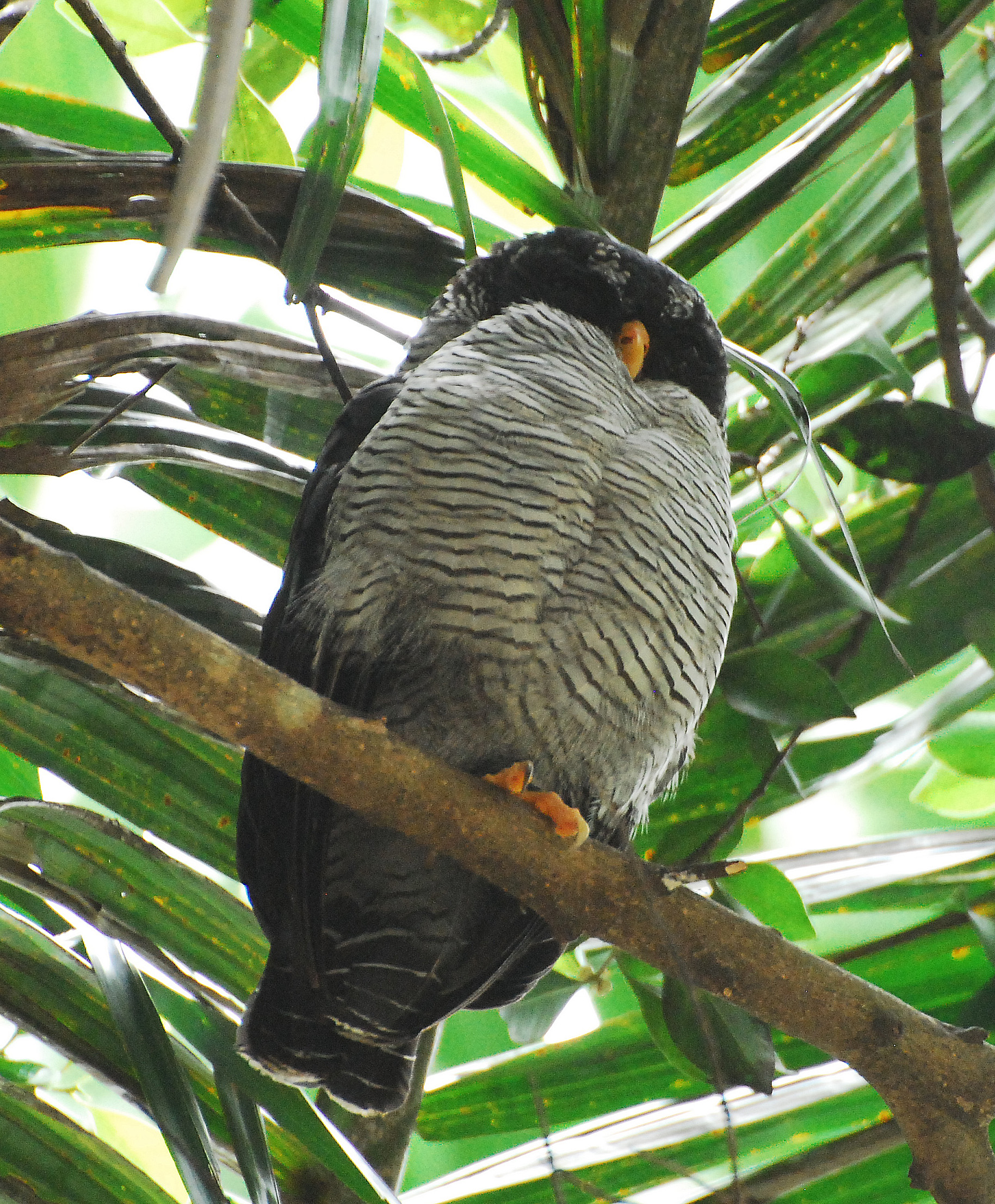
Сова-лісовик строката

- Сплюшка коста-риканська, Megascops clarkii
- Сплюшка неотропічна, Megascops choliba
- Сплюшка мангрова, Megascops cooperi
- Сплюшка венесуельська, Megascops vermiculatus
- Сплюшка чокоанська, Megascops centralis
- Сова-рогань бура, Lophostrix cristata
- Сова вохристочерева, Pulsatrix perspicillata
- Пугач віргінський, Bubo virginianus
- Сичик-горобець коста-риканський, Glaucidium costaricanum (E-R)
- Сичик-горобець буроголовий, Glaucidium griseiceps
- Сичик-горобець рудий, Glaucidium brasilianum
- Сич американський, Athene cunicularia (A)
- Сова-лісовик бура, Ciccaba virgata
- Сова-лісовик строката, Ciccaba nigrolineata
- Сова болотяна, Asio flammeus (A)
- Сова-крикун, Asio clamator
- Сич білобровий, Aegolius ridgwayi

## Трогоноподібні(Trogoniformes)
Родина: Трогонові (Trogonidae)

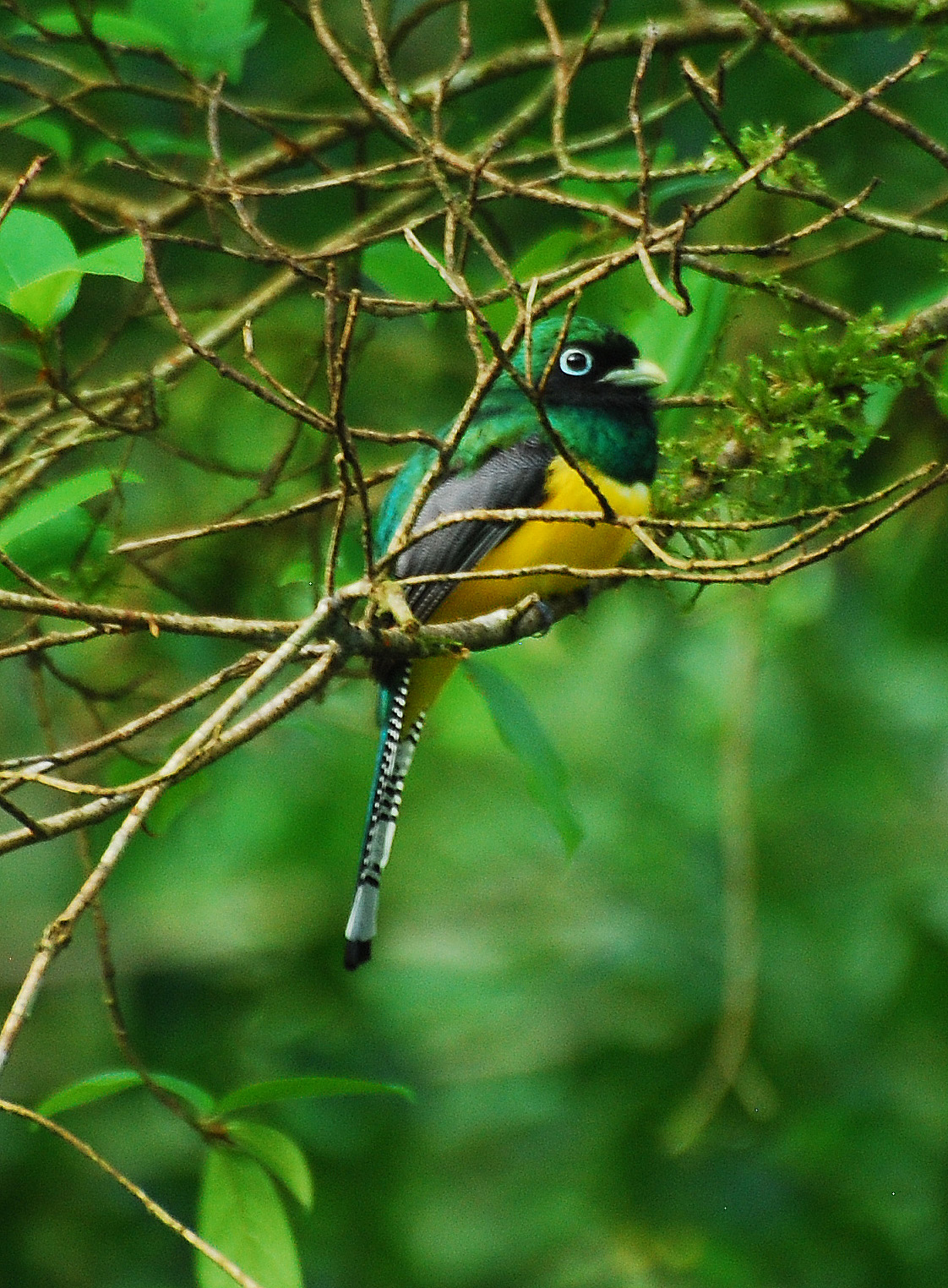
Трогон жовтогрудий

- Трогон коста-риканський, Trogon clathratus (E-R)
- Трогон червонодзьобий, Trogon massena
- Трогон чорноволий, Trogon melanocephalus
- Трогон панамський, Trogon bairdii (E-R)  NT
- Трогон синьоголовий, Trogon caligatus
- Трогон жовтогрудий, Trogon rufus
- Трогон ошатноперий, Trogon elegans
- Трогон темноволий, Trogon collaris
- Квезал довгохвостий, Pharomachrus mocinno  NT

## Сиворакшоподібні(Coraciiformes)
Родина: Момотові (Momotidae)
- Момот малий, Hylomanes momotula
- Momotus lessonii
- Момот амазонійський, Baryphthengus martii
- Момот гостродзьобий, Electron carinatum  VU
- Момот широкодзьобий, Electron platyrhynchum
- Момот рудочеревий, Eumomota superciliosa

Родина: Рибалочкові (Alcedinidae)
- Megaceryle torquatus
- Рибалочка-чубань північний, Megaceryle alcyon
- Рибалочка амазонійський, Chloroceryle amazona
- Рибалочка карликовий, Chloroceryle aenea
- Рибалочка зелений, Chloroceryle americana
- Рибалочка рудогрудий, Chloroceryle inda

## Дятлоподібні(Piciformes)
Родина: Лінивкові (Bucconidae)
- Лінивка-строкатка білошия, Notharchus hyperrhynchus
- Лінивка-строкатка маскова, Notharchus tectus
- Таматія панамська, Malacoptila panamensis
- Лінивка мала, Micromonacha lanceolata
- Лінивка-чорнопер білолоба, Monasa morphoeus

Родина: Якамарові (Galbulidae)
- Якамара рудохвоста, Galbula ruficauda
- Якамара велика, Jacamerops aureus

Родина: Бородаткові (Capitonidae)
- Евбуко андійський, Eubucco bourcierii

Родина: Semnornithidae
- Кабезон оливковий, Semnornis frantzii (E-R)

Родина: Туканові (Ramphastidae)

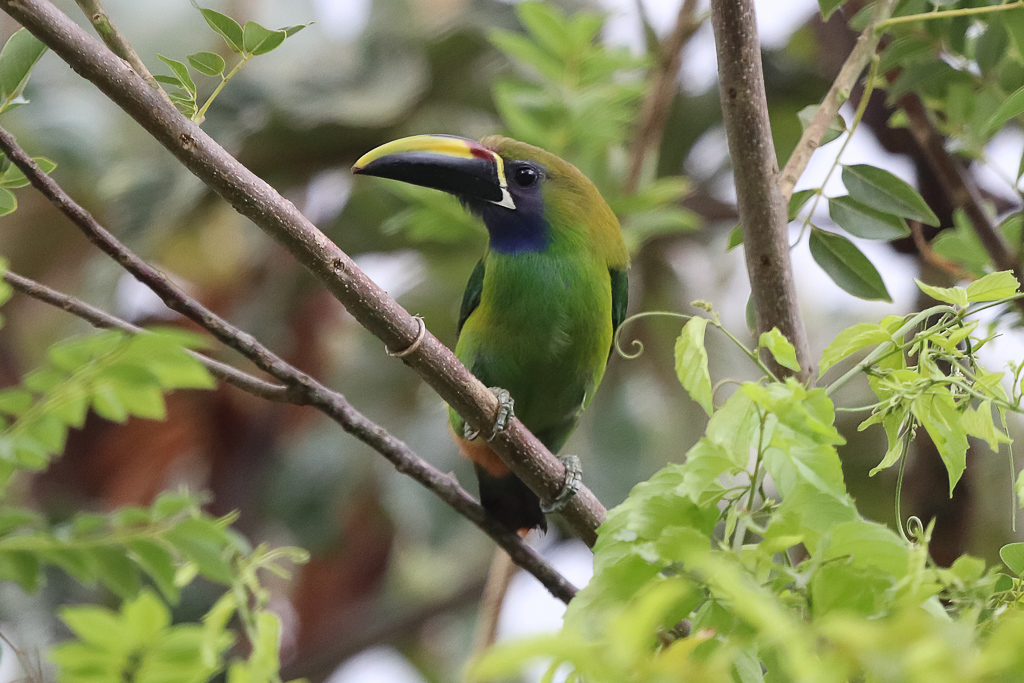
Тукан оливковоголовий

- Тукан оливковоголовий, Aulacorhynchus prasinus
- Аракарі плямистоволий, Pteroglossus torquatus
- Аракарі червонодзьобий, Pteroglossus frantzii (E-R)
- Тукан панамський, Selenidera spectabilis
- Тукан жовтогорлий, Ramphastos sulfuratus
- Тукан жовтошиїй, Ramphastos ambiguus  NT

Родина: Дятлові (Picidae)

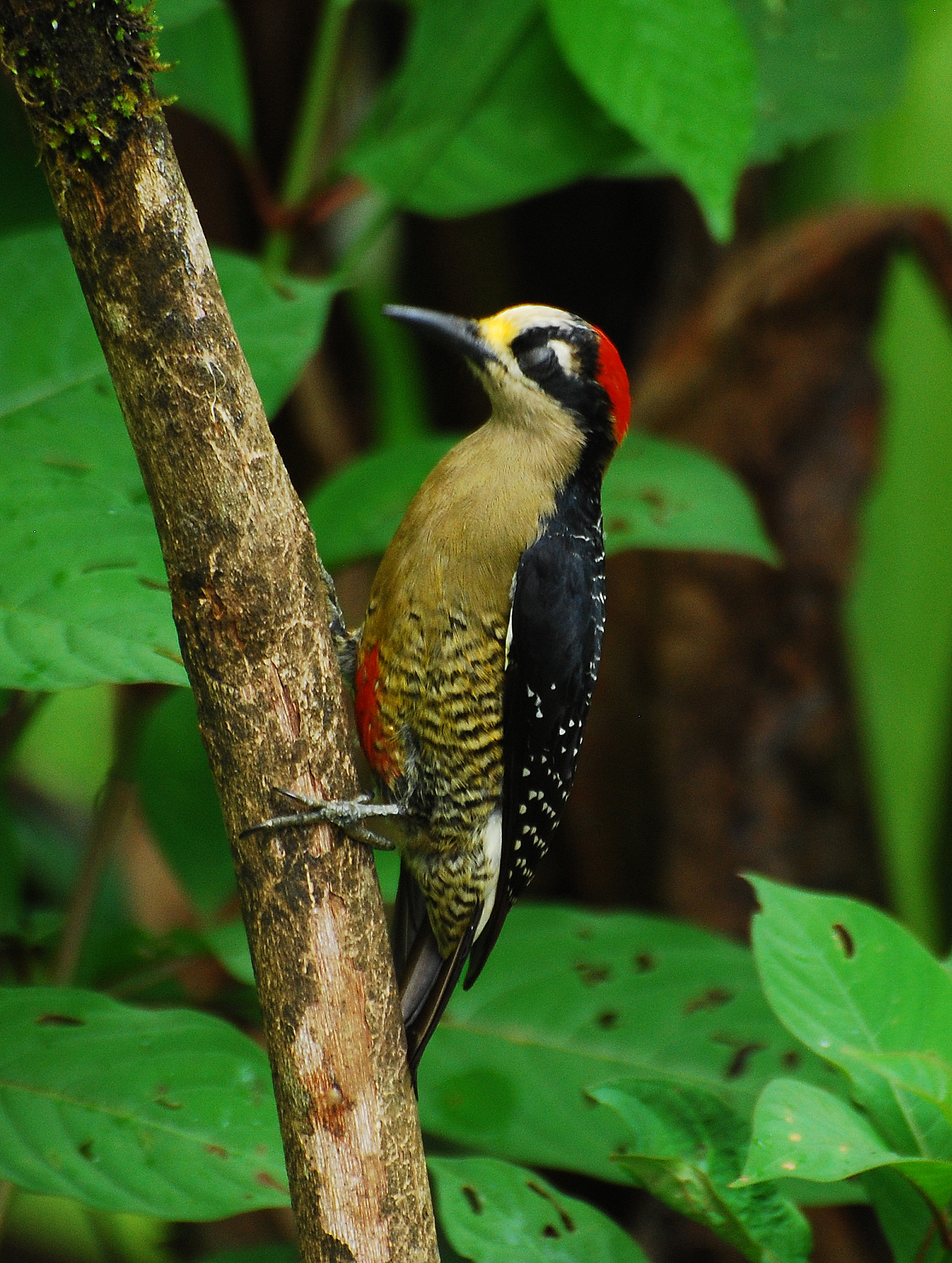
Гіла чорнощока

- Добаш оливковий, Picumnus olivaceus
- Гіла чорновола, Melanerpes formicivorus
- Melanerpes chrysauchen (E-R)
- Melanerpes pucherani
- Melanerpes rubricapillus
- Melanerpes hoffmannii
- Дятел-смоктун жовточеревий, Sphyrapicus varius
- Leuconotopicus fumigatus
- Дятел волохатий, Leuconotopicus villosus
- Дзьоган червоногузий, Veniliornis kirkii
- Дятел-смугань коста-риканський, Piculus simplex (E-R)
- Colaptes rubiginosus
- Celeus loricatus
- Celeus castaneus
- Dryocopus lineatus
- Campephilus guatemalensis

## Соколоподібні(Falconiformes)
Родина: Соколові (Falconidae)
- Макагуа, Herpetotheres cachinnans

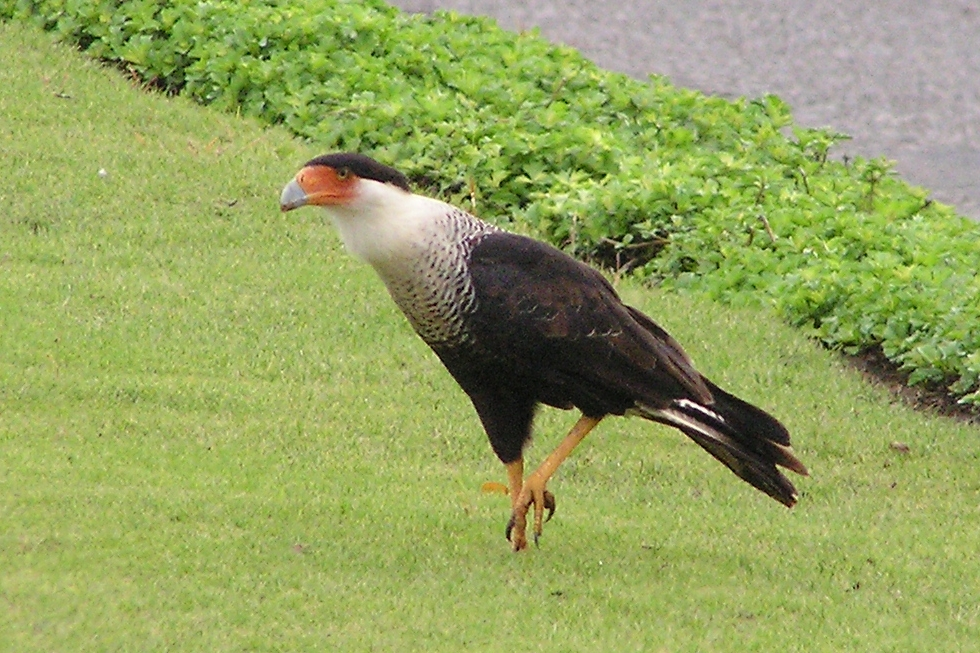
Каракара аргентинська

- Рарія бразильська, Micrastur ruficollis
- Рарія білочерева, Micrastur mirandollei
- Рарія білошия, Micrastur semitorquatus
- Каракара червоногорла, Ibycter americanus
- Каракара аргентинська, Caracara plancus
- Хімахіма, Milvago chimachima
- Боривітер американський, Falco sparverius
- Підсоколик малий, Falco columbarius
- Сокіл мексиканський, Falco femoralis
- Підсоколик смугастогрудий, Falco rufigularis
- Підсоколик рудогрудий, Falco deiroleucus (R?)  NT
- Сапсан, Falco peregrinus

## Папугоподібні(Psittaciformes)
Родина: Папугові (Psittacidae)

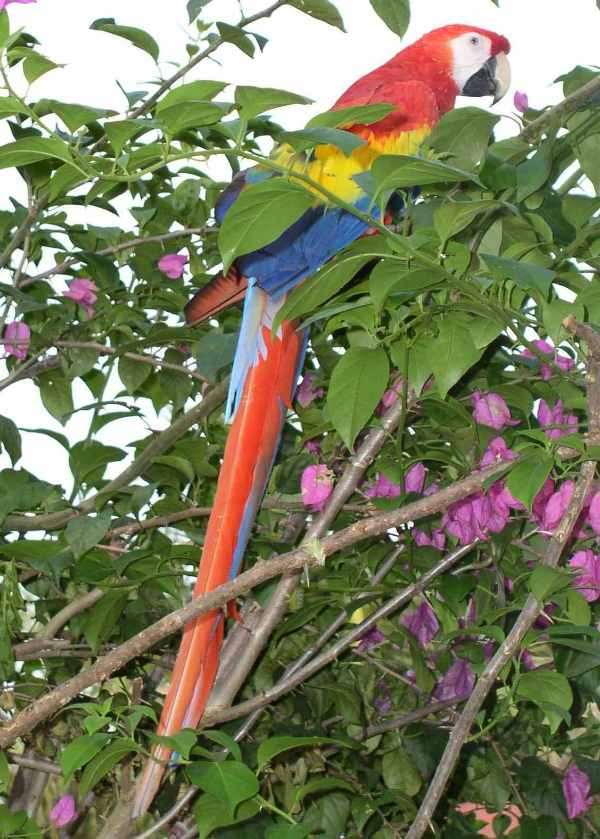
Араканга

- Котора коста-риканський, Pyrrhura hoffmanni (E-R)
- Аратинга ямайський, Eupsittula nana
- Аратинга мексиканський, Eupsittula canicularis
- Аратинга рудоволий, Eupsittula pertinax
- Араканга, Ara macao
- Ара нікарагуанський, Ara ambiguus  CR
- Аратинга червонолобий, Psittacara finschi
- Катіта панамський, Bolborhynchus lineola
- Тіріка буроплечий, Brotogeris jugularis
- Папуга червонолобий, Touit costaricensis (E-R)  NT
- Каїка бурощокий, Pyrilia haematotis
- Папуга-червоногуз синьоголовий, Pionus menstruus
- Папуга-червоногуз білолобий, Pionus senilis
- Амазон білолобий, Amazona albifrons
- Амазон жовтощокий, Amazona autumnalis
- Амазон жовтолобий, Amazona farinosa
- Amazona auropalliata  EN
- Амазон тринідадський, Amazona ochrocephala (A)

## Горобцеподібні(Passeriformes)
Родина: Манакінові (Pipridae)

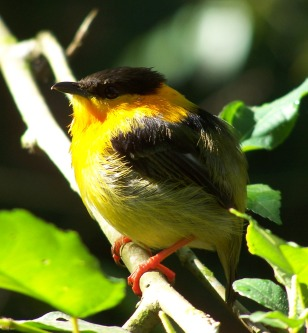
Манакін-короткокрил помаранчевий

- Манакін-червононіг гострохвостий, Chiroxiphia lanceolata
- Манакін-червононіг північний, Chiroxiphia linearis
- Манакін-бородань білогорлий, Corapipo altera
- Салтарин синьоголовий, Lepidothrix coronata
- Манакін-короткокрил бразильський, Manacus candei
- Манакін-короткокрил помаранчевий, Manacus aurantiacus (E-R)
- Салтарин білоголовий, Pseudopipra pipra
- Манакін мексиканський, Ceratopipra mentalis

Родина: Котингові (Cotingidae)
- Плодоїд пурпуровий, Querula purpurata
- Красочуб червоноволий, Cephalopterus glabricollis (E-R)  EN
- Котинга мексиканська, Cotinga amabilis
- Котинга панамська, Cotinga ridgwayi (E-R)  VU
- Пига руда, Lipaugus unirufus
- Арапонга руда, Procnias tricarunculata  VU
- Блаватник жовтодзьобий, Carpodectes antoniae (E-R)  EN
- Блаватник сіродзьобий, Carpodectes nitidus

Родина: Бекардові (Tityridae)

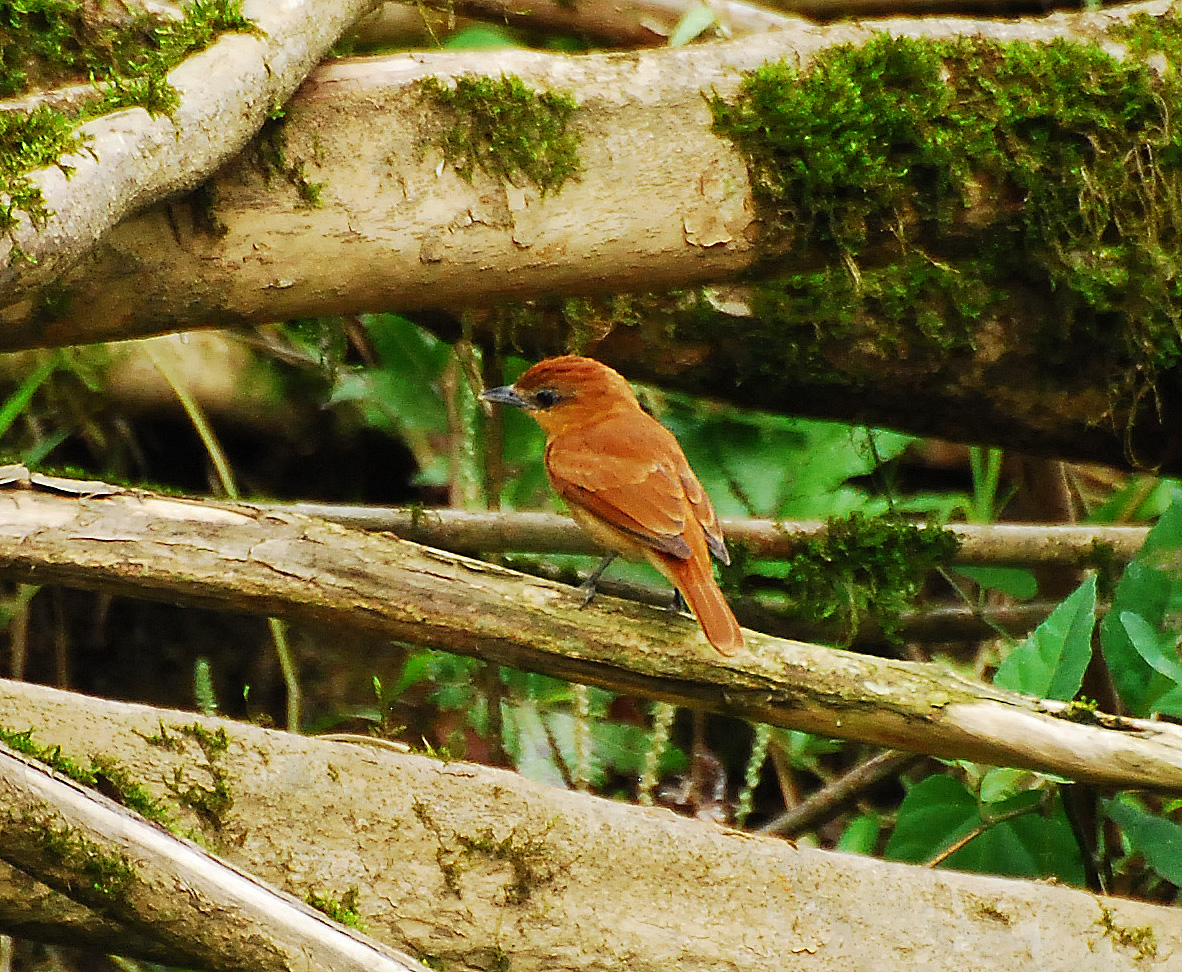
Бекард іржастий

- Лорон північний, Schiffornis veraepacis
- Аулія руда, Laniocera rufescens
- Бекарда маскова, Tityra semifasciata
- Бекарда чорноголова, Tityra inquisitor
- Бекард смугастий, Pachyramphus versicolor
- Бекард іржастий, Pachyramphus cinnamomeus
- Бекард рябокрилий, Pachyramphus polychopterus
- Бекард строкатий, Pachyramphus albogriseus
- Бекард великий, Pachyramphus aglaiae
- Пікоагудо, Oxyruncus cristatus
- Віялочуб північний, Onychorhynchus mexicanus
- Москверито рудохвостий, Terenotriccus erythrurus
- Тиранка світлогорла, Myiobius sulphureipygius
- Тиранка чорнохвоста, Myiobius atricaudus

Родина: Тиранові (Tyrannidae)

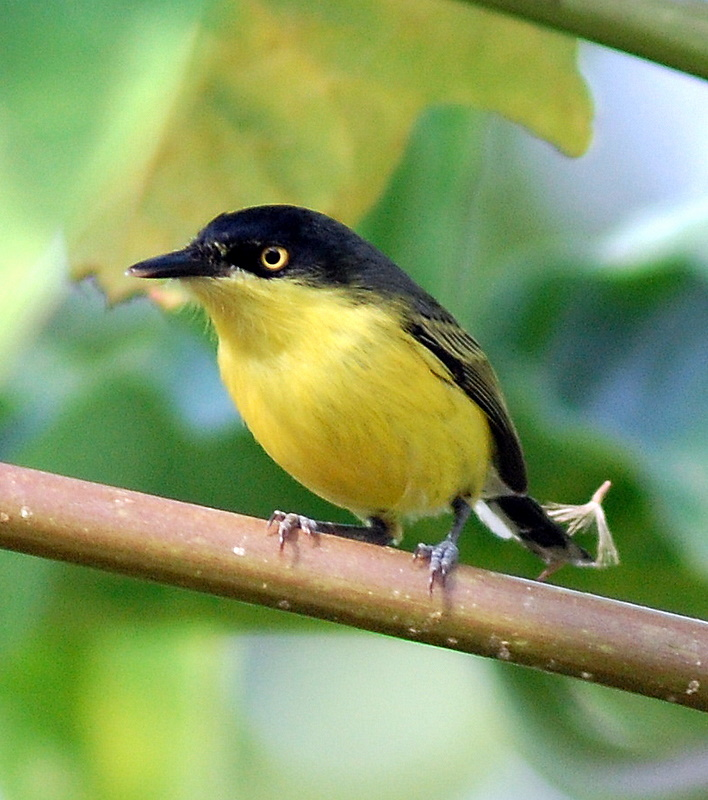
Мухолов-клинодзьоб сірий

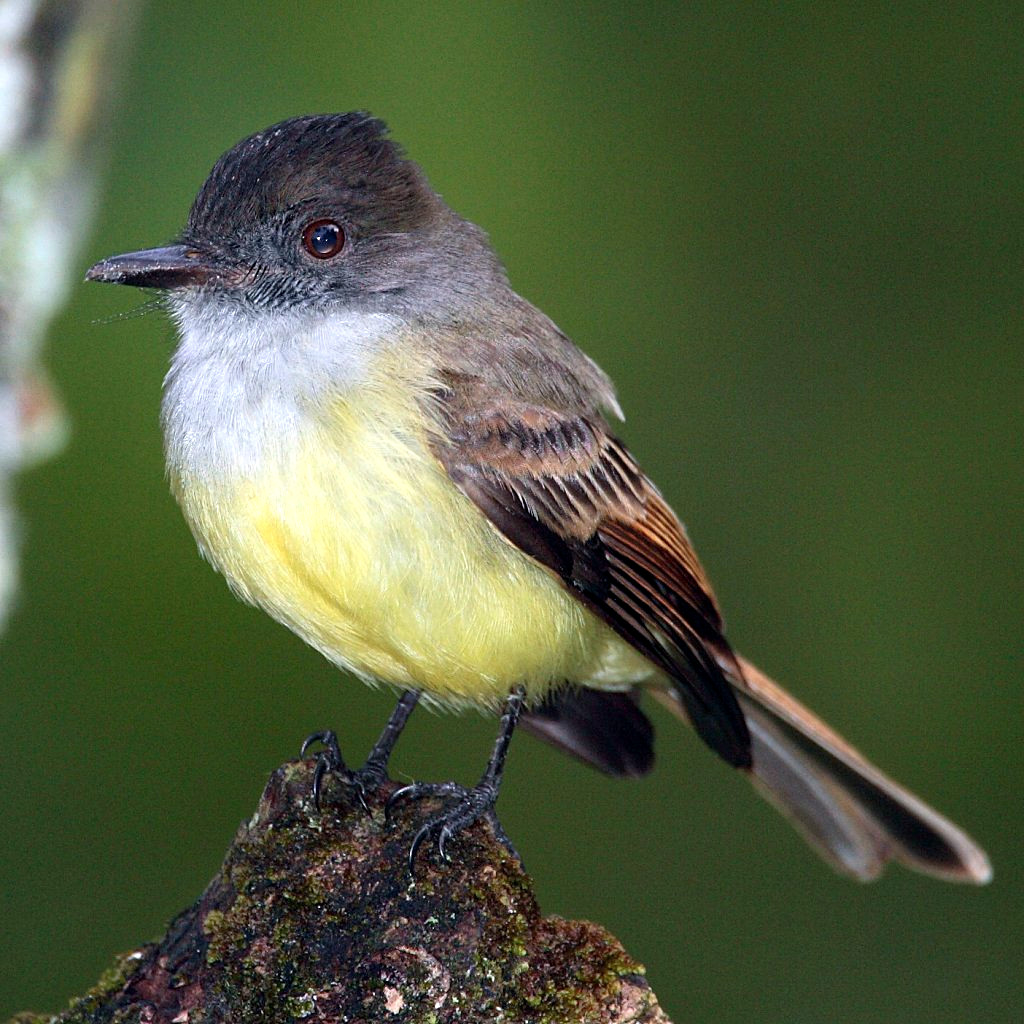
Копетон темноголовий

- Ірличок сіроголовий, Piprites griseiceps
- Лопатодзьоб північний, Platyrinchus cancrominus
- Лопатодзьоб білогорлий, Platyrinchus mystaceus
- Лопатодзьоб золотоголовий, Platyrinchus coronatus
- Тиранчик-мухолюб оливковий, Mionectes olivaceus
- Тиранчик-мухолюб вохристий, Mionectes oleagineus
- Тиран-інка буроголовий, Leptopogon amaurocephalus
- Тиран-інка андійський, Leptopogon superciliaris
- Тиранчик рудобровий, Phylloscartes superciliaris
- Аруна чорноголова, Myiornis atricapillus
- Тиранчик-чубань західний, Lophotriccus pileatus
- Криводзьоб північний, Oncostoma cinereigulare
- Мухолов сизоголовий, Poecilotriccus sylvia
- Мухолов-клинодзьоб сірий, Todirostrum cinereum
- Мухолов-клинодзьоб північний, Todirostrum nigriceps
- Пікоплано панамський, Rhynchocyclus brevirostris
- Мухоїд світлогорлий, Tolmomyias sulphurescens
- Мухоїд жовтокрилий, Tolmomyias flavotectus
- Тиран-карлик жовточеревий, Ornithion semiflavum
- Тиран-карлик буроголовий, Ornithion brunneicapillus
- Тиранчик-тонкодзьоб північний, Camptostoma imberbe
- Тиранчик-тонкодзьоб південний, Camptostoma obsoletum
- Мухоїд кокосовий, Nesotriccus ridgwayi (E)  VU
- Nesotriccus murinus
- Тиранчик жовтий, Capsiempis flaveola
- Тиран жовтоголовий, Tyrannulus elatus
- Тиранець зелений, Myiopagis viridicata
- Еленія жовточерева, Elaenia flavogaster
- Еленія мала, Elaenia chiriquensis
- Еленія гірська, Elaenia frantzii
- Тираник сірий, Serpophaga cinerea
- Тиран-крихітка білолобий, Phyllomyias zeledoni
- Тиран-малюк омеловий, Zimmerius parvus
- Атіла золотогузий, Attila spadiceus
- Планідера руда, Rhytipterna holerythra
- Копетон темноголовий, Myiarchus tuberculifer
- Копетон панамський, Myiarchus panamensis
- Копетон світлочеревий, Myiarchus cinerascens (A)
- Копетон світлогорлий, Myiarchus nuttingi
- Копетон чубатий, Myiarchus crinitus
- Копетон блідий, Myiarchus tyrannulus
- Pitangus sulphuratus
- Пітанга-великодзьоб, Megarynchus pitangua
- Бієнтевіо рудокрилий, Myiozetetes cayanensis
- Бієнтевіо червоноголовий, Myiozetetes similis
- Бієнтевіо сіроголовий, Myiozetetes granadensis
- Конопа білогорла, Conopias albovittatus
- Тиран масковий, Myiodynastes hemichrysus (E-R)
- Тиран смугастий, Myiodynastes maculatus
- Тиран жовточеревий, Myiodynastes luteiventris
- Тиран-розбійник, Legatus leucophaius
- Тиран тропічний, Tyrannus melancholicus
- Тиран західний, Tyrannus verticalis
- Тиран королівський, Tyrannus tyrannus
- Тиран сірий, Tyrannus dominicensis
- Тиран мексиканський, Tyrannus forficatus
- Тиран вилохвостий, Tyrannus savana
- Курета іржаста, Myiophobus fasciatus
- Москверо білогорлий, Aphanotriccus capitalis  VU
- Монудо рудий, Mitrephanes phaeocercus
- Піві північний, Contopus cooperi  NT
- Піві коста-риканський, Contopus lugubris (E-R)
- Піві вохристий, Contopus ochraceus (E-R)
- Піві бурий, Contopus sordidulus (R?)
- Піві лісовий, Contopus virens
- Піві сірий, Contopus cinereus
- Піві-малюк жовточеревий, Empidonax flaviventris
- Піві-малюк оливковий, Empidonax virescens
- Піві-малюк вільховий, Empidonax alnorum
- Піві-малюк вербовий, Empidonax traillii
- Піві-малюк світлогорлий, Empidonax albigularis
- Піві-малюк сизий, Empidonax minimus
- Піві-малюк золотистий, Empidonax flavescens
- Піві-малюк чорноголовий, Empidonax atriceps (E-R)
- Sayornis nigricans
- Sayornis phoebe (A)
- Pyrocephalus obscurus (A)
- Тиранчик-короткодзьоб північний, Sublegatus arenarum
- Colonia colonus

Родина: Гусеницеїдові (Conopophagidae)
- Кусачка чорноголова, Pittasoma michleri

Родина: Сорокушові (Thamnophilidae)

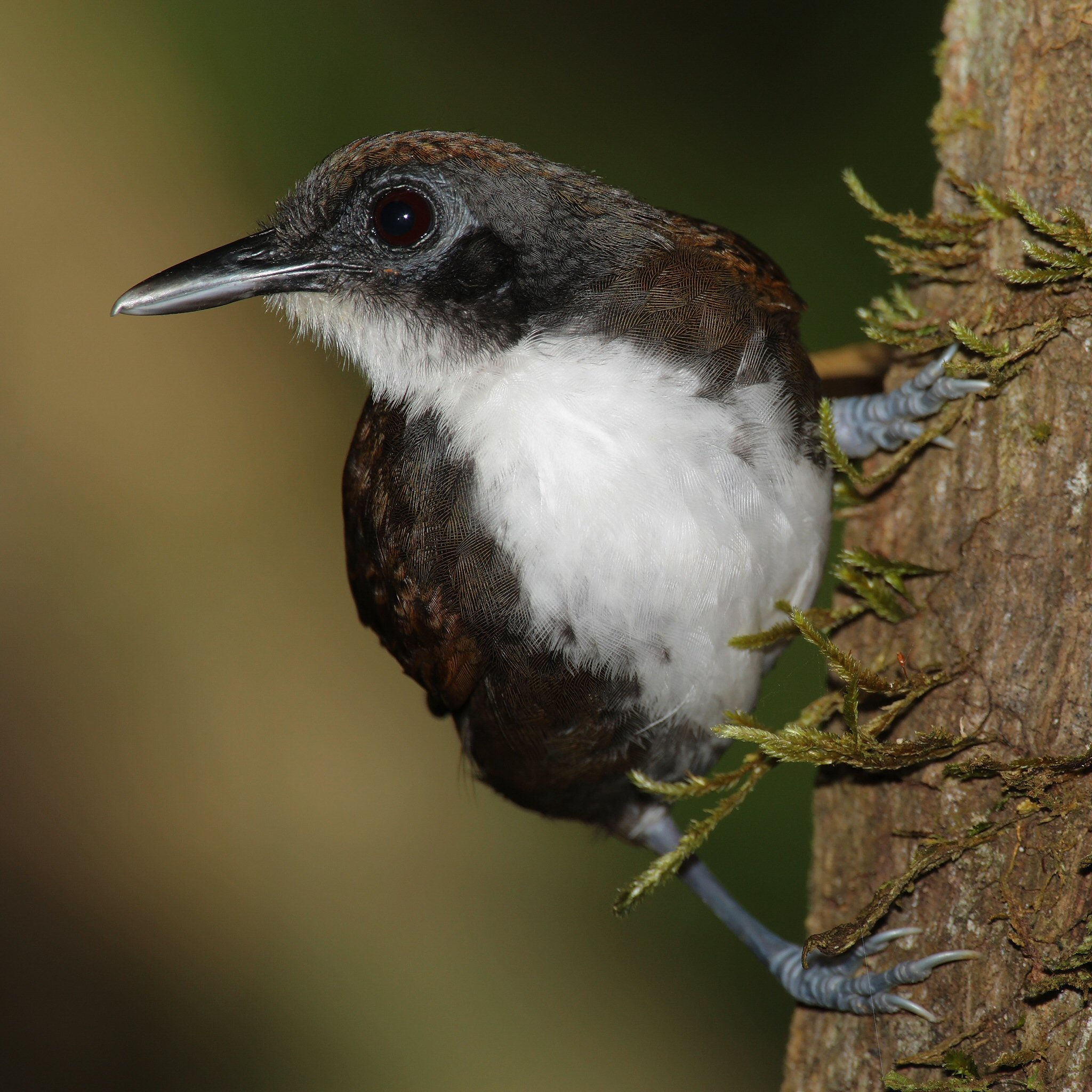
Мурав’янка строката

- Колючник смугастий, Cymbilaimus lineatus
- Тараба, Taraba major
- Сорокуш смугастий, Thamnophilus doliatus
- Сорокуш коста-риканський, Thamnophilus bridgesi (E-R)
- Сорокуш низинний, Thamnophilus atrinucha
- Кущівник рудий, Thamnistes anabatinus
- Батарито лісовий, Dysithamnus mentalis
- Батарито смугастоголовий, Dysithamnus striaticeps
- Батарито перлистоголовий, Dysithamnus puncticeps
- Кадук білобокий, Myrmotherula axillaris
- Кадук темноволий, Myrmotherula schisticolor
- Кадук бурий, Epinecrophylla fulviventris
- Каатинга плямистокрила, Microrhopias quixensis
- Мурахолюб рудогузий, Euchrepomis callinota
- Ману тирановий, Cercomacroides tyrannina
- Мурав'янка лиса, Gymnocichla nudiceps
- Покривник брунатний, Percnostola zeledoni
- Покривник каштановий, Poliocrania exsul
- Покривник бурий, Sipia laemosticta
- Мурав'янка-куцохвіст плямиста, Hylophylax naevioides
- Мурав'янка строката, Gymnopithys bicolor
- Мурав'янка-голоок, Phaenostictus mcleannani

Родина: Grallariidae
- Мурашниця гватемальська, Grallaria guatimalensis
- Мурашниця панамська, Hylopezus perspicillatus
- Мурашниця рудовола, Hylopezus dives
- Понгіто мінливобарвний, Grallaricula flavirostris  NT

Родина: Галітові (Rhinocryptidae)
- Тапакуло сріблистолобий, Scytalopus argentifrons (E-R)

Родина: Мурахоловові (Formicariidae)
- Мурахолов рудошиїй, Formicarius analis
- Мурахолов чорноголовий, Formicarius nigricapillus
- Мурахолов рудоволий, Formicarius rufipectus

Родина: Горнерові (Furnariidae)

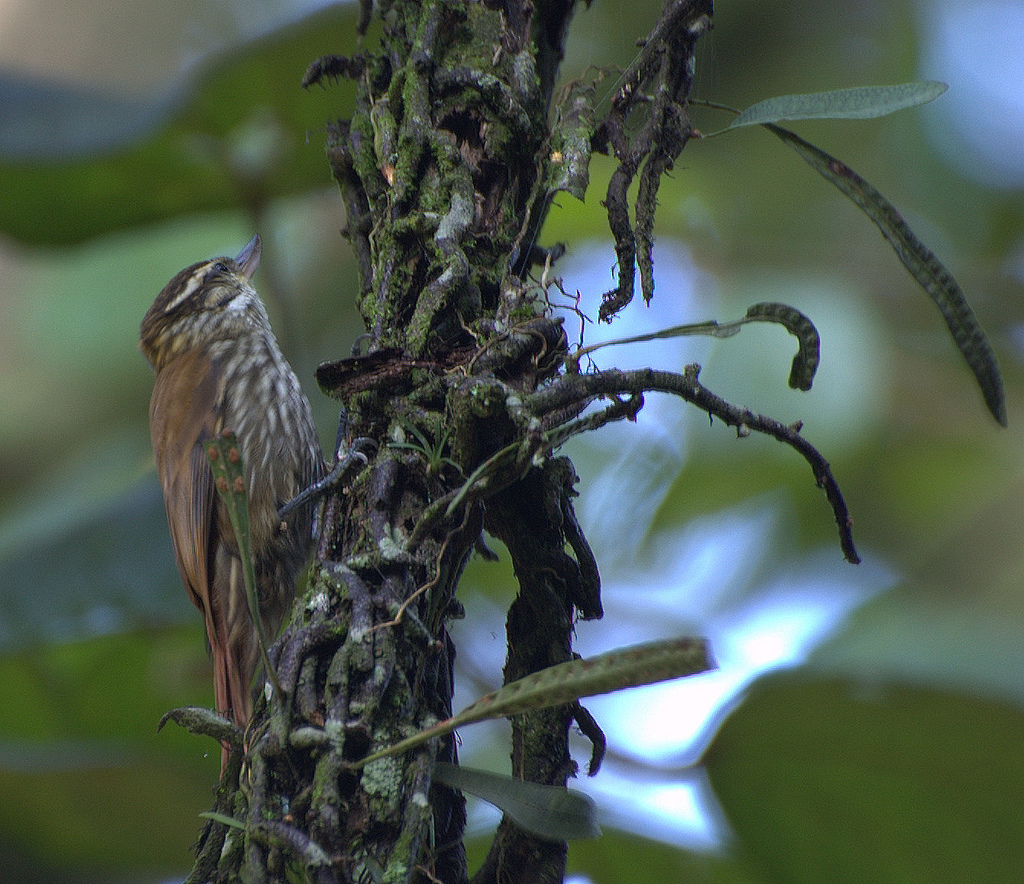
Піколезна руда

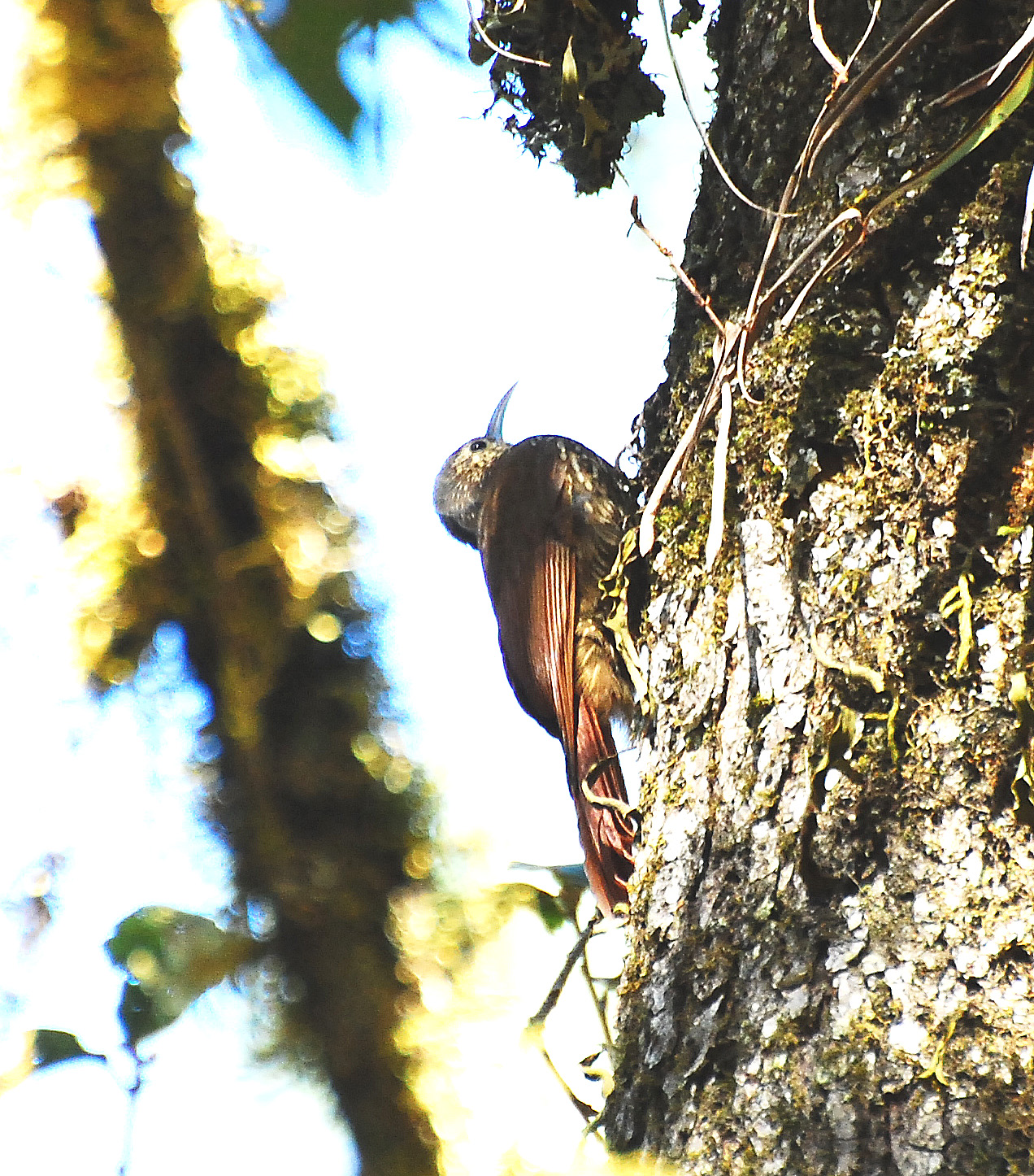
Дереволаз плямистолобий

- Листовик рудогорлий, Sclerurus mexicanus
- Листовик сірогорлий, Sclerurus albigularis  NT
- Листовик гватемальський, Sclerurus guatemalensis
- Дереволаз оливковий, Sittasomus griseicapillus
- Дереволаз-довгохвіст великий, Deconychura longicauda
- Грімпар рудий, Dendrocincla homochroa
- Грімпар рудокрилий, Dendrocincla anabatina
- Грімпар сірощокий, Dendrocincla fuliginosa
- Дереволаз-долотодзьоб, Glyphorynchus spirurus
- Дереволаз північний, Dendrocolaptes sanctithomae
- Дереволаз строкатощокий, Dendrocolaptes picumnus
- Дереволаз-міцнодзьоб середній, Xiphocolaptes promeropirhynchus
- Кокоа північний, Xiphorhynchus susurrans
- Кокоа мексиканський, Xiphorhynchus flavigaster
- Кокоа строкатоплечий, Xiphorhynchus lachrymosus
- Кокоа плямистий, Xiphorhynchus erythropygius
- Дереволаз-серподзьоб малий, Campylorhamphus pusillus
- Дереволаз строкатоголовий, Lepidocolaptes souleyetii
- Дереволаз плямистолобий, Lepidocolaptes affinis
- Піколезна мала, Xenops minutus
- Піколезна руда, Xenops rutilans
- Pseudocolaptes lawrencii
- Філідор золотолобий, Dendroma rufa
- Тікотіко бурохвостий, Anabacerthia variegaticeps
- Філідор золотистий, Syndactyla subalaris
- Філідор-лісовик іржастий, Clibanornis rubiginosus
- Птах-гончар темноголовий, Thripadectes rufobrunneus (E-R)
- Філідор-лісовик вохристогорлий, Automolus ochrolaemus
- Філідор панамський, Automolus exsertus (E-R)
- Філідор бурочеревий, Automolus virgatus
- Гострохвіст рудогорлий, Premnoplex brunnescens
- Щетинкохвіст гірський, Margarornis rubiginosus (E-R)
- Курутія рудощока, Cranioleuca erythrops
- Пію блідий, Synallaxis albescens
- Пію сірогорлий, Synallaxis brachyura

Родина: Віреонові (Vireonidae)

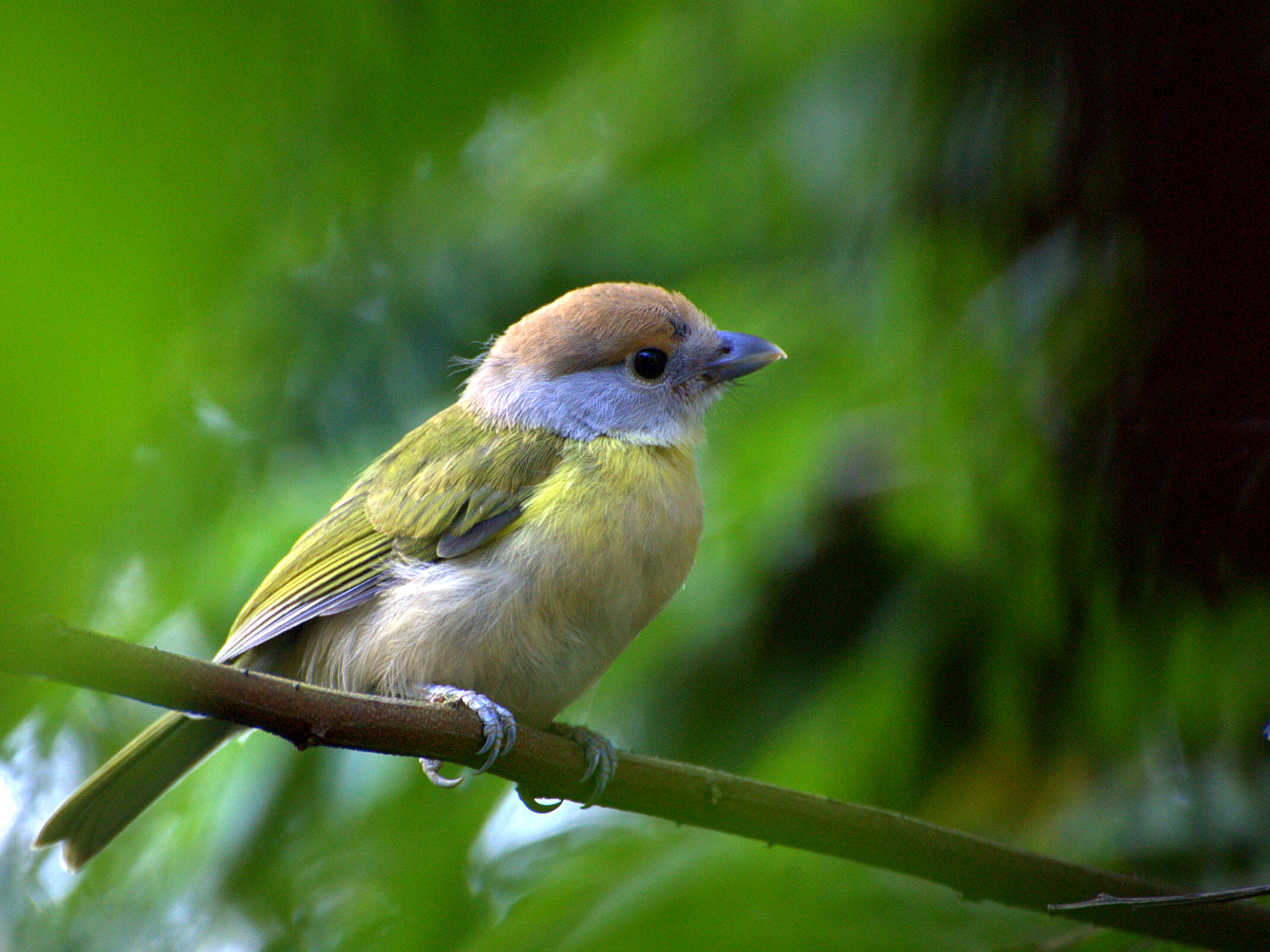
Віреон рудобровий

- Віреон рудобровий, Cyclarhis gujanensis
- Віреончик чагарниковий, Hylophilus flavipes
- Віреон зелений, Vireolanius pulchellus
- Віреончик рудолобий, Tunchiornis ochraceiceps
- Віреончик білочеревий, Pachysylvia decurtata
- Віреон білоокий, Vireo griseus
- Віреон мангровий, Vireo pallens
- Віреон жовтогорлий, Vireo flavifrons
- Віреон коста-риканський, Vireo carmioli (E-R)
- Віреон сизоголовий, Vireo solitarius
- Віреон цитриновий, Vireo philadelphicus
- Віреон світлобровий, Vireo gilvus
- Віреон андійський, Vireo leucophrys
- Віреон червоноокий, Vireo olivaceus
- Віреон білочеревий, Vireo flavoviridis
- Віреон чорновусий, Vireo altiloquus

Родина: Воронові (Corvidae)

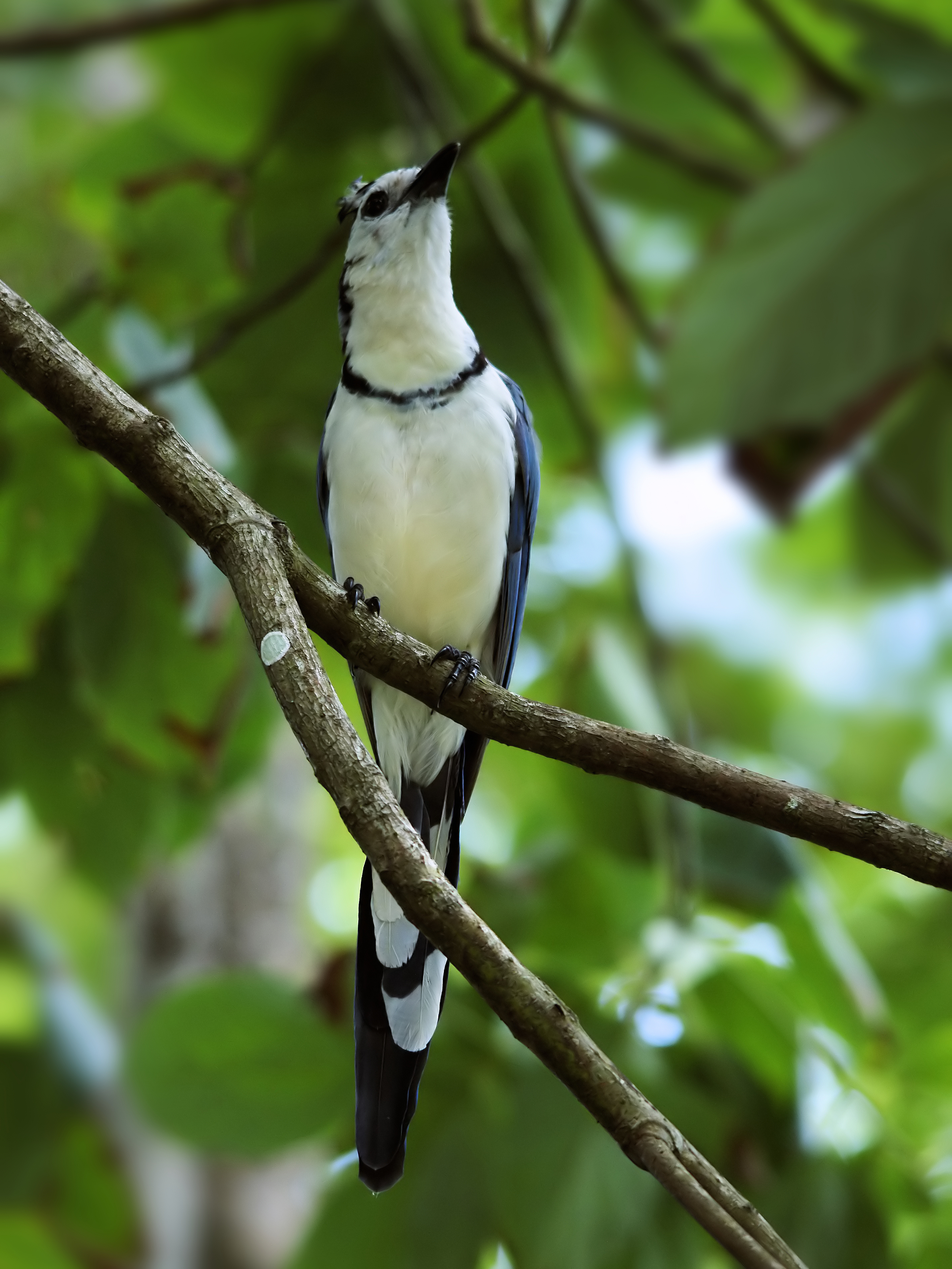
Сойка білогорла

- Гагер діадемовий, Cyanolyca argentigula (E-R)
- Гагер чорнощокий, Cyanolyca cucullata
- Сойка білогорла, Calocitta formosa
- Пая бура, Psilorhinus morio
- Пая синьоброва, Cyanocorax affinis

Родина: Ластівкові (Hirundinidae)

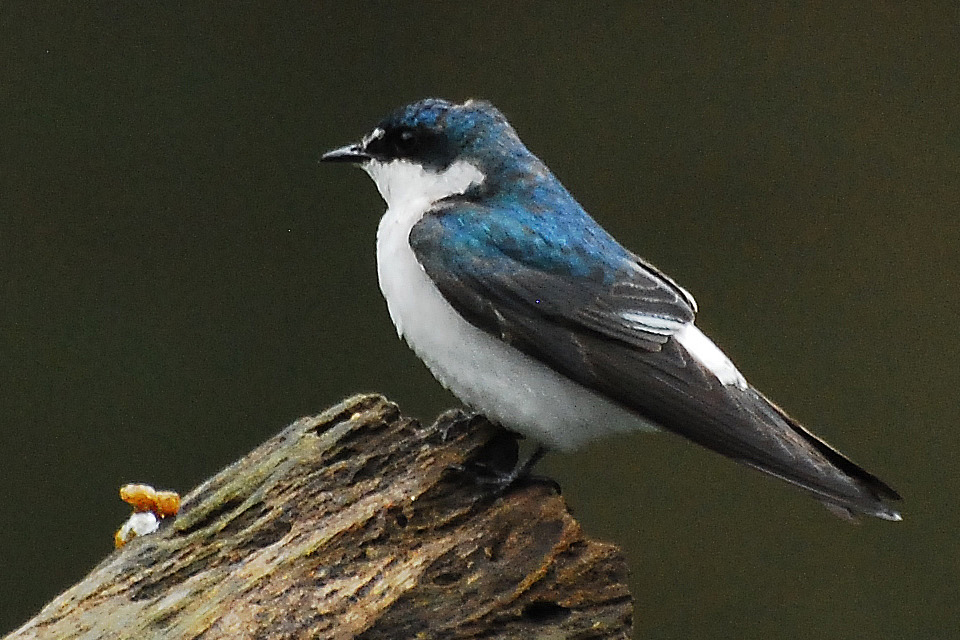
Білозорка мангрова

- Ластівка берегова, Riparia riparia
- Білозорка річкова, Tachycineta bicolor
- Білозорка фіолетова, Tachycineta thalassina
- Tachycineta albilinea
- Ластовиця патагонська, Pygochelidon cyanoleuca
- Ластівка північна, Stelgidopteryx serripennis
- Ластівка пампасова, Stelgidopteryx ruficollis
- Щурик бурий, Progne tapera
- Щурик пурпуровий, Progne subis
- Щурик сірогорлий, Progne chalybea
- Ластівка сільська, Hirundo rustica
- Ясківка білолоба, Petrochelidon pyrrhonota
- Ясківка печерна, Petrochelidon fulva (A)

Родина: Омелюхові (Bombycillidae)
- Омелюх американський, Bombycilla cedrorum

Родина: Чубакові (Ptiliogonatidae)

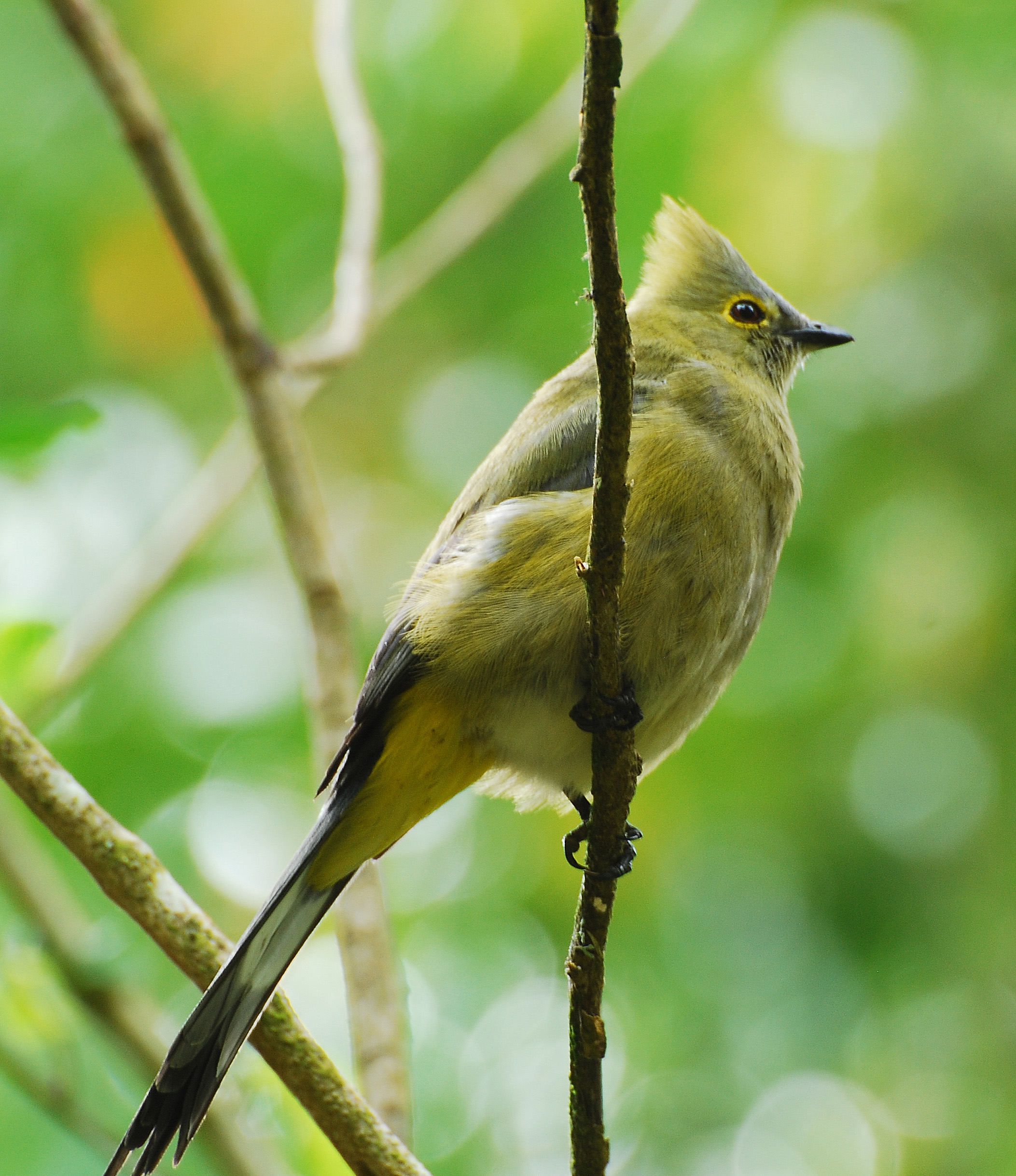
Чубак довгохвостий

- Чубак жовтобокий, Phainoptila melanoxantha (E-R)
- Чубак довгохвостий, Ptiliogonys caudatus (E-R)

Родина: Комароловкові (Polioptilidae)
- Комароловка довгодзьоба, Ramphocaenus melanurus
- Комароловка рудощока, Microbates cinereiventris
- Polioptila bilineata
- Комароловка білощока, Polioptila albiloris

Родина: Воловоочкові (Troglodytidae)

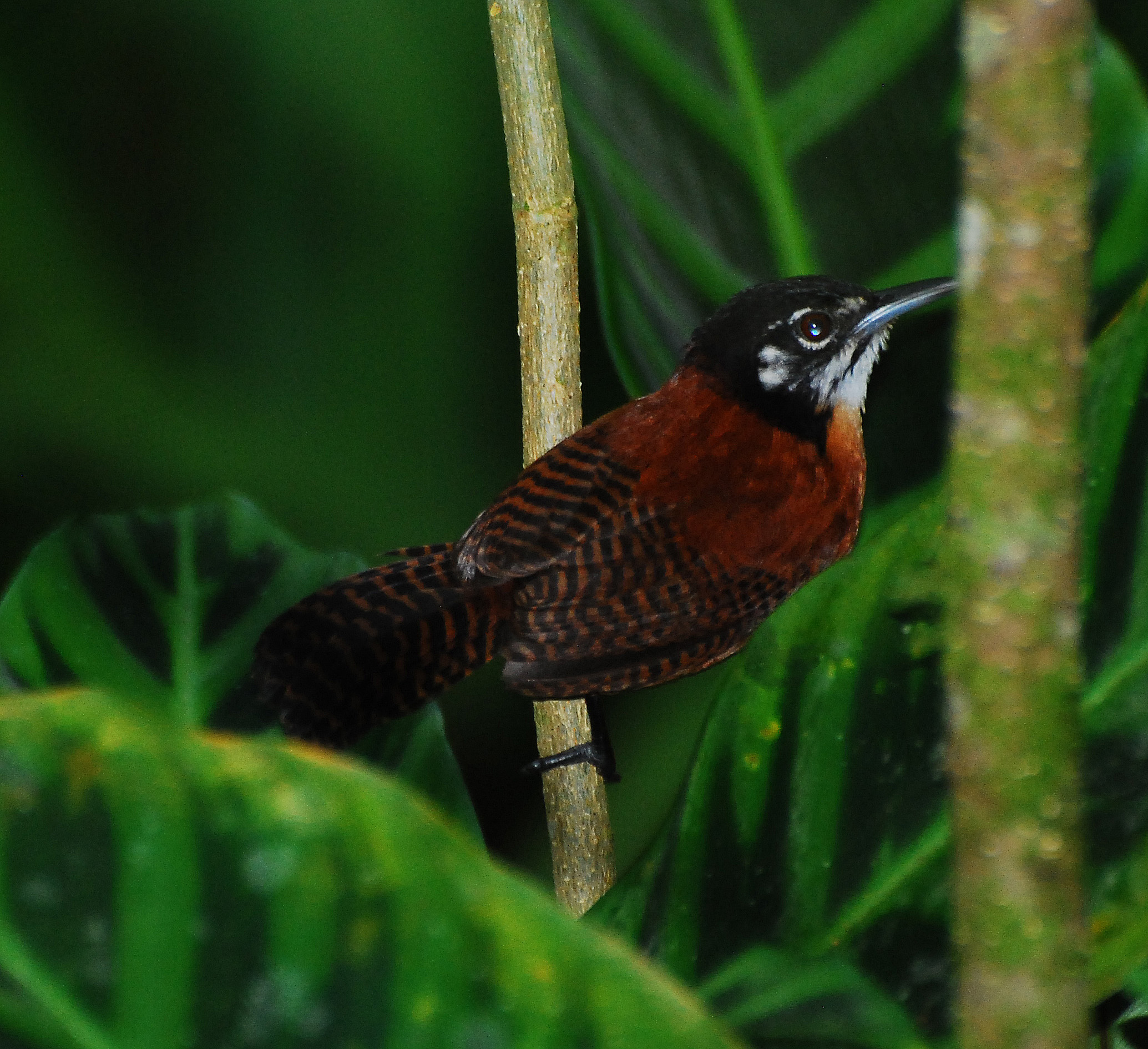
Поплітник каштановий

- Орішець скельний, Salpinctes obsoletus
- Шпалюшок однобарвний, Microcerculus philomela
- Шпалюшок амазонійський, Microcerculus marginatus
- Волоочко співоче, Troglodytes aedon
- Волоочко вохристе, Troglodytes ochraceus (E-R)
- Волоочко бамбукове, Thryorchilus browni (E-R)
- Овад річковий, Cistothorus platensis
- Різжак тигровий, Campylorhynchus zonatus
- Різжак рудоспинний, Campylorhynchus capistratus
- Поплітник чорногорлий, Pheugopedius atrogularis
- Поплітник рудоволий, Pheugopedius rutilus
- Поплітник плямистий, Pheugopedius maculipectus
- Поплітник білогорлий, Pheugopedius fasciatoventris
- Поплітник іржастий, Thryophilus rufalbus
- Поплітник коста-риканський, Thryophilus pleurostictus
- Поплітник бурий, Cantorchilus thoracicus
- Поплітник садовий, Cantorchilus modestus
- Поплітник східний, Cantorchilus zeledoni
- Поплітник панамський, Cantorchilus elutus (E-R)
- Поплітник каштановий, Cantorchilus nigricapillus
- Поплітник смугастий, Cantorchilus semibadius (E-R)
- Тріщук біловолий, Henicorhina leucosticta
- Тріщук сіроволий, Henicorhina leucophrys
- Тріскопліт співочий, Cyphorhinus phaeocephalus

Родина: Пересмішникові (Mimidae)
- Пересмішник сірий, Dumetella carolinensis
- Пересмішник сивий, Mimus gilvus

Родина: Пронуркові (Cinclidae)
- Пронурок сірий, Cinclus mexicanus

Родина: Дроздові (Turdidae)

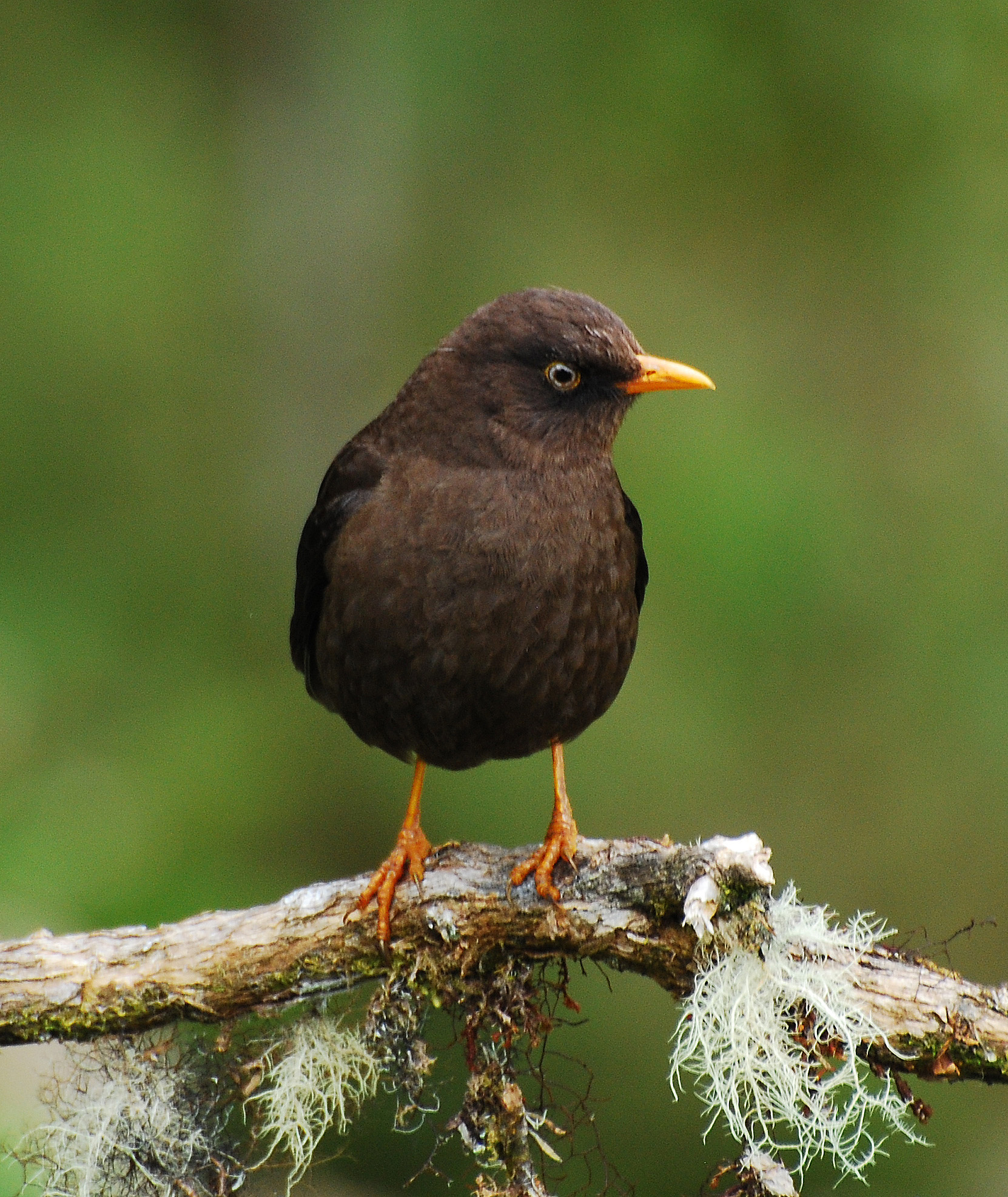
Дрізд коста-риканський

- Солітаріо чорнощокий, Myadestes melanops (E-R)
- Дрізд-короткодзьоб сіроголовий, Catharus gracilirostris (E-R)
- Дрізд-короткодзьоб південний, Catharus aurantiirostris
- Дрізд-короткодзьоб сірий, Catharus fuscater
- Дрізд-короткодзьоб гірський, Catharus frantzii
- Дрізд-короткодзьоб чорноголовий, Catharus mexicanus
- Дрізд-короткодзьоб бурий, Catharus fuscescens
- Дрізд-короткодзьоб малий, Catharus minimus
- Дрізд-короткодзьоб Свенсона, Catharus ustulatus
- Дрізд лісовий, Hylocichla mustelina
- Дрізд коста-риканський, Turdus nigrescens (E-R)
- Дрізд панамський, Turdus plebejus
- Дрізд світлочеревий, Turdus obsoletus
- Дрізд бронзовий, Turdus grayi
- Дрізд білогорлий, Turdus assimilis

Родина: Астрильдові (Estrildidae)
- Мунія трибарвна, Lonchura malacca (I)

Родина: Горобцеві (Passeridae)
- Горобець хатній, Passer domesticus (I)

Родина: Плискові (Motacillidae)
- Щеврик американський, Anthus rubescens (A)

Родина: В'юркові (Fringillidae)

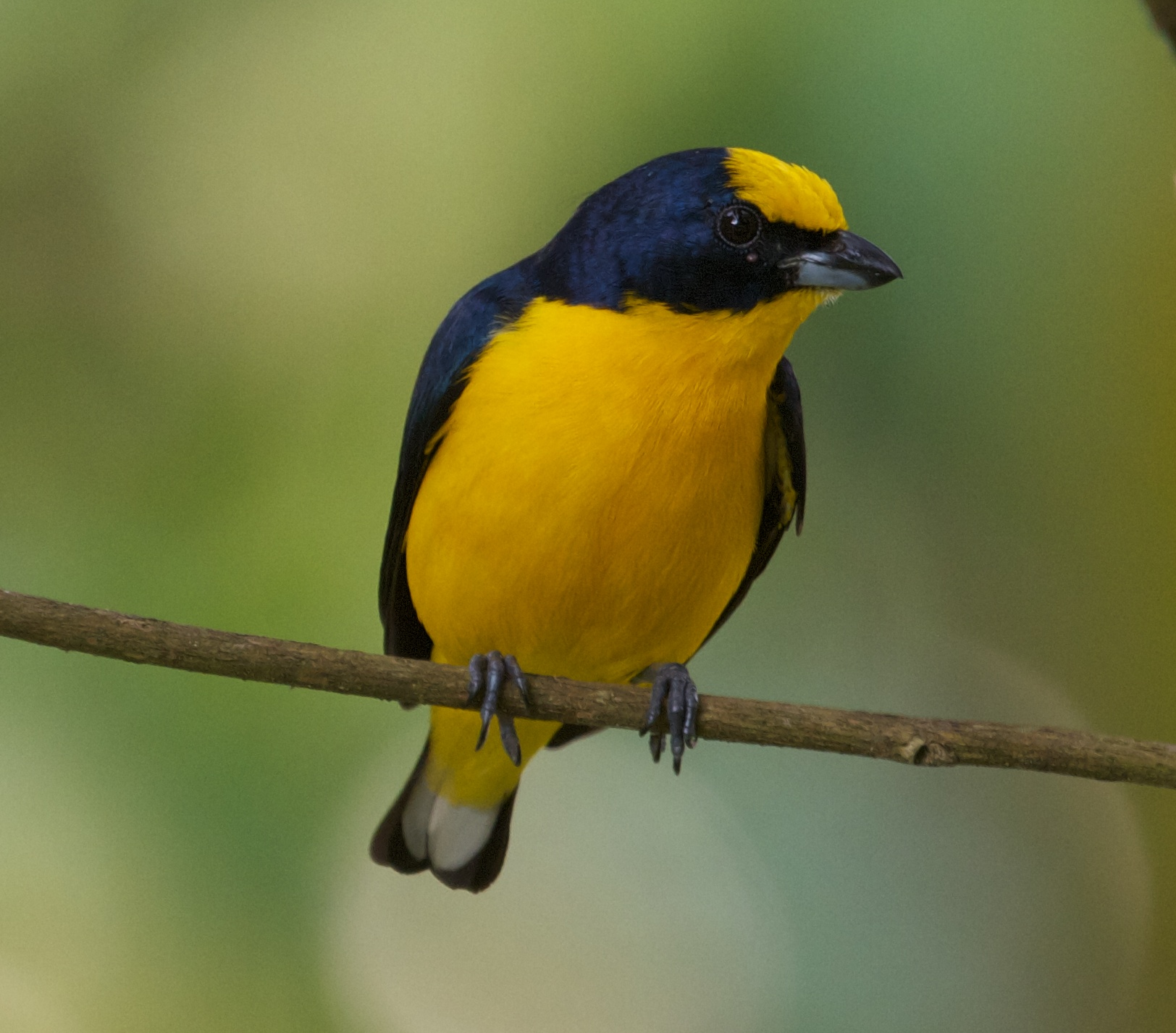
Гутурама західна

- Гутурама гондураська, Chlorophonia elegantissima
- Органіст коста-риканський, Chlorophonia callophrys (E-R)
- Гутурама чагарникова, Euphonia affinis
- Гутурама панамська, Euphonia luteicapilla
- Гутурама білогуза, Euphonia minuta
- Гутурама узлісна, Euphonia hirundinacea
- Гутурама західна, Euphonia laniirostris
- Гутурама коста-риканська, Euphonia imitans (E-R)
- Гутурама оливкова, Euphonia gouldi
- Гутурама рудоголова, Euphonia anneae
- Spinus xanthogastrus
- Чиж малий, Spinus psaltria

Родина: Rhodinocichlidae
- Кео, Rhodinocichla rosea

Родина: Passerellidae

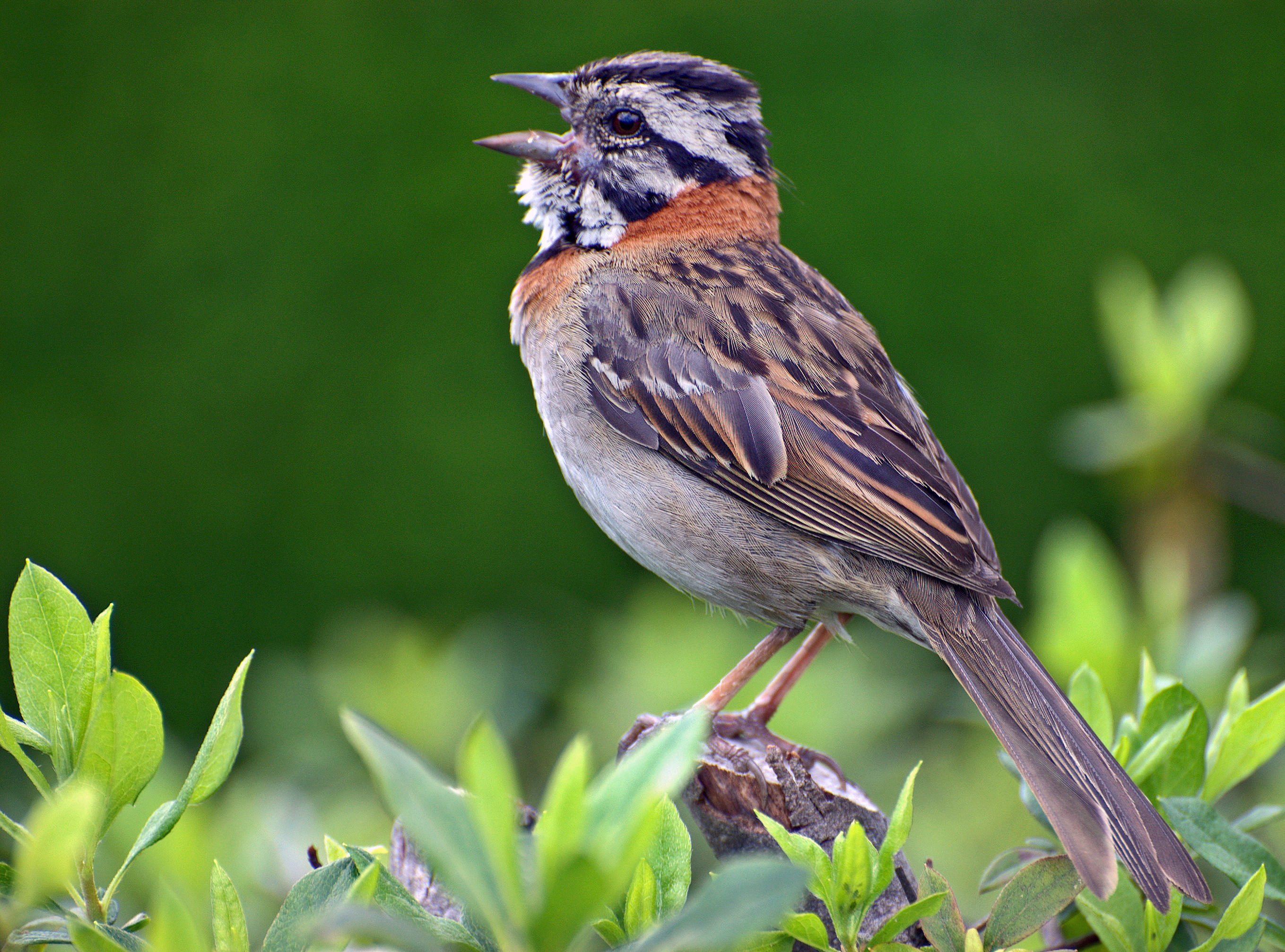
Бруант рудошиїй

- Зеленник сивогорлий, Chlorospingus canigularis
- Зеленник білобровий, Chlorospingus pileatus (E-R)
- Зеленник мінливобарвний, Chlorospingus flavopectus
- Чінголо широкобровий, Peucaea ruficauda
- Чінголо блідий, Peucaea botterii
- Багновець прерієвий, Ammodramus savannarum
- Риджвея оливкова, Arremonops rufivirgatus
- Риджвея сивоголова, Arremonops conirostris
- Потюк, Chondestes grammacus
- Карнатка білоброва, Spizella passerina (A)
- Карнатка бліда, Spizella pallida (A)
- Тихоголос коста-риканський, Arremon costaricensis (E-R)
- Тихоголос золотодзьобий, Arremon aurantiirostris
- Заросляк каштановоголовий, Arremon brunneinucha
- Рудоголов біловусий, Lysurus crassirostris (E-R)
- Юнко вулканійський, Junco vulcani (E-R)
- Бруант рудошиїй, Zonotrichia capensis
- Бруант білобровий, Zonotrichia leucophrys (A)
- Вівсянка саванова, Passerculus sandwichensis (A)
- Пасовка вохриста, Melospiza lincolnii
- Вівсянка великонога, Pezopetes capitalis (E-R)
- Чіапа жовтошия, Melozone leucotis
- Чіапа коста-риканська, Melozone cabanisi (E)  NT
- Пінсон рудий, Aimophila rufescens
- Заросляк великий, Atlapetes albinucha
- Волохань коста-риканський, Atlapetes tibialis (E-R)

Родина: Zeledoniidae
- Коронник-куцохвіст, Zeledonia coronata (E-R)

Родина: Icteriidae
- Іктерія, Icteria virens

Родина: Трупіалові (Icteridae)

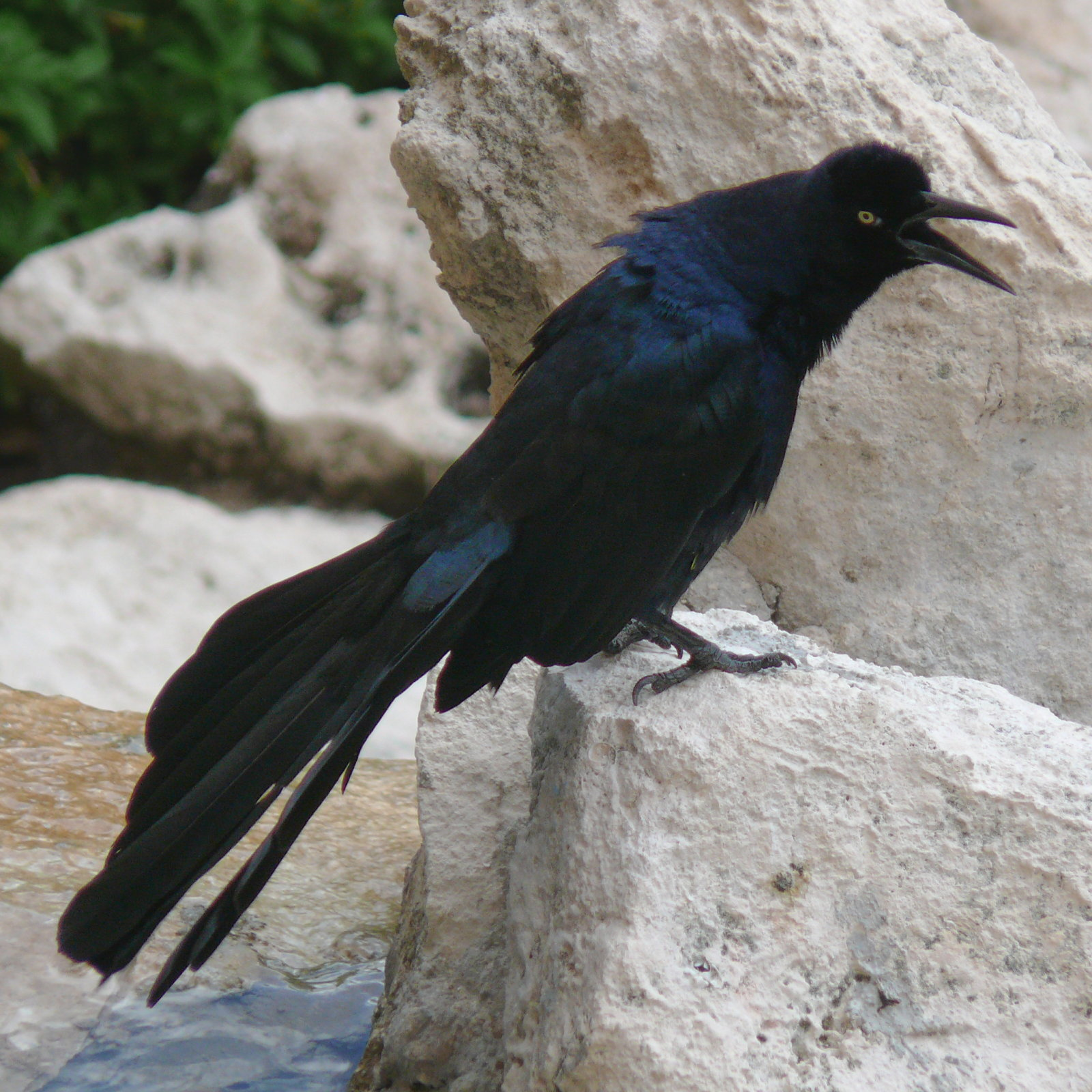
Гракл великохвостий

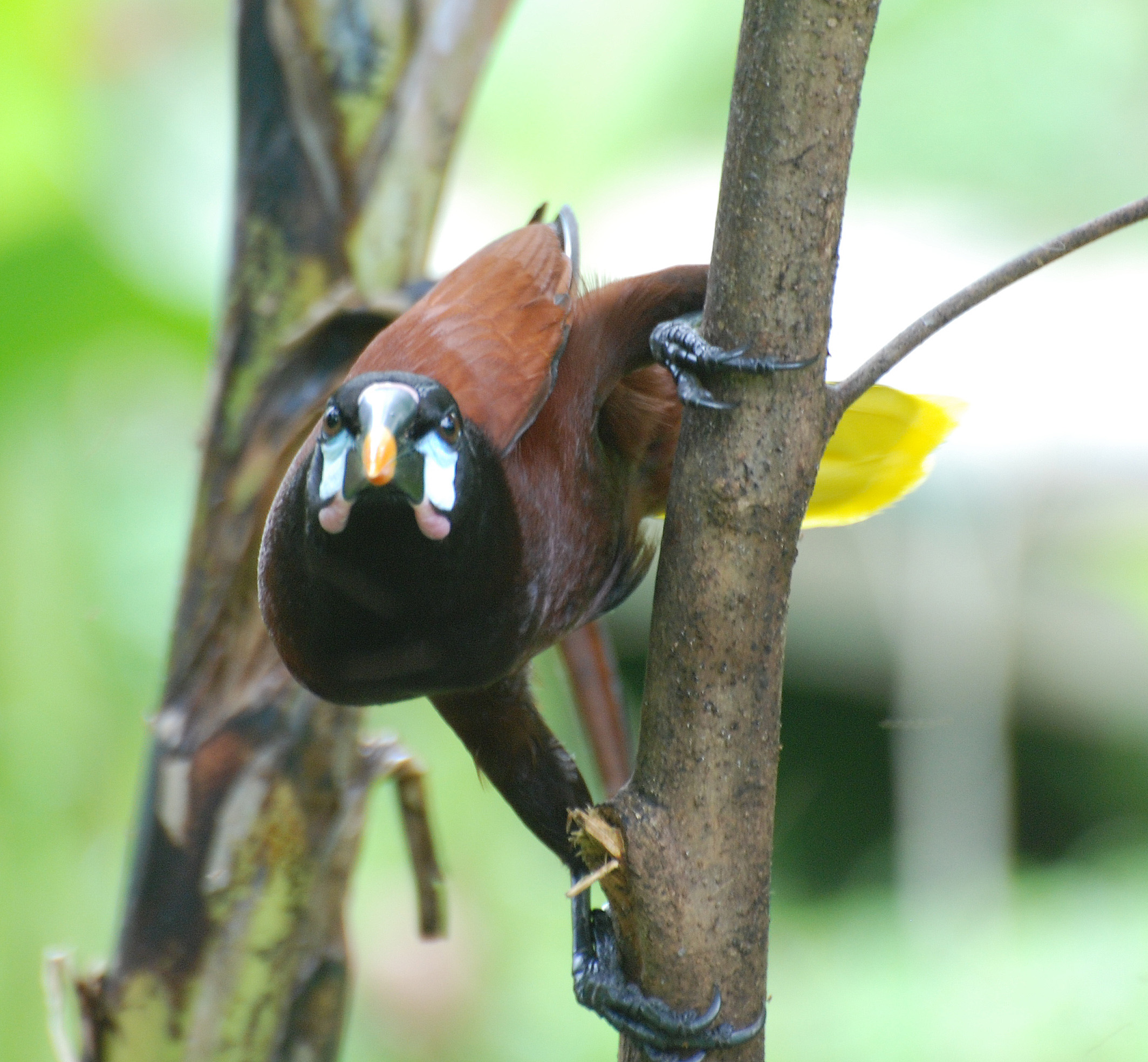
Конота панамська

- Тордо жовтоголовий, Xanthocephalus xanthocephalus (A)
- Гоглу, Dolichonyx oryzivorus
- Шпаркос східний, Sturnella magna  NT
- Шпаркос савановий, Leistes militaris
- Касик жовтодзьобий, Amblycercus holosericeus
- Шапу, Psarocolius decumanus
- Конота товстодзьоба, Psarocolius wagleri
- Конота панамська, Psarocolius montezuma
- Касик середній, Cacicus microrhynchus
- Трупіал банановий, Icterus prosthemelas
- Трупіал садовий, Icterus spurius
- Трупіал чорнокрилий, Icterus chrysater (A)
- Трупіал жовтохвостий, Icterus mesomelas
- Трупіал вогнистоголовий, Icterus pustulatus
- Трупіал золотощокий, Icterus bullockii (A)
- Трупіал плямистоволий, Icterus pectoralis
- Трупіал балтиморський, Icterus galbula
- Еполетник червоноплечий, Agelaius phoeniceus
- Вашер синій, Molothrus bonariensis
- Вашер червоноокий, Molothrus aeneus
- Вашер великий, Molothrus oryzivorus
- Трупіал-чернець галасливий, Dives dives
- Гракл великохвостий, Quiscalus mexicanus
- Гракл нікарагуанський, Quiscalus nicaraguensis

Родина: Піснярові (Parulidae)

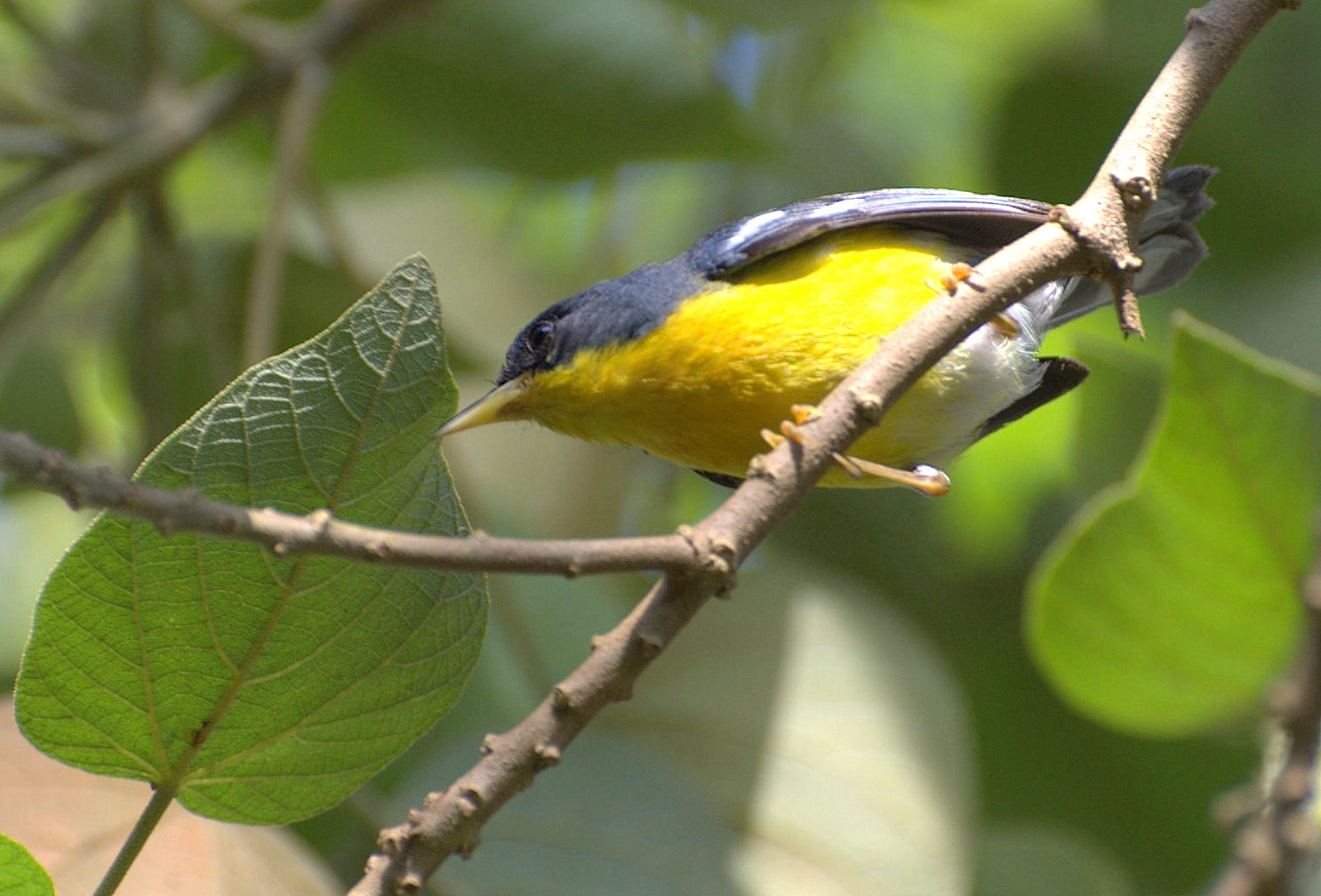
Пісняр тропічний

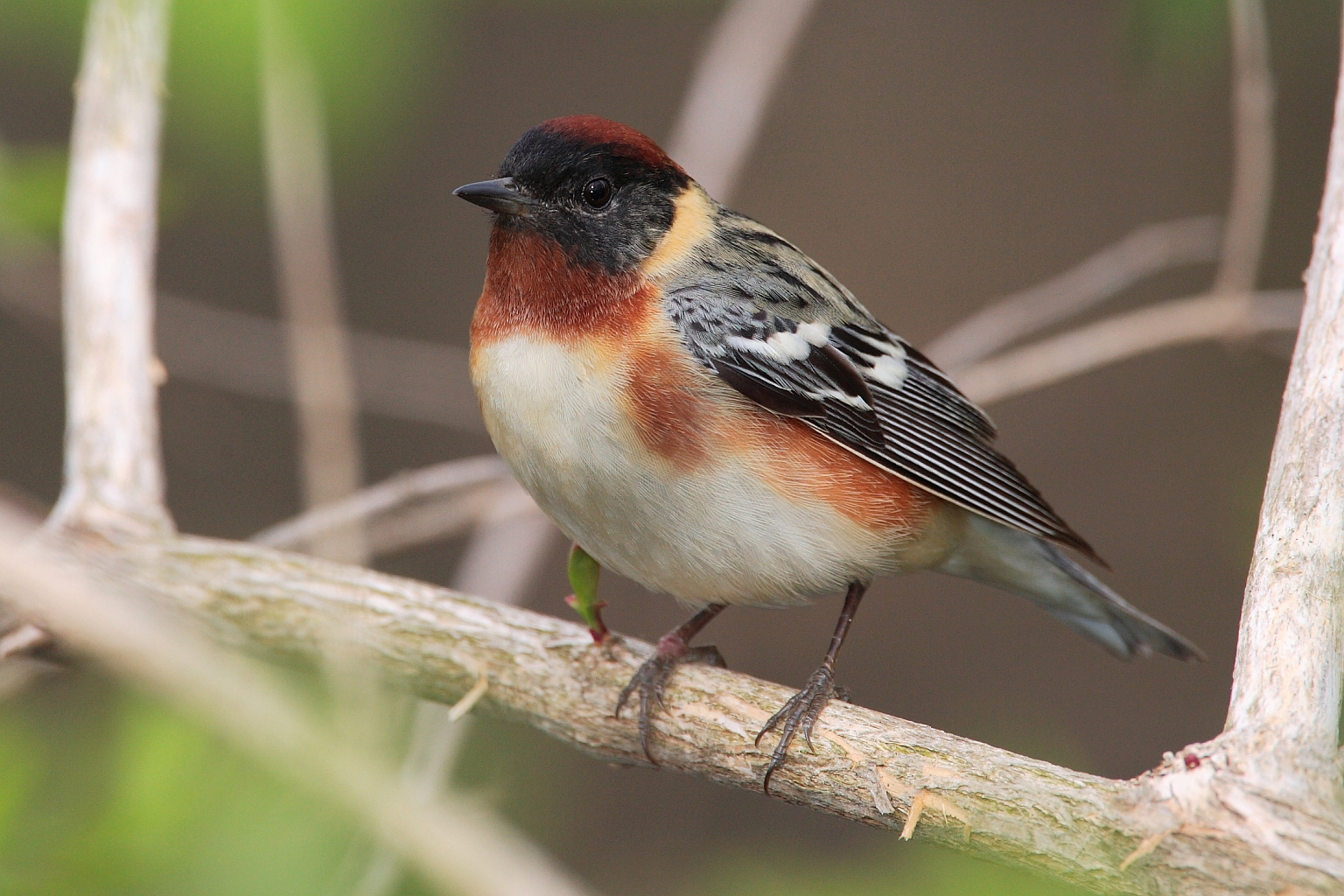
Пісняр-лісовик каштановий

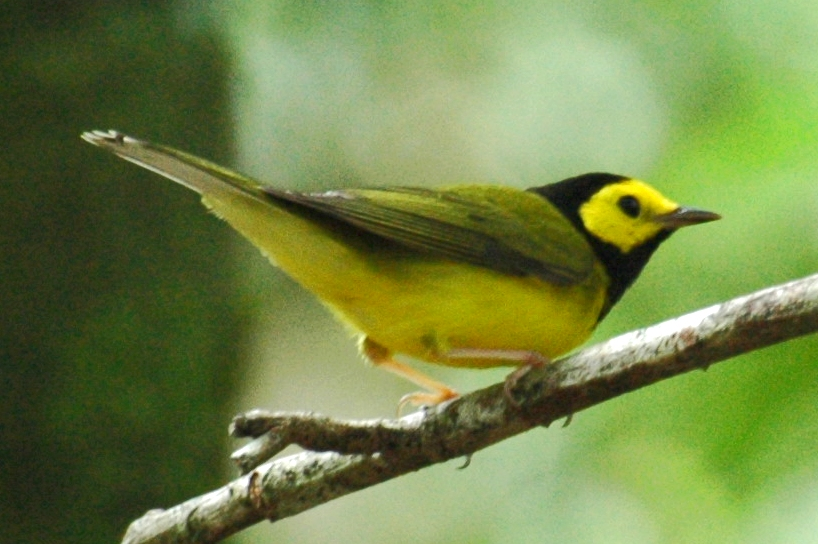
Скриточуб смугоголовий

- Смугастоволець оливковий, Seiurus aurocapilla
- Пісняр-борсучок, Helmitheros vermivorum
- Смугастоволець білобровий, Parkesia motacilla
- Смугастоволець річковий, Parkesia noveboracensis
- Червоїд золотокрилий (Vermivora chrysoptera)  NT
- Червоїд жовтоголовий, Vermivora cyanoptera
- Пісняр строкатий, Mniotilta varia
- Пісняр жовтий, Protonotaria citrea
- Пісняр вогнистоволий, Leiothlypis gutturalis (E-R)
- Червоїд світлобровий, Leiothlypis peregrina
- Червоїд оливковий, Leiothlypis celata
- Червоїд сіроголовий, Leiothlypis ruficapilla
- Цитринка сіровола, Oporornis agilis (A)
- Жовтогорлик сіроголовий, Geothlypis poliocephala
- Цитринка західна, Geothlypis tolmiei
- Цитринка чорновола, Geothlypis philadelphia
- Цитринка жовтогорла, Geothlypis formosa
- Жовтогорлик оливковоголовий, Geothlypis semiflava
- Жовтогорлик північний, Geothlypis trichas
- Болотянка чорногорла, Setophaga citrina
- Пісняр горихвістковий, Setophaga ruticilla
- Пісняр-лісовик рудощокий, Setophaga tigrina
- Пісняр-лісовик блакитний, Setophaga cerulea  VU
- Пісняр північний, Setophaga americana
- Пісняр тропічний, Setophaga pitiayumi
- Пісняр-лісовик канадський, Setophaga magnolia
- Пісняр-лісовик каштановий, Setophaga castanea
- Пісняр-лісовик рудоволий, Setophaga fusca
- Пісняр-лісовик золотистий, Setophaga petechia
- Пісняр-лісовик рудобокий, Setophaga pensylvanica
- Пісняр-лісовик білощокий, Setophaga striata  NT
- Пісняр-лісовик сизий, Setophaga caerulescens
- Пісняр-лісовик рудоголовий, Setophaga palmarum
- Пісняр-лісовик сосновий, Setophaga pinus
- Пісняр-лісовик жовтогузий, Setophaga coronata
- Пісняр-лісовик чорнощокий, Setophaga dominica
- Пісняр-лісовик прерієвий, Setophaga discolor
- Пісняр-лісовик західний, Setophaga townsendi
- Пісняр-лісовик жовтоголовий, Setophaga occidentalis
- Пісняр-лісовик золотощокий, Setophaga chrysoparia  EN
- Пісняр-лісовик чорногорлий, Setophaga virens
- Коронник блідий, Myiothlypis fulvicauda
- Basileuterus delattrii
- Коронник чорнощокий, Basileuterus melanogenys (E-R)
- Коронник малий, Basileuterus culicivorus
- Коронник коста-риканський, Basileuterus melanotis (E-R)
- Болотянка строкатовола, Cardellina canadensis
- Болотянка мала, Cardellina pusilla
- Чернітка чорногорла, Myioborus miniatus
- Чернітка коста-риканська, Myioborus torquatus (E-R)

Родина: Кардиналові (Cardinalidae)
- Піранга сонцепера, Piranga flava
- Піранга пломениста, Piranga rubra
- Піранга кармінова, Piranga olivacea
- Піранга жовтогуза, Piranga ludoviciana
- Піранга вогниста, Piranga bidentata
- Піранга білокрила, Piranga leucoptera
- Габія кармінова, Habia rubica
- Габія червоногорла, Habia fuscicauda
- Габія коста-риканська, Habia atrimaxillaris (E)  EN
- Танагра-широкодзьоб оливкова, Chlorothraupis carmioli
- Кардинал сірочеревий, Caryothraustes poliogaster
- Кардинал-довбоніс коста-риканський, Pheucticus tibialis (E-R)
- Кардинал-довбоніс червоноволий, Pheucticus ludovicianus
- Кардинал-довбоніс чорноголовий, Pheucticus melanocephalus (A)
- Семілеро синій, Amaurospiza concolor
- Лускар сизий, Cyanoloxia cyanoides
- Скригнатка синя, Passerina caerulea
- Скригнатка індигова, Passerina cyanea
- Скригнатка райдужна, Passerina ciris
- Лускун, Spiza americana

Родина: Mitrospingidae
- Танагра-потрост темнощока, Mitrospingus cassinii

Родина: Саякові (Thraupidae)
- Аркея жовто-синя, Bangsia arcaei (E-R)  NT
- Танагра цяткована, Ixothraupis guttata
- Саяка блакитна, Thraupis episcopus
- Саяка жовтокрила, Thraupis abbas (R?)
- Саяка пальмова, Thraupis palmarum
- Танагра синьощока, Stilpnia larvata
- Танагра плямиста, Tangara dowii (E-R)
- Танагра сіра, Tangara inornata
- Танагра рудокрила, Tangara lavinia
- Гирола, Tangara gyrola
- Танагра вогнистощока, Tangara parzudakii (A)
- Танагра смарагдова, Tangara florida
- Танагра цитринова, Tangara icterocephala
- Посвірж короткодзьобий, Sicalis luteola (A)
- Шиферка андійська, Haplospiza rustica
- Вівсянка гостродзьоба, Acanthidops bairdi (E-R)
- Квіткокол попелястий, Diglossa plumbea (E-R)
- Саї великий, Chlorophanes spiza
- Танагрик жовтоголовий, Chrysothlypis chrysomelas (E-R)
- Танагра-інка панамська, Heterospingus rubrifrons (E-R)
- Якарина, Volatinia jacarina
- Танагра сіроголова, Eucometis penicillata
- Танагра-жалібниця білоплеча, Loriotus luctuosus
- Танагра-жалібниця нікарагуанська, Tachyphonus delatrii
- Танагра-жалібниця велика, Tachyphonus rufus
- Танагра-сикіт білогорла, Lanio leucothorax
- Тапіранга білодзьоба, Ramphocelus sanguinolentus
- Тапіранга червоногуза, Ramphocelus passerinii
- Танагра-медоїд лазурова, Cyanerpes lucidus
- Танагра-медоїд бірюзова, Cyanerpes cyaneus
- Цукрист синьощокий, Dacnis venusta
- Цукрист блакитний, Dacnis cayana
- Цереба, Coereba flaveola
- Потрост золотогорлий, Tiaris olivaceus
- Pinaroloxias inornata (E)  VU
- Зерноїд біловусий, Sporophila lineola (A)
- Рисоїд північний, Sporophila funerea
- Рисоїд нікарагуанський, Sporophila nuttingi
- Зерноїд вороний, Sporophila corvina
- Зерноїд попелястий, Sporophila schistacea
- Зерноїд білошиїй, Sporophila morelleti
- Зерноїд чорнощокий, Sporophila nigricollis
- Зерноїд малий, Sporophila minuta
- Трав'янець гострохвостий, Emberizoides herbicola
- Зернолуск чорноголовий, Saltator atriceps
- Зернолуск великий, Saltator maximus
- Зернолуск білогорлий, Saltator grossus
- Saltator grandis
- Зернолуск смугастоволий, Saltator striatipectus

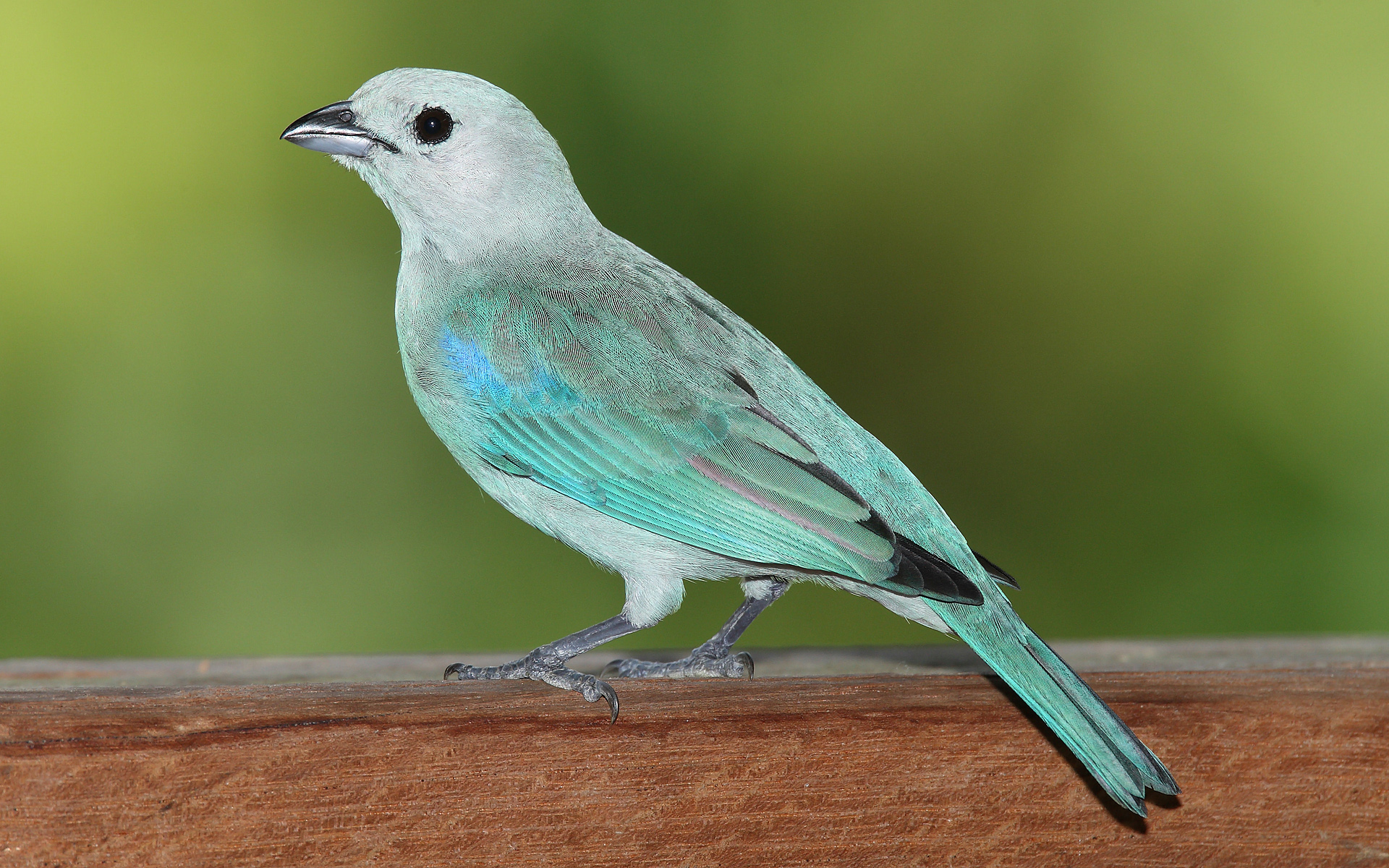
Саяка блакитна
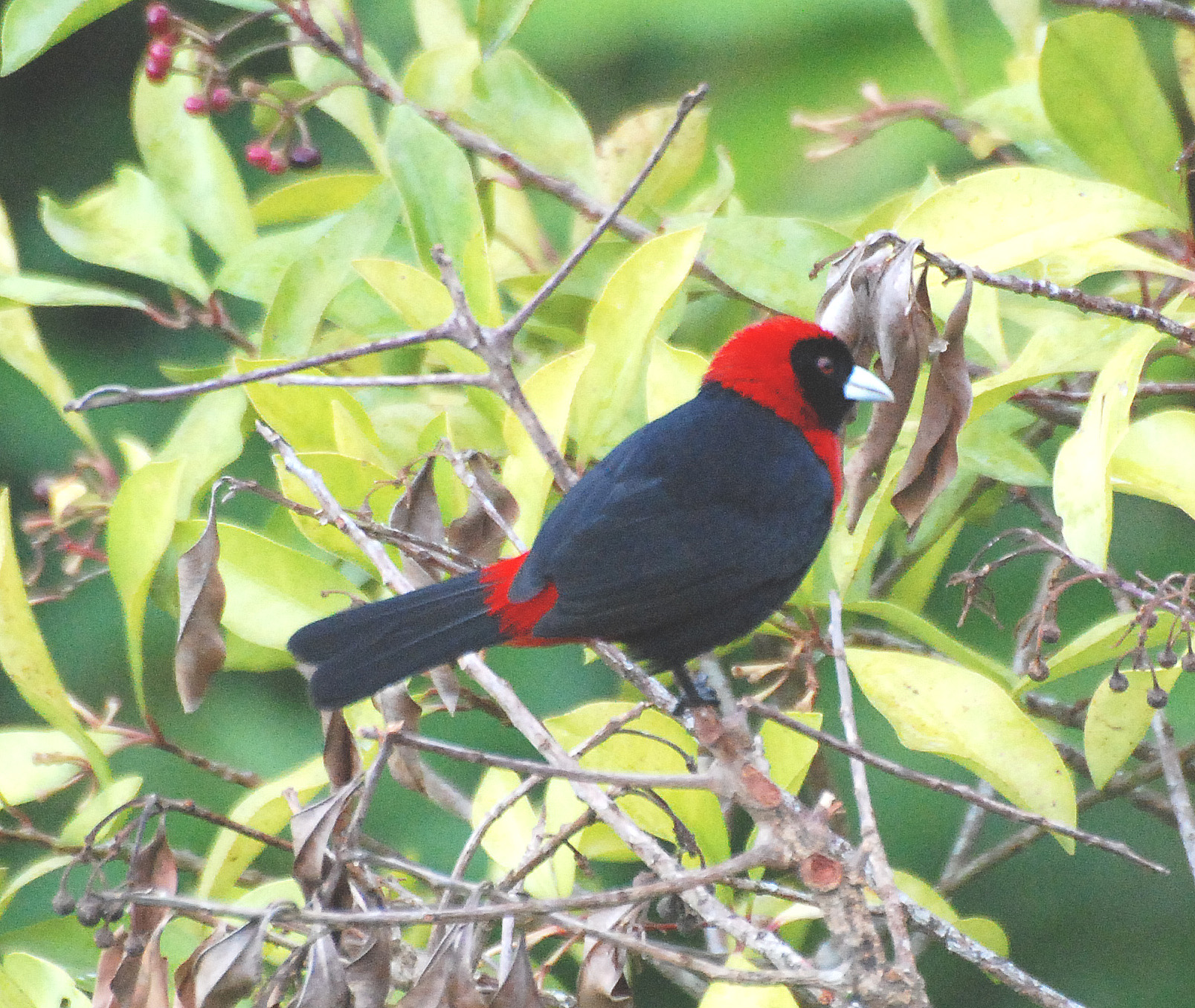
Тапіранга білодзьоба
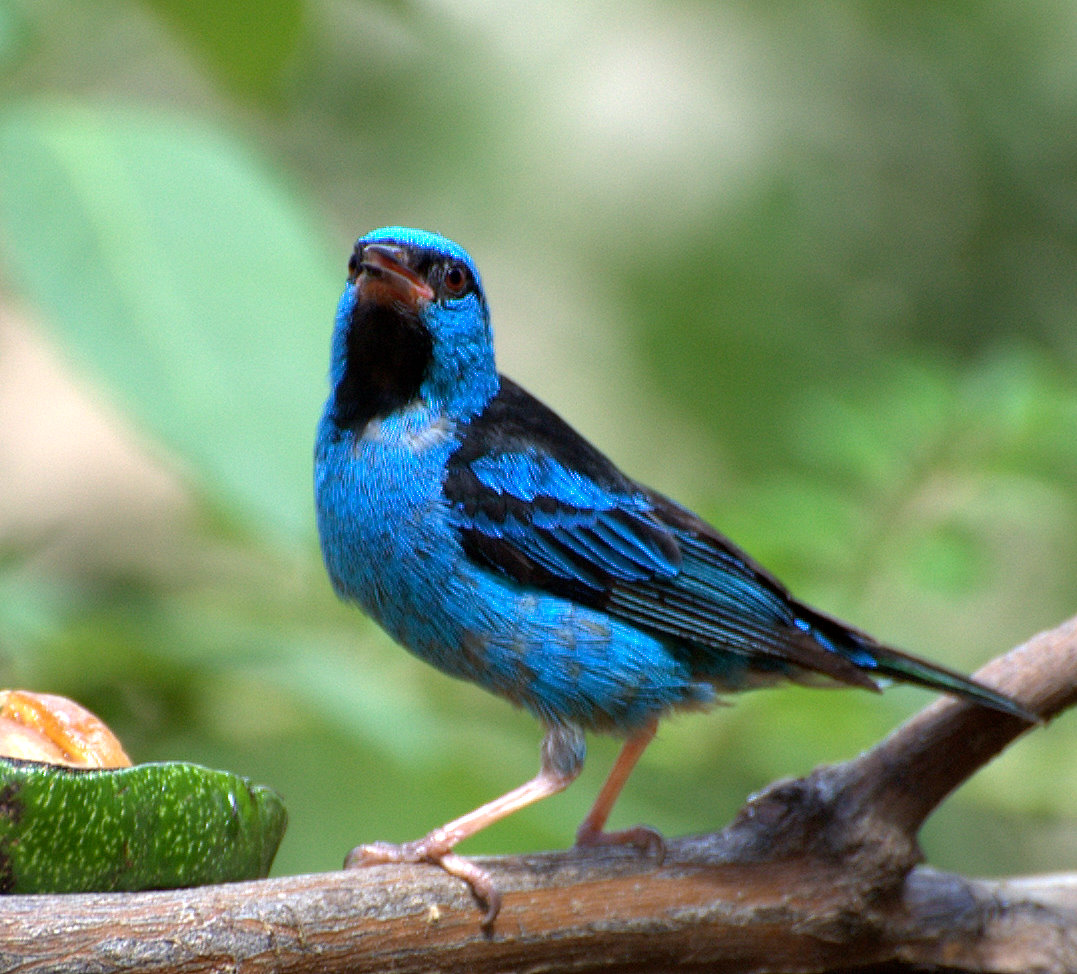
Цукрист блакитний
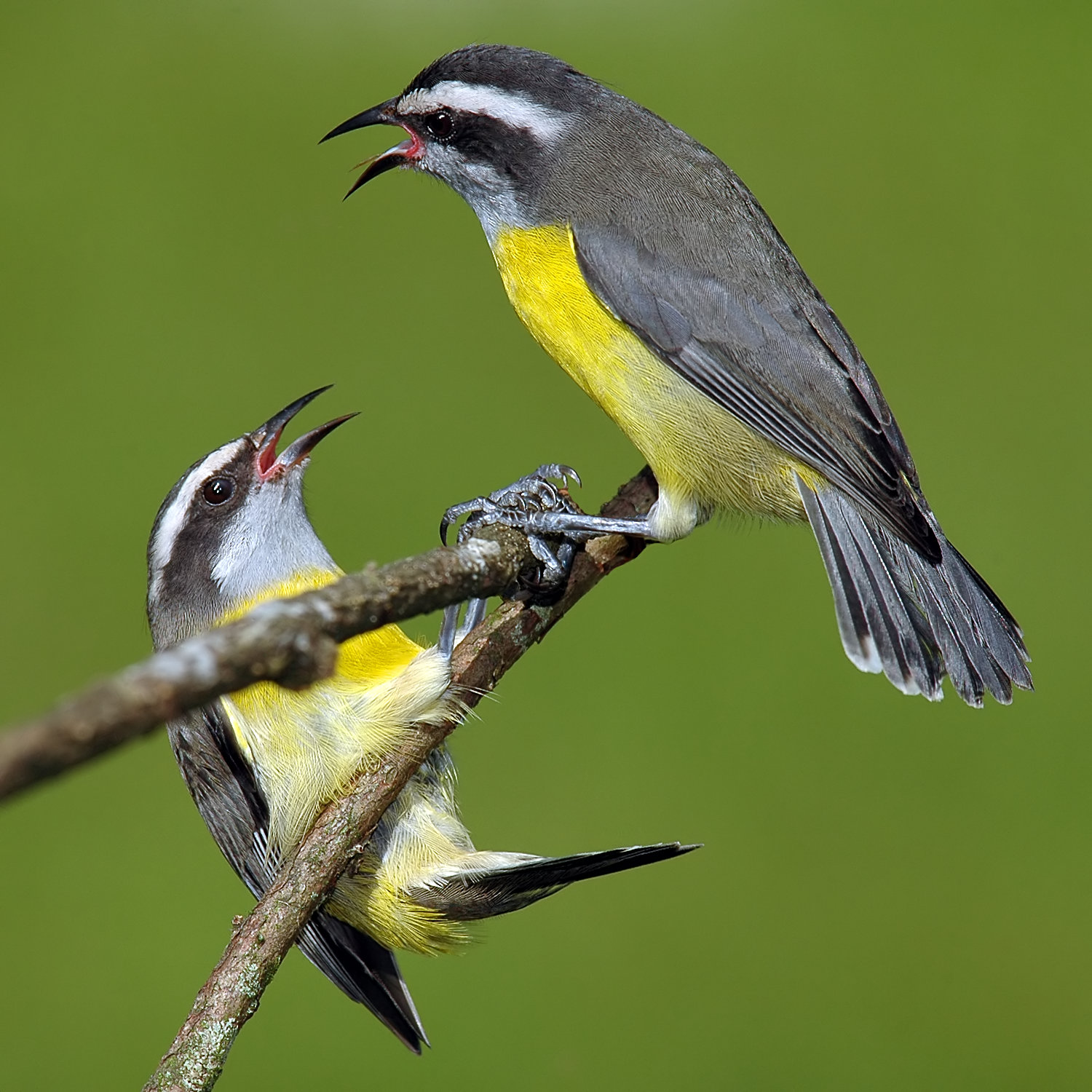
Цереба
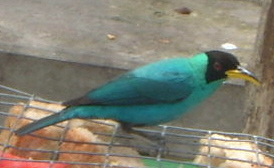
Саї великий
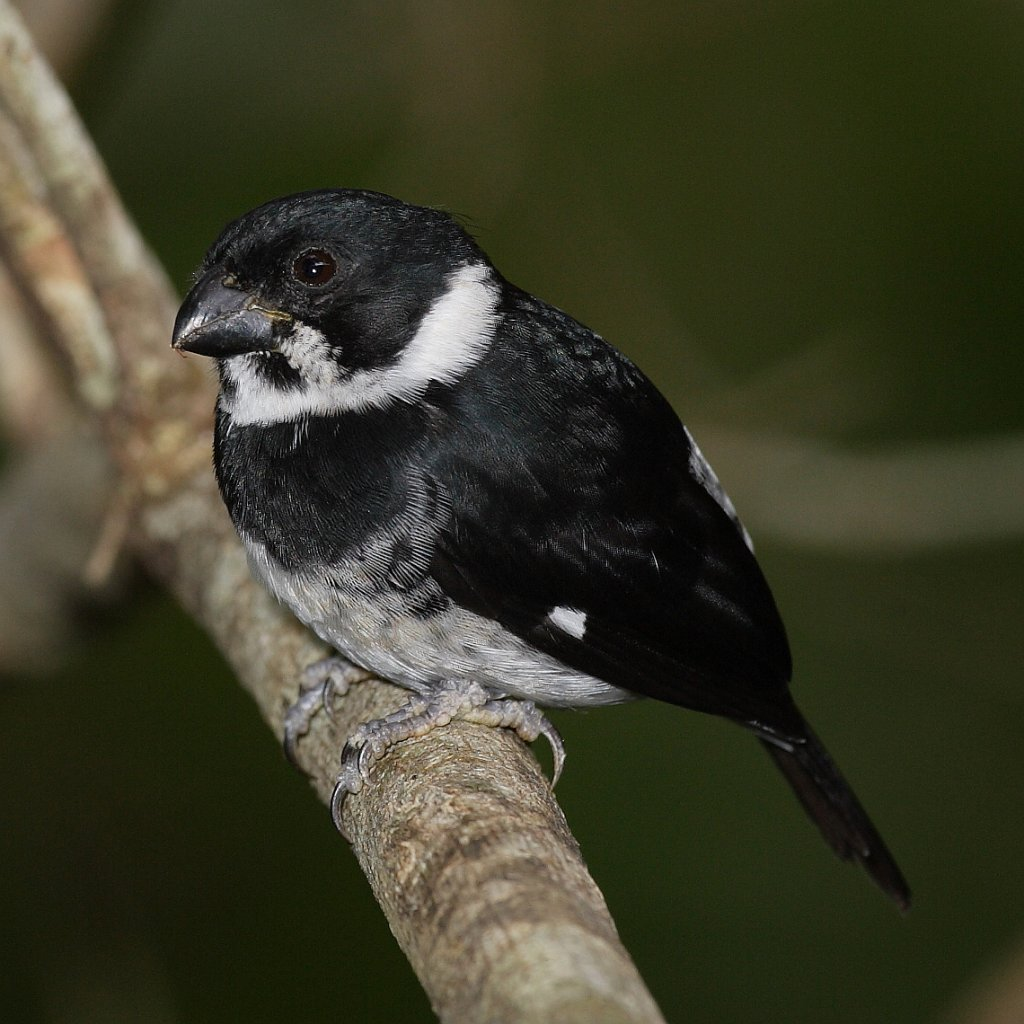
Зерноїд вороний
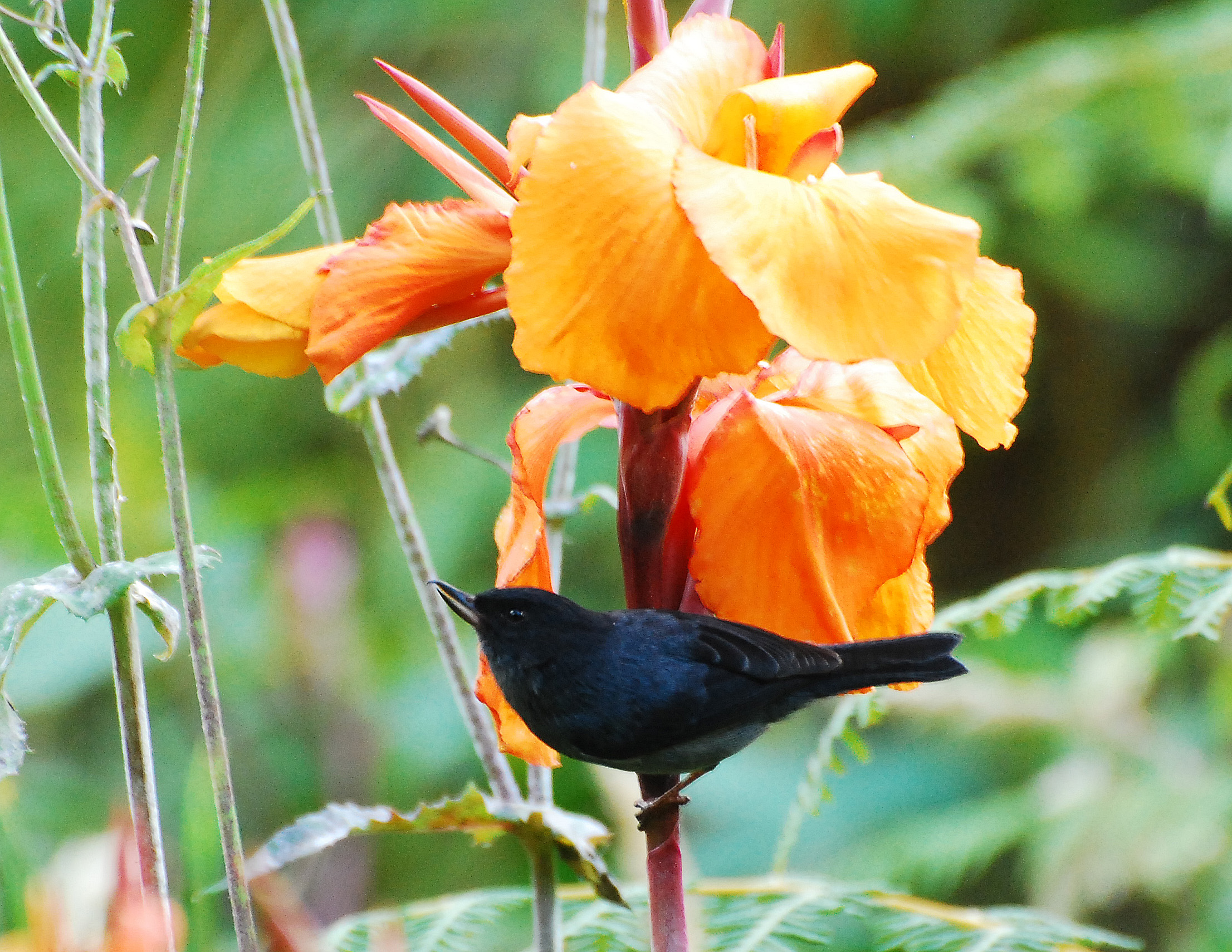
Квіткокол попелястий